# Liste der Biografien/Fro
Liste der Biografien |
Portal Biografien |
Personensuche
# |
A |
B |
C |
D |
E |
F |
G |
H |
I |
J |
K |
L |
M |
N |
O |
P |
Q |
R |
S |
T |
U |
V |
W |
X |
Y |
Z |
?
 
Fa |
Fe |
Ff |
Fh |
Fi |
Fj |
Fk |
Fl |
Fm |
Fn |
Fo |
Fr |
Ft |
Fu |
Fy
 
Fra |
Frc |
Fre |
Frg |
Fri |
Frk |
Frl |
Fro |
Frr |
Fru |
Fry
Die Liste der Biografien führt alle Personen auf, die in der deutschsprachigen Wikipedia einen Artikel haben. Dieses ist eine Teilliste mit 1016 Einträgen von Personen, deren Namen mit den Buchstaben „Fro“ beginnt.

## Fro

### Frob
- Fröb, Karl (1857–1946), deutscher Auswanderer
- Fröb, Oskar (1851–1921), deutscher Kaufmann und Politiker, MdL
- Fröba, Georg (1896–1944), deutscher Schneidermeister, Kommunalpolitiker und Widerstandskämpfer
- Fröba, Klaus (* 1934), deutscher Schriftsteller
- Fröbe, Gert (1913–1988), deutscher SchauspielerGert Fröbe (1913–1988)

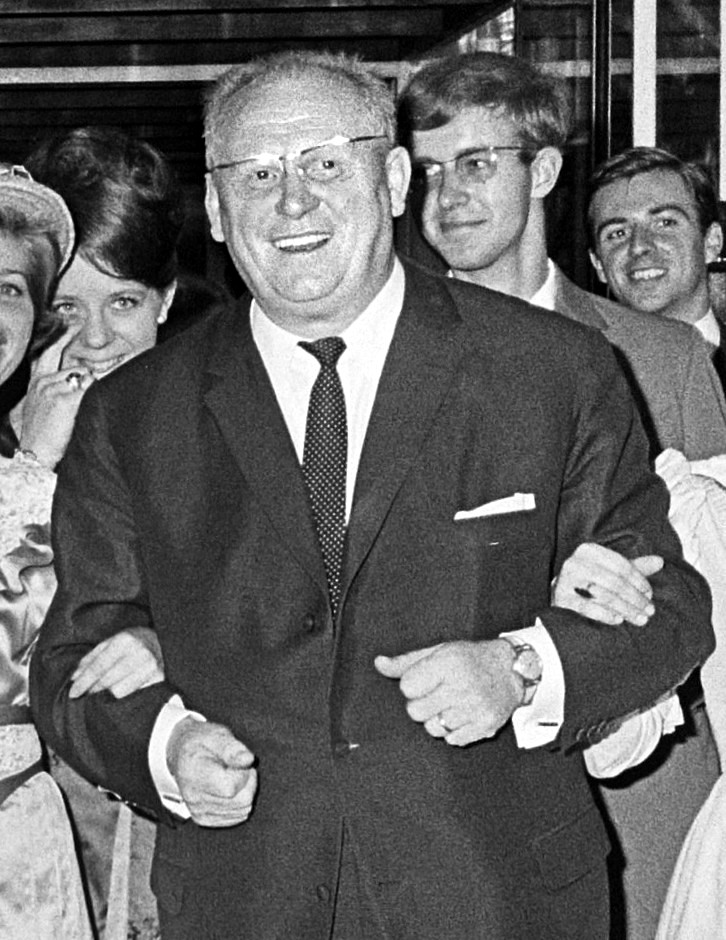
Gert Fröbe (1913–1988)

- Fröbe, Turit (* 1971), deutsche Architekturhistorikerin und Urbanistin
- Fröbe, Walter (1889–1946), deutscher Regionalhistoriker und Schriftsteller, Gymnasiallehrer
- Fröbe, Walther, deutscher Journalist und Chefredakteur im Nationalsozialismus
- Fröbe-Kapteyn, Olga (1881–1962), niederländische Künstlerin
- Fröbel, Carl Poppo (1786–1824), deutscher Pädagoge und Buchdrucker
- Frobel, Franz von (1802–1886), preußischer Generalleutnant
- Fröbel, Friedrich (1782–1852), deutscher Pädagoge und Erziehungswissenschaftler, Gründer des ersten deutschen Kindergartens
- Frobel, Guido von (1848–1913), preußischer Generalmajor und Chefredakteur des Militär-Wochenblattes
- Fröbel, Heinz (1921–2018), deutscher Politiker (FDP), Regierungspräsident
- Fröbel, Julius (1805–1893), deutscher Geologe, Mineraloge, Politiker und Mitglied der Nationalversammlung in der Frankfurter Paulskirche
- Frobel, Kai (* 1959), deutscher Naturschützer
- Fröbel, Karl Friedrich (1807–1894), deutscher Pädagoge
- Fröbel, Leopold Karl Theodor (1810–1893), Schweizer Kunstgärtner, Gartengestalter und Pflanzenzüchter
- Frobel, Louis von (1791–1862), preußischer Generalmajor
- Fröbel, Luise (1815–1900), deutsche Kindergärtnerin
- Frobel, Svea (* 2000), deutsche Volleyballspielerin
- Fröbel, Tobias (* 1988), deutscher Handballspieler und -trainer
- Froben Ferdinand (1664–1741), Reichsfürst und Prizipalkommissär am Reichstag
- Froben, Ambrosius (1537–1602), Schweizer Buchdrucker und Verleger
- Froben, Anton von (1839–1910), preußischer General der Artillerie und Gouverneur von Metz
- Froben, Emanuel (1640–1675), Offizier
- Froben, Hieronymus (1501–1563), Schweizer Buchdrucker und Verleger
- Froben, Johann († 1527), Buchdrucker und Verleger in Basel
- Frobenius, August Sigmund († 1741), deutscher Chemiker
- Frobenius, Else (1875–1952), deutsche Journalistin und politische Lobbyistin
- Frobenius, Ferdinand Georg (1849–1917), deutscher Mathematiker
- Frobenius, Georg Ludwig (1566–1645), deutscher Polyhistor, Buchhändler und Verleger
- Frobenius, Hermann (1841–1916), deutscher Publizist
- Frobenius, Hermann (1871–1954), deutscher Maler
- Frobenius, Hieronymus (1580–1666), deutscher Arzt und Politiker, Bürgermeister von Arnstadt
- Frobenius, Karl (1852–1932), deutscher Architekt, kommunaler Baubeamter in Berlin und Wiesbaden
- Frobenius, Leo (1873–1938), deutscher Ethnologe und AfrikaforscherLeo Frobenius (1873–1938)

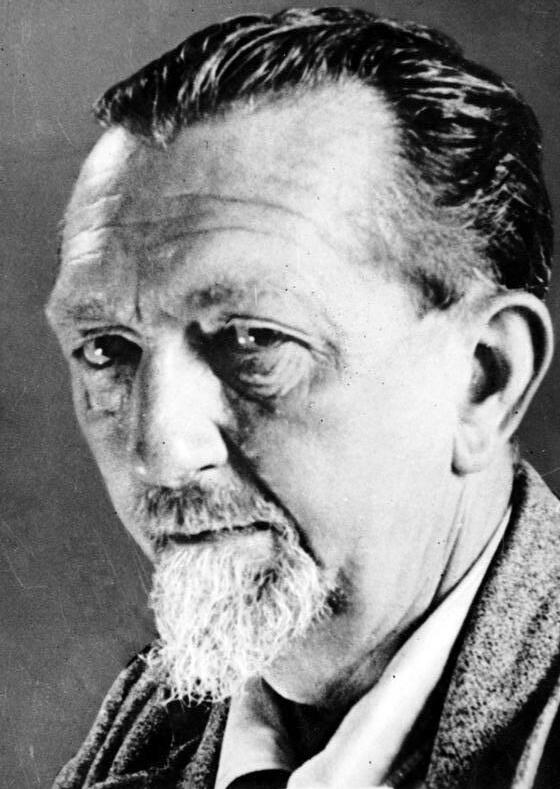
Leo Frobenius (1873–1938)

- Frobenius, Nikolaj (* 1965), norwegischer Schriftsteller und Drehbuchautor
- Frobenius, Volckmar, deutscher Reformator
- Frobenius, Wolf (1940–2011), deutscher Musikwissenschaftler und Hochschullehrer
- Fröber, Christoph Gottlieb (1704–1759), deutscher Kantor und Komponist
- Fröberg Idling, Peter (* 1972), schwedischer Schriftsteller und Literaturkritiker
- Froberg, Sven (* 1971), deutscher Journalist
- Froberger, Johann Jakob (1616–1667), deutscher Komponist und Organist des Barock
- Fröbes, Joseph (1866–1947), deutscher römisch-katholischer Theologe
- Frobesius, Johann Nicolaus (1701–1756), deutscher Philosoph und Mathematiker
- Frobesius, Petrus († 1613), deutscher Jurist und Hochschullehrer
- Fröbisch, Christian (1830–1911), deutscher Gutsbesitzer und Politiker
- Fröbisch, Hermann (1864–1927), deutscher Gutsbesitzer und Politiker
- Frobisher, Benjamin (1742–1787), kanadischer Fellhändler
- Frobisher, Marguerite (1890–1974), britische Malerin und Kunstpädagogin
- Frobisher, Martin († 1594), englischer Seefahrer
- Froboese, Curt (1891–1994), deutscher Pathologe und Hochschullehrer
- Froboese, Klaus (1947–2019), deutscher Opernregisseur und Intendant des Opernhauses Halle (1991–2008)
- Froboess, Cornelia (* 1943), deutsche Schauspielerin und SchlagersängerinCornelia Froboess (* 1943)

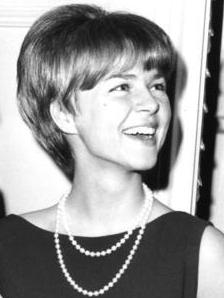
Cornelia Froboess (* 1943)

- Froboess, Gerhard (1906–1976), deutscher Komponist, Tontechnikermeister und Verleger
- Froboess, Harry (1899–1985), deutscher Stuntman und Artist
- Fröbom, Bengt (1926–2012), schwedischer Radrennfahrer
- Froböse, Heinrich Georg († 1704), evangelischer Pastor
- Froböse, Ingo (* 1957), deutscher Hochschullehrer für Prävention und Rehabilitation im Sport an der Deutschen Sporthochschule in Köln
- Froböse, Rolf (* 1949), deutscher Chemiker, Wissenschaftsjournalist und Buchautor
- Froböß, Georg (1854–1917), deutscher evangelischer Geistlicher und Autor
- Froböß, Hellmut (1884–1956), deutscher Jurist, Polizeipräsident von Danzig und Oberlandesgerichtspräsident Posen
- Fröbrich, Georg (1914–1995), deutscher Geistlicher, Bischof der Freikatholischen Kirche in Deutschland
- Fröbus, Johannes (1941–2018), deutscher Fußballspieler

### Froc
- Froch, Carl (* 1977), britischer Boxer
- Frochot, Henri (1871–1929), französischer Marineoffizier und Admiral
- Frochot, Nicolas (1761–1828), französischer Verwaltungsbeamter und Politiker
- Fröchtenicht, Ralf (* 1964), deutscher Manager
- Fröck, Hans-Joachim (* 1948), deutscher Fußballspieler

### Frod
- Fröde, Lukas (* 1995), deutscher Fußballspieler
- Fröde, Wolfgang (1952–2009), deutscher Maler
- Fröden, Karl Friedrich Benjamin von (1726–1793), Gründer der sächsischen Artillerieschule
- Frodeno, Emma (* 1981), australische Triathletin
- Frodeno, Jan (* 1981), deutscher TriathletJan Frodeno (* 1981)

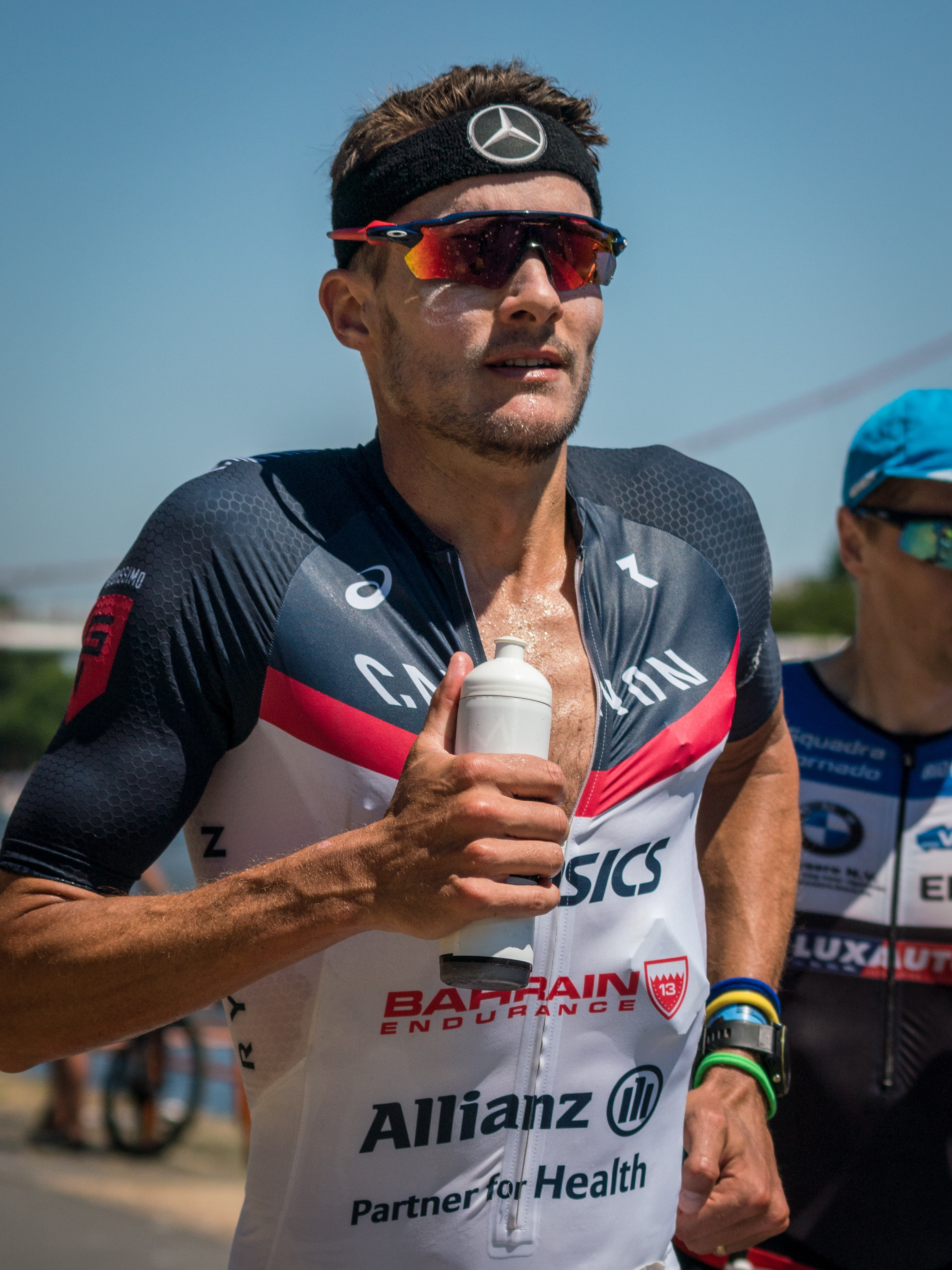
Jan Frodeno (* 1981)

- Fröder, Ellis (* 1956), deutsche Journalistin und Leiterin des ARD Studios in Paris
- Fröder, Hans (1918–1997), deutscher Politiker (CDU), MdL
- Frodermann, Erich (1912–1981), deutscher Feuerwerker
- Frodien, Hans Heinrich (* 1897), deutscher Polizeibeamter
- Frodin, Thea (* 2008), US-amerikanische Tennisspielerin
- Fröding, Gustaf (1860–1911), schwedischer LyrikerGustaf Fröding (1860–1911)

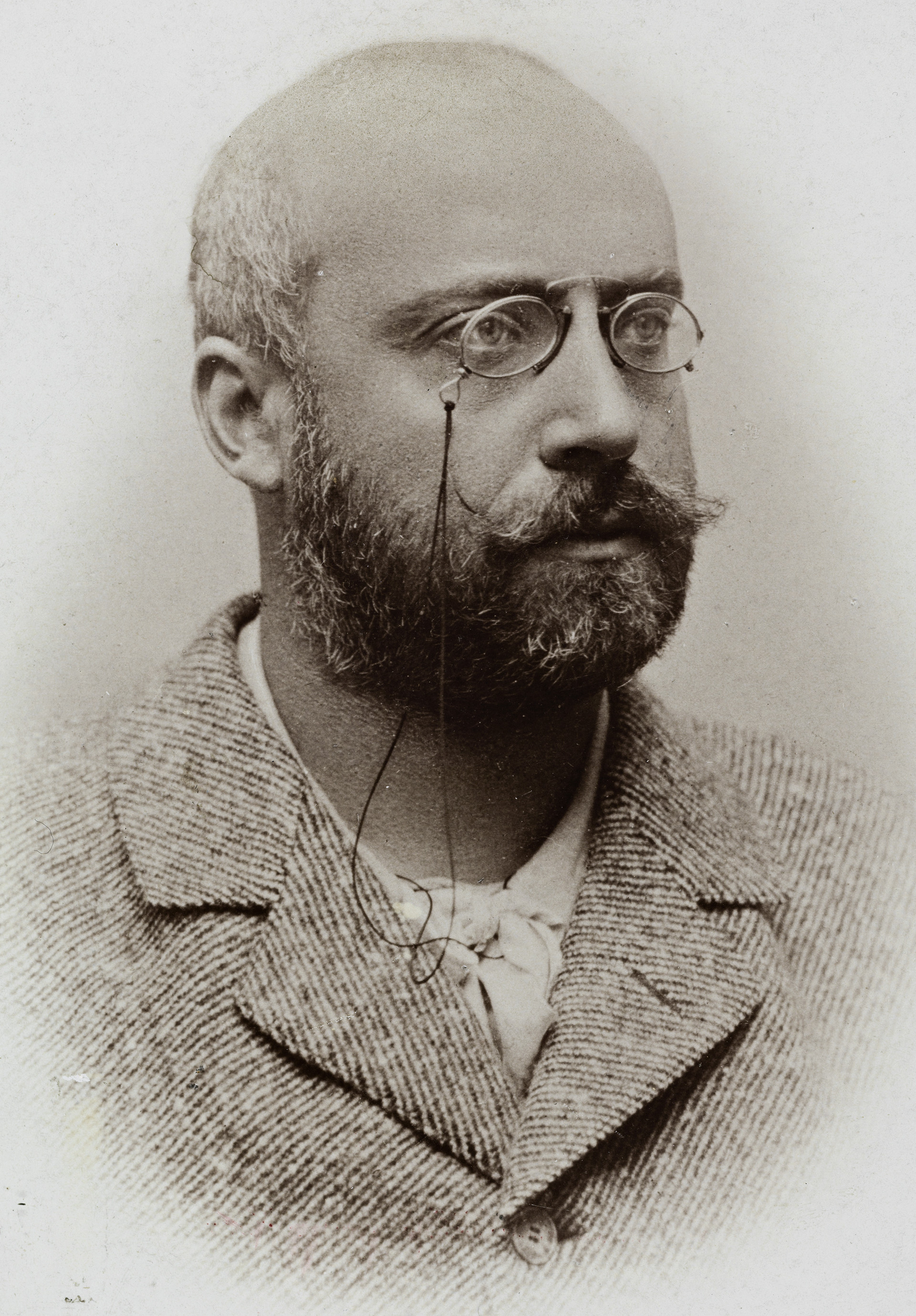
Gustaf Fröding (1860–1911)

- Frodl, Gerbert (* 1940), österreichischer Kunsthistoriker
- Frodl, Helmut (* 1957), österreichischer ORF-Mitarbeiter und Mörder
- Frodl, Karl (1919–2007), österreichischer Landwirt und Politiker (ÖVP), Abgeordneter zum Nationalrat
- Frodl, Richard (1921–2002), deutscher Generalleutnant der Luftwaffe
- Frodl, Walter (1908–1994), österreichischer Kunsthistoriker und Denkmalpfleger
- Frodl-Kraft, Eva (1916–2011), österreichische Kunsthistorikerin und Denkmalpflegerin
- Frodsham, Charles (1810–1871), englischer Chronometermacher

### Froe
- Froeba, Frank (1907–1981), US-amerikanischer Pianist und Bandleader des New Orleans Jazz
- Froebe, Ludovika (1847–1922), österreichische Malerin
- Froebel, Ernst (1912–2001), deutscher Sozialist und Widerständler gegen den Nationalsozialismus
- Froebel, Günther (1811–1878), deutscher Hofbuchdrucker in Rudolstadt
- Froede, Walter (1910–1984), deutscher Maschinenbauer
- Froehlich, Amalie (1876–1938), deutsche Politikerin (DVP)
- Froehlich, August (1891–1942), katholischer Priester, Pfarrer, deutscher Widerstandskämpfer gegen den NationalsozialismusAugust Froehlich (1891–1942)

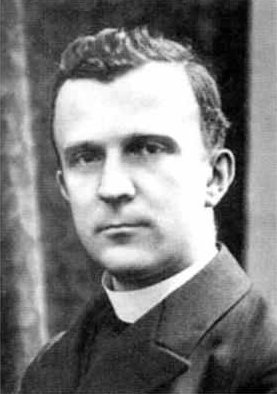
August Froehlich (1891–1942)

- Froehlich, Claudio Gilberto (1927–2023), brasilianischer Zoologe
- Froehlich, Eric (* 1984), US-amerikanischer Pokerspieler
- Froehlich, Eudóxia Maria (1928–2015), brasilianische Zoologin
- Froehlich, Florian (* 1959), Schweizer Künstler
- Froehlich, Georg (1872–1939), österreichischer Rechtswissenschaftler, Legist und Verfassungsrichter
- Froehlich, Harold Vernon (* 1932), US-amerikanischer Politiker
- Froehlich, Henrique (1919–2003), brasilianischer Geistlicher, katholischer Bischof von Sinop
- Froehlich, Jack Edward (1921–1967), US-amerikanischer Luft- und Raumfahrtingenieur
- Froehlich, John (1849–1933), US-amerikanischer Erfinder deutscher Abstammung
- Froehlich, Susanne (* 1980), deutsche Althistorikerin
- Froehling, Frank (1942–2020), US-amerikanischer Tennisspieler
- Froehling, Simon (* 1978), Schweizer Autor
- Froehlke, Robert Frederick (1922–2016), US-amerikanischer Jurist, Manager und politischer Beamter
- Froehner, Reinhard (1868–1955), deutscher Veterinärhistoriker
- Froelich, Albert (1876–1953), Schweizer Architekt
- Froelich, Carl (1875–1953), deutscher Filmpionier und -regisseur
- Froelich, Eric (1937–2023), deutsch-kanadischer Wrestlingsportler
- Froelich, Ernst (1866–1928), deutscher Unternehmer und Politiker, MdR
- Froelich, Hugo (* 1885), deutscher Schauspieler und Aufnahmeleiter
- Froelich, Max (1851–1928), deutscher Apotheker und Ministeriatsbeamter
- Froelich, Moritz von (1787–1858), preußischer Generalleutnant
- Froelich, Tomasz (* 1988), deutsch-polnischer Politiker (AfD)Tomasz Froelich (* 1988)

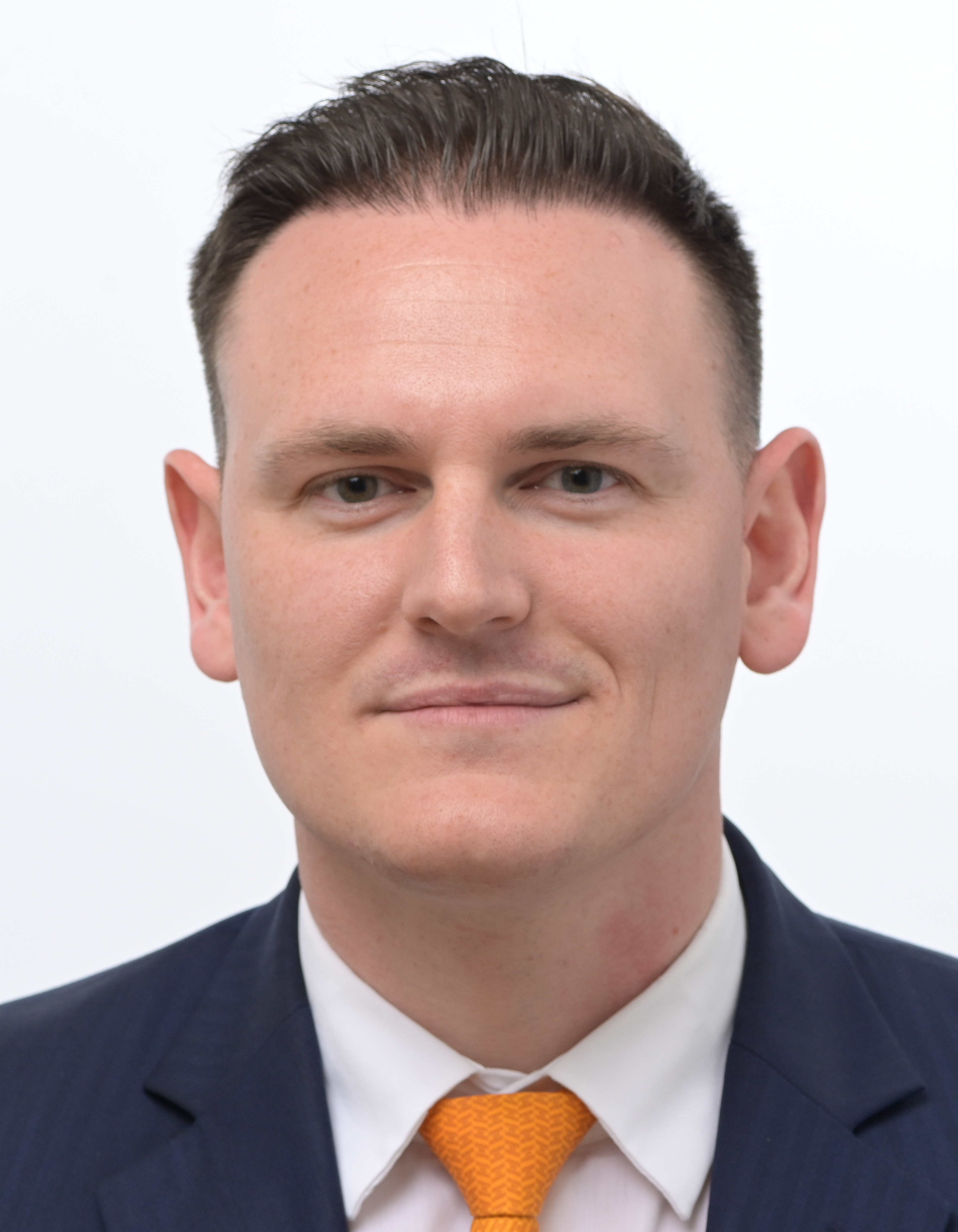
Tomasz Froelich (* 1988)

- Froelich, Walther (1880–1945), deutscher Jurist und Reichsgerichtsrat
- Froelicher, Joseph-Antoine (1790–1866), schweizerisch-französischer Architekt
- Froemel, Norman (* 1972), deutscher Basketballspieler
- Froemel, Werner (1927–2009), deutscher Maler und Bildhauer
- Froemke, Susan (* 1947), US-amerikanische Filmproduzentin und Dokumentarfilmerin
- Froer, Veit (1828–1900), deutscher Kupfer- und Stahlstecher
- Froes, Francisco da Rocha, römisch-katholischer Bischof
- Froesch, Ernst Rudolf (1929–2014), Schweizer Internist, Diabetologe und Hochschullehrer
- Froesch, Pierre (* 1972), deutscher Verwaltungsbeamter, Bürgermeister der Stadt Baesweiler
- Froeschel, George (1891–1979), österreichisch-amerikanischer Drehbuchautor
- Froese, Arno (* 1940), US-amerikanischer Pastor, Direktor des amerikanischen Zweiges des Missionswerkes Mitternachtsruf und Autor
- Froese, Bob (* 1958), kanadischer Eishockeyspieler
- Froese, Byron (* 1991), kanadischer Eishockeyspieler
- Froese, Deborah (* 1957), kanadische Schriftstellerin
- Froese, Edgar (1944–2015), deutscher Komponist, Musiker und Künstler, Pionier der Elektronischen MusikEdgar Froese (1944–2015)

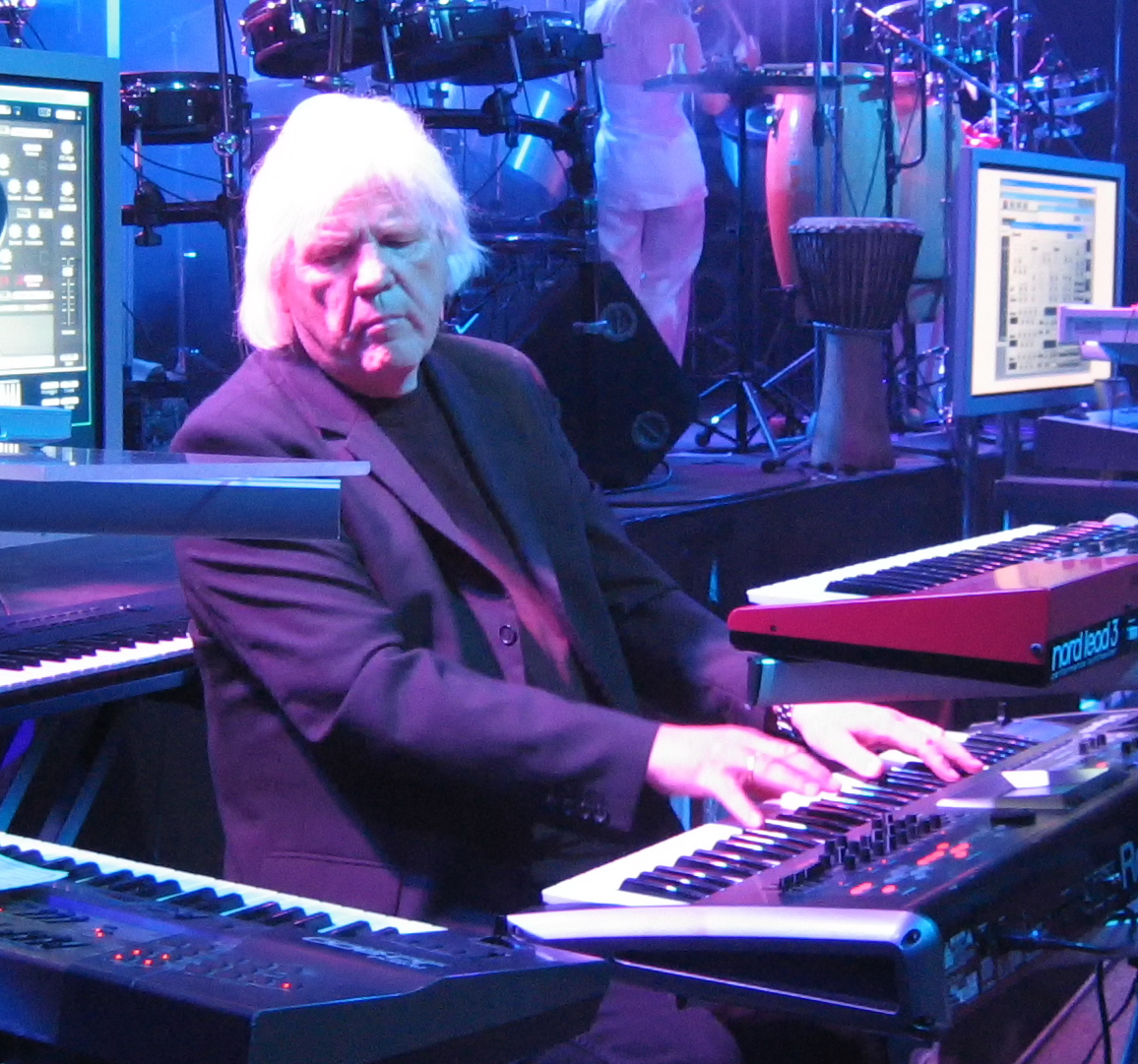
Edgar Froese (1944–2015)

- Froese, Gesine (* 1947), deutsche Schönheitskönigin, Miss Germany 1969
- Froese, Ingo (* 1957), deutscher Basketballspieler und -trainer
- Froese, Jerome (* 1970), deutscher Musiker
- Froese, Judith (* 1985), deutsche Juristin
- Froese, Kianz (* 1996), kanadisch-kubanischer Fußballspieler
- Froese, Leonhard (1924–1994), deutscher Erziehungswissenschaftler
- Froese, Rainer (* 1950), deutscher Meeresbiologe
- Froese, Roland (* 1993), deutscher Automobilrennfahrer
- Froewis, Josef (1904–1971), österreichischer Gynäkologe und Hochschullehrer

### Frog
- Froger de l’Éguille, Michel-Joseph (1705–1772), französischer Lieutenant général des armées navales
- Froger, Martine (* 1961), französische Politikerin und Mitglied der Parti socialiste
- Froger, René (* 1960), niederländischer Pop-Rock-Sänger
- Froggatt, Chris (* 1993), britischer Automobilrennfahrer
- Froggatt, Jack (1922–1993), englischer Fußballspieler
- Froggatt, Joanne (* 1980), britische SchauspielerinJoanne Froggatt (* 1980)

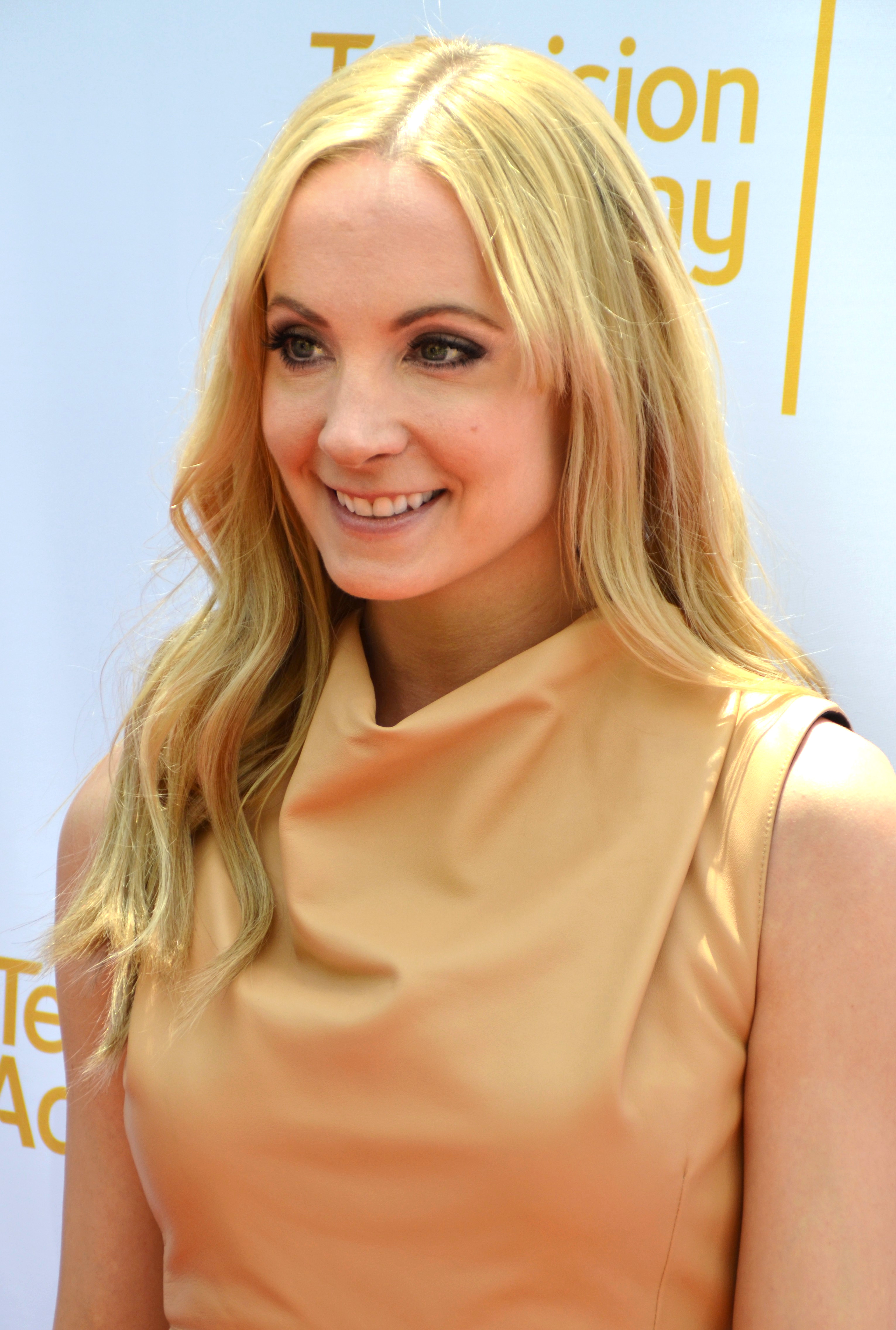
Joanne Froggatt (* 1980)

- Frogn Sellæg, Wenche (* 1937), norwegische konservative Politikerin, Mitglied des Storting und Medizinerin
- Frogner, Charlotte (* 1981), norwegische Schauspielerin
- Frogner, Einar (1893–1955), norwegischer Politiker (Bondepartiet), Mitglied des Storting
- Frögren, Jonas (* 1980), schwedischer Eishockeyspieler

### Froh
- Froh, Claus A. (* 1936), deutscher Autor und Gestalter
- Frohawk, Frederick William (1861–1946), britischer Tierillustrator und Lepidopterologe
- Frohberg, Fred (1925–2000), deutscher SchlagersängerFred Frohberg (1925–2000)

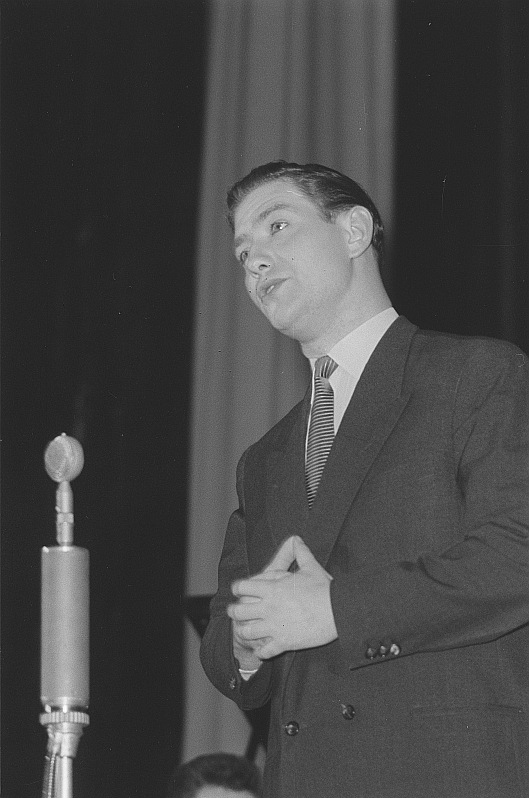
Fred Frohberg (1925–2000)

- Frohberg, Genia (1933–2013), deutsche Textilgestalterin
- Frohberg, Hans-Joachim (1935–2005), deutscher Textildesigner und bildender Künstler
- Frohberg, Herbert (* 1909), deutscher Filmarchitekt
- Frohberg, Marco (* 2001), deutscher Volleyballspieler
- Frohberg, Regina (1783–1850), Schriftstellerin
- Frohberg, Wilhelm (* 1851), deutscher Turner und Turnpädagoge
- Frohberger, Hermann (1836–1874), deutscher Gymnasiallehrer und Klassischer Philologe
- Fröhbrodt, Käthe (1905–1986), deutsche Arbeiterin, Sozialdemokratin und Widerstandskämpferin gegen den Nationalsozialismus
- Frohburg, Inge (* 1937), deutsche Psychologin
- Fröhder, Christoph Maria (1942–2024), deutscher Journalist und Auslandskorrespondent

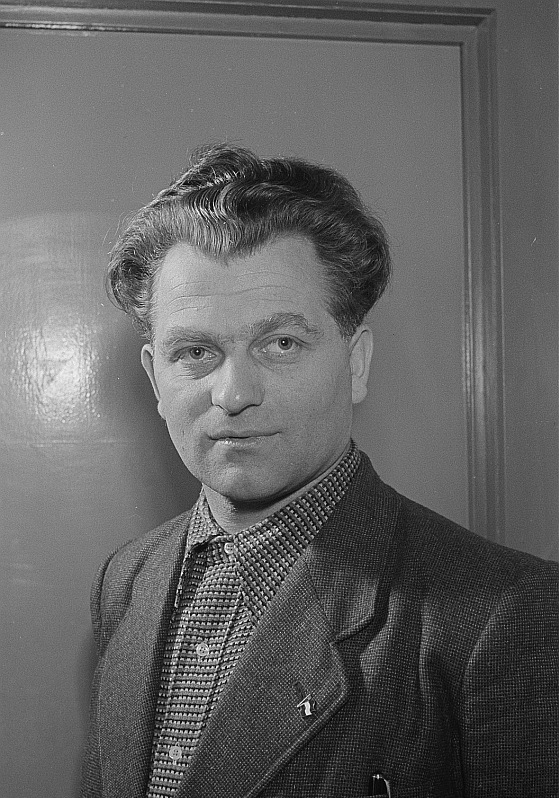
Paul Fröhlich (1913–1970)

- Frohl, Manfred (* 1938), deutscher Fußballspieler
- Fröhle, Heinrich (1879–1966), deutscher oldenburgischer Politiker
- Fröhler, Ludwig (1920–1995), deutsch-österreichischer Rechts- und Wirtschaftswissenschaftler
- Fröhlich, Abraham Emanuel (1796–1865), Schweizer reformierter Theologe und Schriftsteller
- Fröhlich, Albrecht (1916–2001), britischer Mathematiker
- Fröhlich, Alexandra (1967–2025), deutsche Schriftstellerin und Journalistin
- Fröhlich, Alfred (1871–1953), österreichischer Pharmakologe
- Fröhlich, Amos (* 1930), Tierarzt, Chronist und Zeitzeuge
- Fröhlich, André (* 1969), deutscher Volleyball- und Beachvolleyballspieler
- Fröhlich, Andreas (* 1965), deutscher Hörspiel- und Synchronsprecher
- Fröhlich, Andreas D. (* 1946), deutscher Pädagoge und Hochschullehrer
- Fröhlich, Anja (* 1964), deutsche Schriftstellerin, Jugend- und Kinderbuchautorin
- Fröhlich, Anja (* 1967), deutsche Fußballspielerin
- Fröhlich, Anna Katharina (* 1971), deutsche Schriftstellerin und Übersetzerin
- Fröhlich, Annerose (1893–1970), deutsche Pädagogin und Historikerin
- Fröhlich, Annika (* 1986), deutsche Fußballspielerin
- Fröhlich, Axel (* 1968), deutscher Autor
- Fröhlich, Bernd (* 1965), deutscher Informatiker und Hochschullehrer
- Fröhlich, Bernhard (1823–1885), deutscher Maler, Illustrator und Fotograf
- Fröhlich, Betty († 1879), österreichische Musikerin und Sängerin sowie Blumen- und Porträt-Miniaturmalerin, Kopistin und Kunsterzieherin
- Fröhlich, Cäcilie (1900–1992), deutsch-jüdische Mathematikerin, die nach Emigration Elektrotechnik-Dozentin in den USA wurde
- Fröhlich, Carl (1813–1880), badischer Regierungsrat
- Fröhlich, Christian (* 1977), deutscher Fußballspieler
- Fröhlich, Christiane (* 1977), deutsche Friedens- und Konfliktforscherin
- Fröhlich, Christine (1948–2015), österreichische Politikerin (ÖVP), Mitglied des Bundesrates
- Fröhlich, Clara (* 2004), deutsche Fußballspielerin
- Fröhlich, Claudia (* 1967), deutsche Filmeditorin
- Fröhlich, Cyprian (1853–1931), deutscher Kapuziner
- Fröhlich, Detlev (* 1953), deutscher Sanitätsoffizier
- Fröhlich, Dieter (* 1958), Schweizer Unternehmer und Sportfunktionär
- Fröhlich, Edmund (* 1956), deutscher Verbandsfunktionär
- Fröhlich, Elfi E. (* 1951), deutsche Bildende Künstlerin
- Fröhlich, Elke (* 1944), deutsche Historikerin
- Fröhlich, Else (1890–1986), deutsche Kinderbuchautorin
- Fröhlich, Erasmus (1700–1758), österreichischer Jesuit, Historiker, Bibliothekar und Numismatiker
- Fröhlich, Ernst (1810–1882), deutscher Maler und Xylograf
- Fröhlich, Eugen (1910–1971), deutscher Arzt, Zahnarzt, Kieferchirurg und Hochschullehrer
- Fröhlich, Frank (* 1964), deutscher Gitarrist und Komponist
- Fröhlich, Franz (1823–1889), österreichischer Architekt
- Fröhlich, Franz (1898–1983), österreichischer Ingenieur, Manager und Hochschullehrer
- Fröhlich, Franz (1901–1964), bayerischer Volksschauspieler
- Fröhlich, Franz Joseph (1780–1862), deutscher Hochschullehrer und Musikwissenschaftler
- Fröhlich, Friedhelm (* 1952), deutscher Fußballtrainer
- Fröhlich, Friedrich (1880–1964), deutscher NSDAP-Funktionär, Bürgermeister von Crailsheim
- Fröhlich, Friedrich Karl (1930–2001), deutscher Politiker (SPD), MdL
- Fröhlich, Friedrich Theodor (1803–1836), Schweizer KomponistFriedrich Theodor Fröhlich (1803–1836)

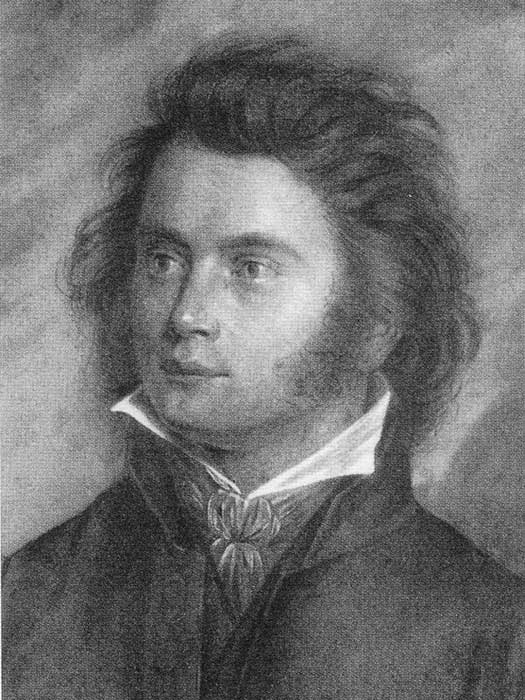
Friedrich Theodor Fröhlich (1803–1836)

- Fröhlich, Fritz (1887–1962), deutscher Landwirt und Politiker (NSDAP), MdR, MdL
- Fröhlich, Fritz (1910–2001), österreichischer Maler und Lyriker
- Fröhlich, Fritz (1928–2006), deutscher Maler und Grafiker
- Fröhlich, Georg (1853–1927), deutscher Architekt und Baubeamter
- Fröhlich, Georg (1884–1971), deutscher Richter, Richter des Bundesverfassungsgerichts
- Fröhlich, Georg Karl (* 1875), deutscher Politiker und Abgeordneter des Provinziallandtages der preußischen Provinz Hessen-Nassau
- Fröhlich, Gerhard (* 1953), österreichischer Kulturtheoretiker und Wissenschaftsforscher
- Fröhlich, Gert (* 1940), deutscher Fußballspieler
- Fröhlich, Gertie (1930–2020), österreichische Malerin, Grafikerin
- Fröhlich, Gisela (* 1942), deutsche Politikerin (SPD), MdBB
- Fröhlich, Gottlieb (* 1948), Schweizer Ruderer
- Fröhlich, Günter (* 1969), deutscher Philosoph
- Fröhlich, Gustav (1902–1987), deutscher Schauspieler, Regisseur und DrehbuchautorGustav Fröhlich (1902–1987)

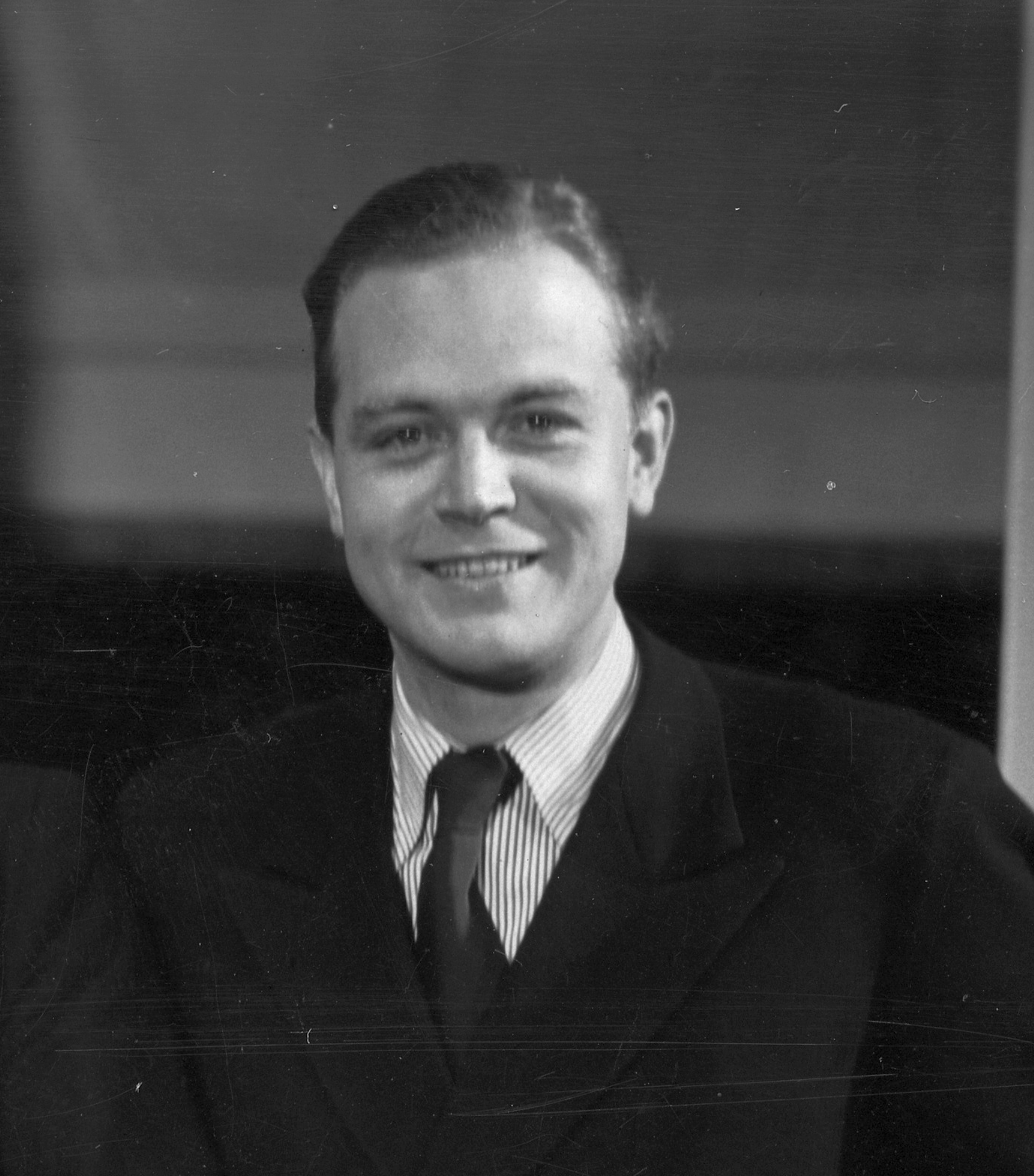
Gustav Fröhlich (1902–1987)

- Fröhlich, Hans (1947–2016), deutscher Geodät
- Fröhlich, Hans Joachim (1923–2008), deutscher Forstwissenschaftler und Naturschützer
- Fröhlich, Hans-Gerd (1914–1995), deutscher Vertriebenenpolitiker, MdB
- Fröhlich, Hans-Joachim (* 1946), deutscher Brigadegeneral
- Fröhlich, Hans-Jürgen (1932–1986), deutscher Schriftsteller
- Fröhlich, Hedwig (1833–1922), Hausvorsteherin der Diakonissenanstalt Dresden
- Fröhlich, Heinz (1926–1999), deutscher Fußballspieler
- Fröhlich, Helmut (* 1929), deutscher Politiker (SPD), MdBB
- Fröhlich, Herbert (* 1901), deutscher Musiker
- Fröhlich, Herbert (1905–1991), deutsch-britischer Physiker
- Fröhlich, Hermann, österreichischer Badmintonspieler
- Fröhlich, Horst (1934–2017), deutscher Germanist und Ethnograph
- Fröhlich, Hubert (1928–2005), deutscher Produktionsleiter
- Fröhlich, Ines (* 1964), deutsche politische Beamtin (SPD)
- Fröhlich, Ingo (* 1966), deutscher Bildhauer und Zeichner
- Fröhlich, Ingrid (1940–2021), deutsche Schauspielerin und Unternehmerin
- Fröhlich, Irene (* 1944), deutsche Politikerin (Bündnis 90/Die Grünen), MdL
- Fröhlich, Isidor (1852–1931), ungarischer Physiker
- Fröhlich, Jan (* 1980), tschechischer Badmintonspieler
- Fröhlich, Jens, deutscher rechtsextremer Sänger und Musikverleger
- Fröhlich, Johann (1911–1934), österreichischer Arbeiter und Widerstandskämpfer gegen den Austrofaschismus
- Fröhlich, Johann von Gott (1780–1849), deutscher Klassischer Philologe und Gymnasialrektor
- Fröhlich, Johannes Frederik (1806–1860), dänischer Komponist
- Fröhlich, Josef (1904–1978), deutscher Ingenieur
- Fröhlich, Josef (1925–2021), österreichischer Politiker (ÖVP), Abgeordneter im Wiener Landtag und Gemeinderat
- Fröhlich, Josef (1933–1995), österreichischer Schauspieler
- Fröhlich, Joseph (1694–1757), Hofnarr von August dem StarkenJoseph Fröhlich (1694–1757)

Joseph Fröhlich (1694–1757)

- Fröhlich, Jürg (* 1946), Schweizer mathematischer und theoretischer Physiker
- Fröhlich, Karl (1821–1898), deutscher Schriftsteller und Scherenschnitt-Künstler
- Fröhlich, Karl (* 1944), österreichischer Fußballspieler
- Fröhlich, Katharina (1800–1879), Verlobte Grillparzers
- Fröhlich, Katrin (* 1968), deutsche Schauspielerin, Synchronsprecherin, Dialogbuchautorin und Synchronregisseurin
- Fröhlich, Klaudi (1940–2019), deutscher Regisseur bei Shows, Fernsehen und Shows und Drehbuchautor
- Fröhlich, Klaus (1937–2014), deutscher Physiker
- Fröhlich, Klaus (* 1960), deutscher Manager
- Fröhlich, Kurt Karl (1890–1941), Abgeordneter des Provinziallandtages der Provinz Hessen-Nassau
- Fröhlich, Linda (* 1979), deutsche Basketballspielerin
- Fröhlich, Lutz Michael (* 1957), deutscher Fußballschiedsrichter
- Fröhlich, Manuel (* 1972), deutscher Politikwissenschaftler und Hochschullehrer
- Fröhlich, Marieli (* 1959), österreichische Filmregisseurin und Schauspielerin
- Fröhlich, Mathilde (1867–1934), österreichische Opernsängerin (Alt)
- Fröhlich, Max (1908–1997), Schweizer Silber- und Goldschmied, Schmuckdesigner, Kunstpädagoge und Autor
- Fröhlich, Menowin (* 1987), deutscher Sänger und Teilnehmer einer CastingshowMenowin Fröhlich (* 1987)

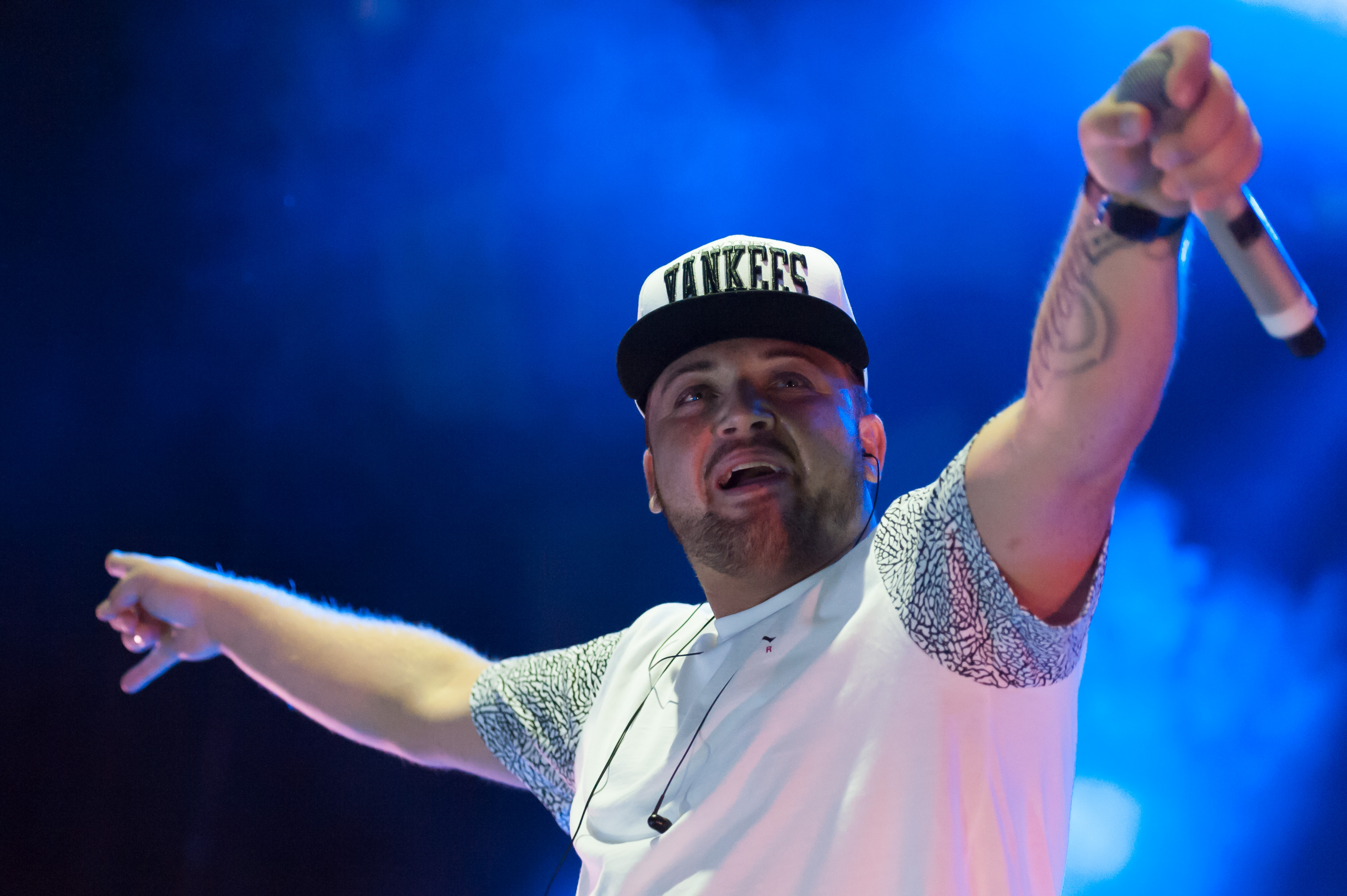
Menowin Fröhlich (* 1987)

- Fröhlich, Michael (* 1986), deutscher Eishockeyspieler
- Fröhlich, Michael von (1740–1814), kaiserlicher Feldmarschall-Leutnant
- Fröhlich, Minna, deutsche Schauspielerin
- Fröhlich, Oliver (* 1967), deutscher Schriftsteller
- Fröhlich, Otto (1869–1940), deutscher Maler und Radierer
- Fröhlich, Otto Karl (1885–1964), österreichischer Bauingenieur für Geotechnik und Hochschullehrer
- Fröhlich, Paul (1913–1970), deutscher Politiker (SED), MdV, Mitglied des Politbüros des Zentralkomitees der SEDPaul Fröhlich (1913–1970)
- Fröhlich, Paul (* 1938), deutscher Fußballspieler
- Fröhlich, Paul (1962–2009), deutscher Moderator und Original der Stadt Leipzig
- Fröhlich, Paulinus (1903–1986), deutscher römisch-katholischer Pfarrer und Heimatforscher
- Fröhlich, Pea (1943–2022), deutsche Autorin, Psychologin und Drehbuchschreiberin
- Fröhlich, Peter (1901–1984), deutscher Politiker (KPD, SPD) und Mundartautor
- Fröhlich, Peter (* 1935), deutscher Fußballspieler
- Fröhlich, Peter (1938–2016), österreichischer Schauspieler und Sänger
- Fröhlich, Petra (* 1974), deutsche Computerjournalistin
- Fröhlich, Philipp (* 1975), deutscher Künstler
- Fröhlich, René (* 1967), deutscher Politiker (Die Linke), MdL
- Fröhlich, Richard (* 1986), deutscher Basketballspieler
- Fröhlich, Romy (* 1958), deutsche Kommunikationswissenschaftlerin und Hochschullehrerin
- Fröhlich, Rudolf Alois (1819–1862), kroatischer Sprachwissenschaftler
- Fröhlich, Samuel Heinrich (1803–1857), Reformierter Pfarrer und Begründer der Evangelischen Täufergemeinden
- Fröhlich, Sascha (* 1979), deutscher Fernsehmoderator und freier Redakteur
- Fröhlich, Siegbert (1929–1994), deutscher Politiker (LDPD, FDP), MdL und Professor für Wirtschaftsmathematik
- Fröhlich, Siegfried (1920–2012), deutscher Staatssekretär
- Fröhlich, Siegfried (1937–2018), deutscher Prähistoriker
- Fröhlich, Silvia (* 1959), deutsche Olympiasiegerin im Rudern
- Fröhlich, Sonja, deutsche Journalistin
- Fröhlich, Stefan (1889–1978), österreichischer Offizier, zuletzt deutscher General der Flieger im Zweiten Weltkrieg
- Fröhlich, Stefan (* 1958), deutscher Politikwissenschaftler
- Fröhlich, Susanne (* 1962), deutsche Journalistin und SchriftstellerinSusanne Fröhlich (* 1962)

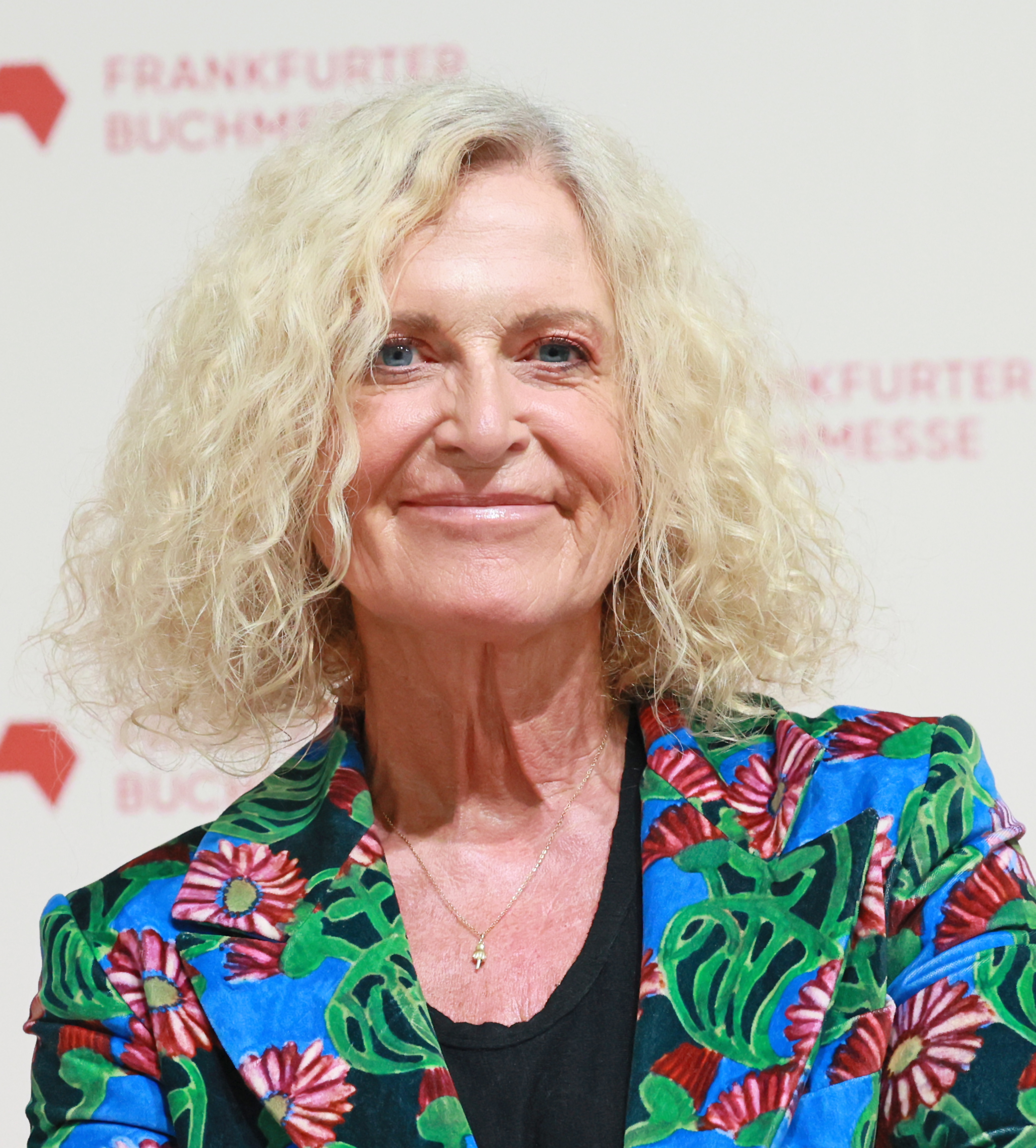
Susanne Fröhlich (* 1962)

- Fröhlich, Thomas (* 1966), Schweizer Sinologe
- Fröhlich, Thomas (* 1969), deutscher Filmregisseur und Autor
- Fröhlich, Ursula (1915–1995), deutsche Schauspielerin, Sängerin und Intendantin
- Fröhlich, Uwe (* 1960), deutscher Bankmanager und Verbandsfunktionär
- Fröhlich, Valentin (1888–1964), Jurist, Mitglied des bayerischen Landtags und des bayerischen Senats
- Fröhlich, Walter (1893–1969), deutscher Marineoffizier, zuletzt im Dienstgrad eines Vizeadmirals der Kriegsmarine
- Fröhlich, Walter (1927–2013), deutscher Journalist, Schriftsteller, Musiker und Fotograf
- Fröhlich, Werner (* 1953), deutscher Ökonom, Sozial- und Personalwissenschaftler, ehemaliger Universitätspräsident
- Fröhlich, Wilhelm (1807–1891), Kreisrat im Großherzogtum Hessen
- Fröhlich, Wilhelm (1892–1969), Schweizer Lehrer, Erfinder des Radiomann-Baukastens
- Fröhlich, Wolfgang (* 1953), deutscher politischer Beamter (CDU)
- Frohlich-Bume, Lili (1886–1981), österreichisch-britische Kunsthistorikerin, Kunsthändlerin und Kunstkritikerin
- Fröhlich-Sandner, Gertrude (1926–2008), österreichische Politikerin (SPÖ), LandtagsabgeordneteGertrude Fröhlich-Sandner (1926–2008)

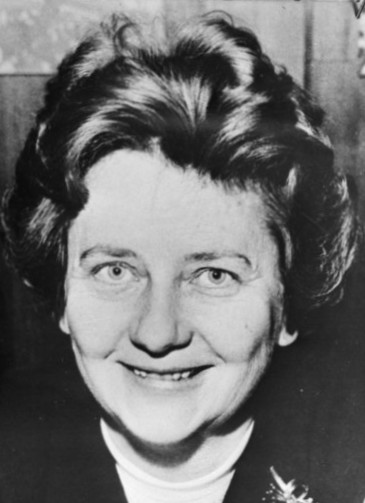
Gertrude Fröhlich-Sandner (1926–2008)

- Fröhlicher, Franziskus (1774–1848), Schweizer Geistlicher
- Fröhlicher, Gret († 1458), Schweizer Opfer der Hexenverfolgung
- Fröhlicher, Joël (* 1982), Schweizer Eishockeyspieler
- Fröhlicher, Peter (* 1949), Schweizer Literaturwissenschaftler
- Fröhling, Edward (* 1975), deutscher Theologe
- Fröhling, Friedrich (1903–1984), deutscher römisch-katholischer Ordenspriester, Generalsekretär des Raphalswerkes
- Fröhling, Heike (* 1971), deutsche Schriftstellerin
- Fröhling, Johann Friedrich (1878–1952), deutscher Politiker (BVP), MdR
- Fröhling, Ralf (1944–2019), deutscher Sportfunktionär
- Fröhling, Thomas (* 1949), deutscher Autor und Journalist
- Fröhling, Torsten (* 1966), deutscher Fußballspieler und -trainer
- Fröhling, Ulla (* 1945), deutsche Autorin
- Fröhling, Werner (* 1907), deutscher politischer Funktionär (NSDAP)
- Fröhlinger, Johannes (* 1985), deutscher Radrennfahrer
- Fröhlings, Johannes (1931–2011), deutscher Banker
- Frøhlke, Carl (1919–2002), dänischer Badmintonspieler
- Frohloff, Astrid (* 1962), deutsche Journalistin und FernsehmoderatorinAstrid Frohloff (* 1962)

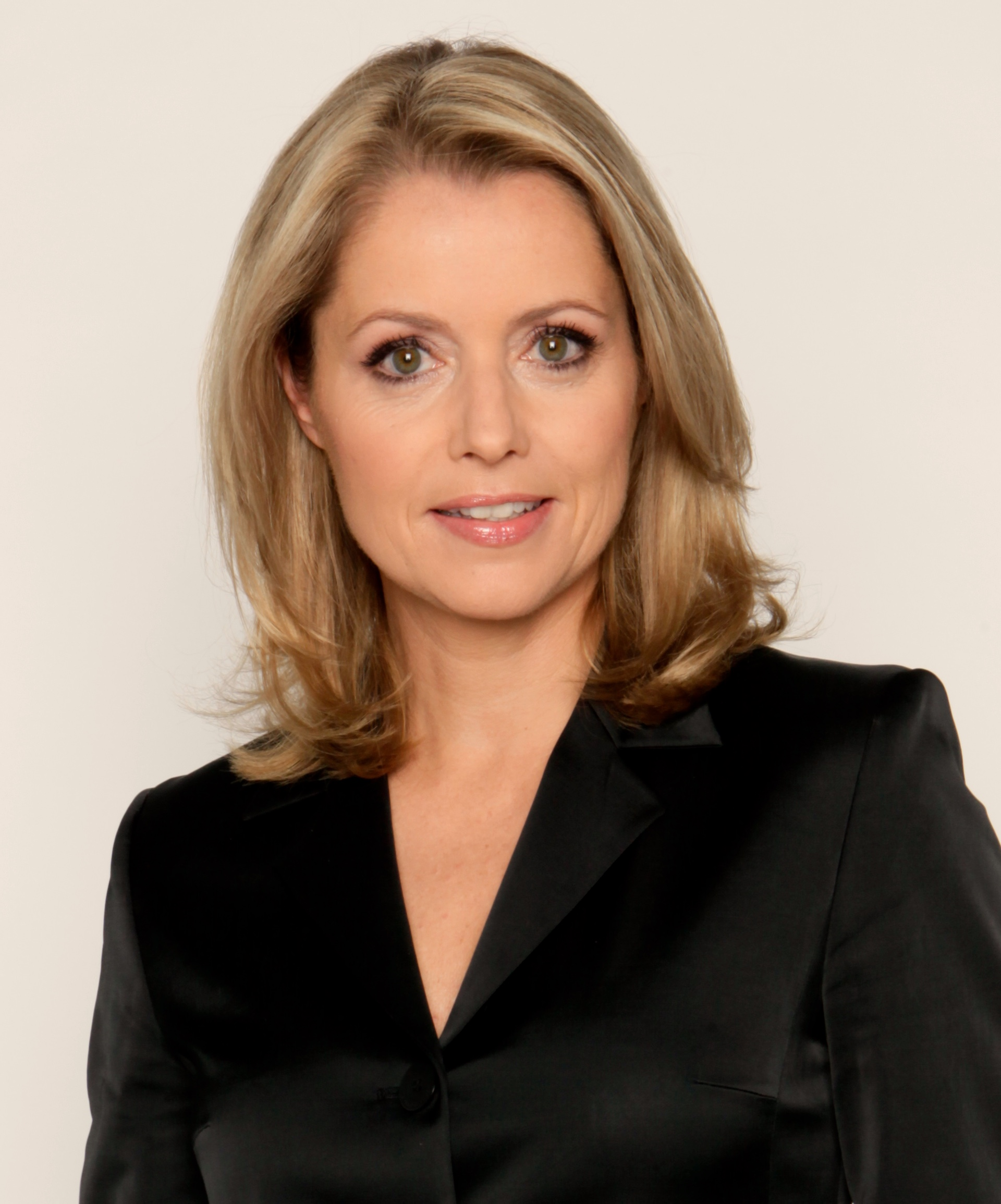
Astrid Frohloff (* 1962)

- Frohman, Charles (1856–1915), US-amerikanischer Theaterdirektor und Produzent
- Frohman, Daniel (1851–1940), US-amerikanischer Theaterleiter und einer der ersten Filmproduzenten
- Frohman, Dov (* 1939), israelischer Elektroingenieur
- Frohmann, Christiane, deutsche Verlegerin, Herausgeberin, Autorin und Digitalisierungs-Theoretikerin
- Frohmann, Clemens (* 1950), deutscher Regisseur und Autor
- Fröhmcke, Otto (1867–1941), deutscher Politiker
- Frohme, Karl (1850–1933), deutscher Politiker (SPD), MdR
- Frohmiller, Ana (1891–1971), US-amerikanische Politikerin
- Frohms, Merle (* 1995), deutsche FußballtorhüterinMerle Frohms (* 1995)

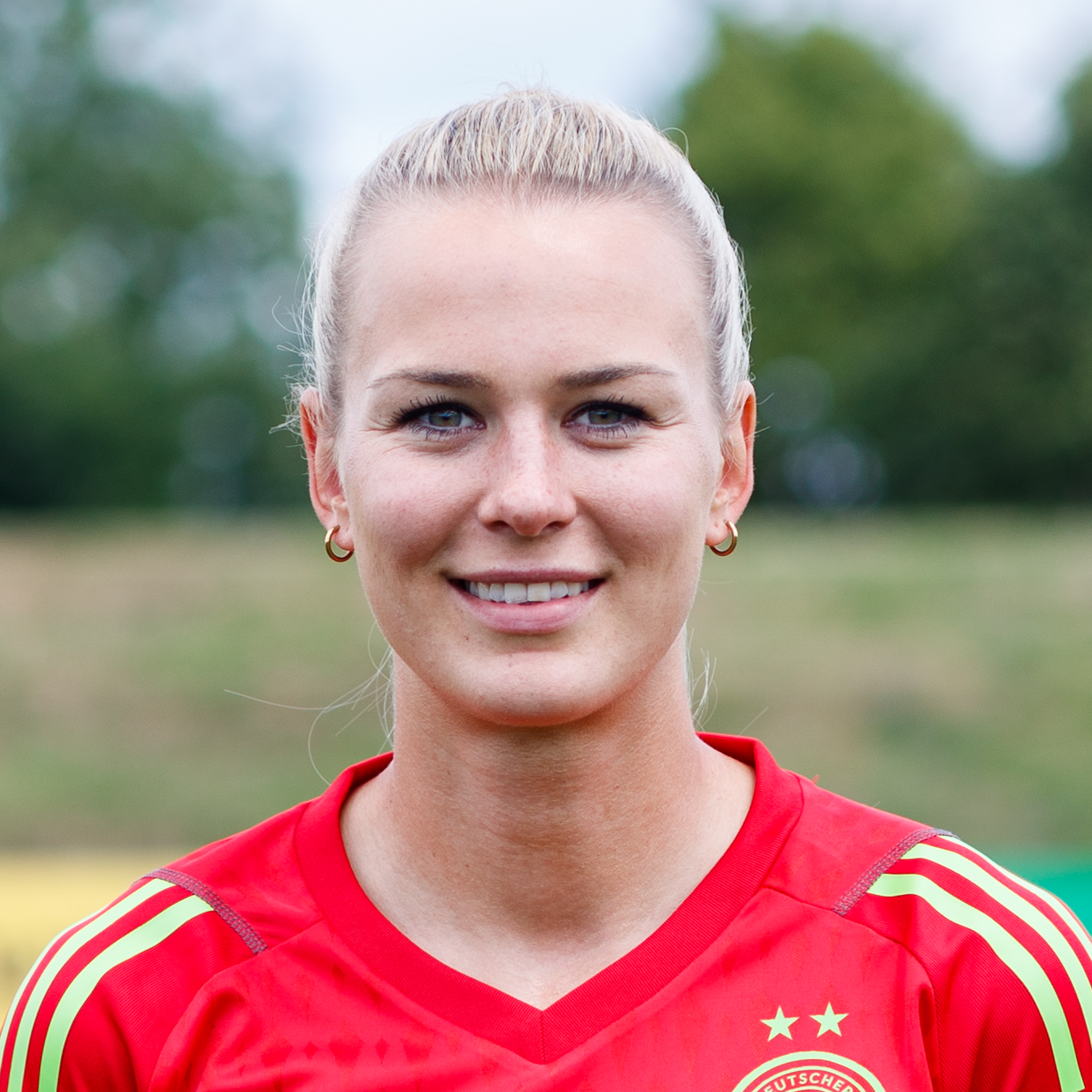
Merle Frohms (* 1995)

- Frohmüller, Hubert (1928–2018), deutscher Urologe
- Frohn, Alexander (* 1978), deutscher Multiinstrumentalist
- Frohn, Charlotte (1844–1888), deutsche Theaterschauspielerin
- Frohn, Konrad (1752–1829), bayerischer Landtagsabgeordneter und deutscher Nationalökonom
- Frohn, Robert (1913–1991), deutscher Lehrer, Historiker und Kommunalpolitiker (CDU)
- Frohn, Rüdiger (* 1950), deutscher Richter und Verwaltungsjurist, Chef des Bundespräsidialamts
- Frohn, Werner (1929–2002), deutscher Politiker (SED) und Wirtschaftsmanager
- Frohnapfel, Werner (* 1957), deutscher Fußballspieler
- Frohne, Dietrich (1929–2017), deutscher Pharmazeut, Autor und Hochschullehrer
- Frohne, Edmund (1891–1971), deutscher Verkehrswissenschaftler und Politiker
- Frohne, Heinrich (1928–2021), deutscher Elektrotechniker, Hochschullehrer und Fachbuchautor
- Frohne, Helmut (1920–1982), deutscher Politiker (SPD), MdL
- Frohne, Ursula (* 1958), deutsche Kunsthistorikerin
- Frohner, Adolf (1934–2007), österreichischer Maler und Grafiker
- Fröhner, Dietrich (1939–1983), deutscher Maler und Grafiker
- Fröhner, Eugen (1858–1940), deutscher Tierarzt und Hochschullehrer
- Fröhner, Hans-Jochen (1935–2016), deutscher Politiker (SPD)
- Frohner, Karin (* 1943), österreichische Eiskunstläuferin
- Fröhner, Sigurd E. (* 1941), deutscher Botaniker und Geistlicher
- Fröhner, Wilhelm (1834–1925), deutscher, in Paris tätiger Klassischer Archäologe
- Frohnert, Inge (1924–2013), deutsche Politikerin (SPD), MdA
- Frohnhäuser, Ludwig (1840–1912), deutscher Pfarrer und Heimatforscher
- Frohnhofen, Herbert (* 1955), deutscher Theologe und Philosoph
- Frohnhöfer, Therese (1908–1987), deutsche Politikerin (CSU)
- Frohnhöfer, Tobias (* 1990), deutscher Jazzmusiker (Schlagzeug, Vibraphon, Komposition)
- Frohnmaier, Markus (* 1991), deutscher Politiker (AfD)
- Frohnmayer, David B. (1940–2015), US-amerikanischer Jurist und Politiker
- Frohnmeyer, Ida (1882–1968), deutsch-schweizerische Schriftstellerin
- Frohnmeyer, Immanuel von (1848–1931), Prälat und Generalsuperintendent von Reutlingen
- Frohnsdorff, August (1825–1887), deutscher Bürgermeister und Politiker
- Frohnwieser, Bernd, österreichischer Badmintonspieler
- Froholdt, Victor (* 2006), dänischer Fußballspieler
- Frohriep, Birgit, deutsche Schauspielerin und Hörspielsprecherin
- Frohriep, Jürgen (1928–1993), deutscher Schauspieler
- Frohriep, Ulrich (* 1943), deutscher Schriftsteller
- Frohschammer, Jakob (1821–1893), deutscher katholischer Theologe und Philosoph
- Frohwann, Erich (1902–1945), deutscher Polizeibeamter, SS-Mitglied
- Frohwein, Hans (1887–1956), deutscher Diplomat
- Frohwein, Henny (1924–2012), niederländischer Jazzmusiker (Kontrabass) und Bandleader
- Frohwein, Willi (1923–2009), deutscher Antifaschist und Opfer des Faschismus

### Froi
- Froidebise, Pierre (1914–1962), belgischer Komponist und Organist
- Froidevaux, Denis, Schweizer Offizier
- Froidevaux, Dominique (* 1944), Schweizer Bildhauer und Maler
- Froidevaux, Etienne (* 1989), Schweizer Eishockeyspieler
- Froidevaux, Léon (1876–1931), Schweizer Journalist und Musiker
- Froidevaux, Robin (* 1998), Schweizer Radsportler
- Froideville, Franz Isaak von (1720–1794), preußischer Generalmajor, Inspekteur der Armee
- Froideville, Gabriel Monod von (1711–1758), preußischer Generalmajor und Kommandeur des Dragoner-Regiments Nr. 6
- Froidl, Mike Spike (* 1964), deutscher bildender Künstler, Film- und Buchautor
- Froidmont, Libert (1587–1653), französischer Mathematiker, Philosoph und katholischer Theologe
- Fröier, Rickard (* 1980), schwedischer Skispringer
- Fröier, Tobias (* 2005), schwedischer Skispringer
- Froilán von León, römisch-katholischer Geistlicher und Bischof von León
- Frøiland, Ranveig (1945–2020), norwegische Politikerin der Arbeiderpartiet (Ap)
- Frois, Bernard (* 1943), französischer Physiker
- Fróis, Luís (1532–1597), portugiesischer Missionar der Gesellschaft Jesu
- Froissant, Philip (* 1994), deutscher SchauspielerPhilip Froissant (* 1994)

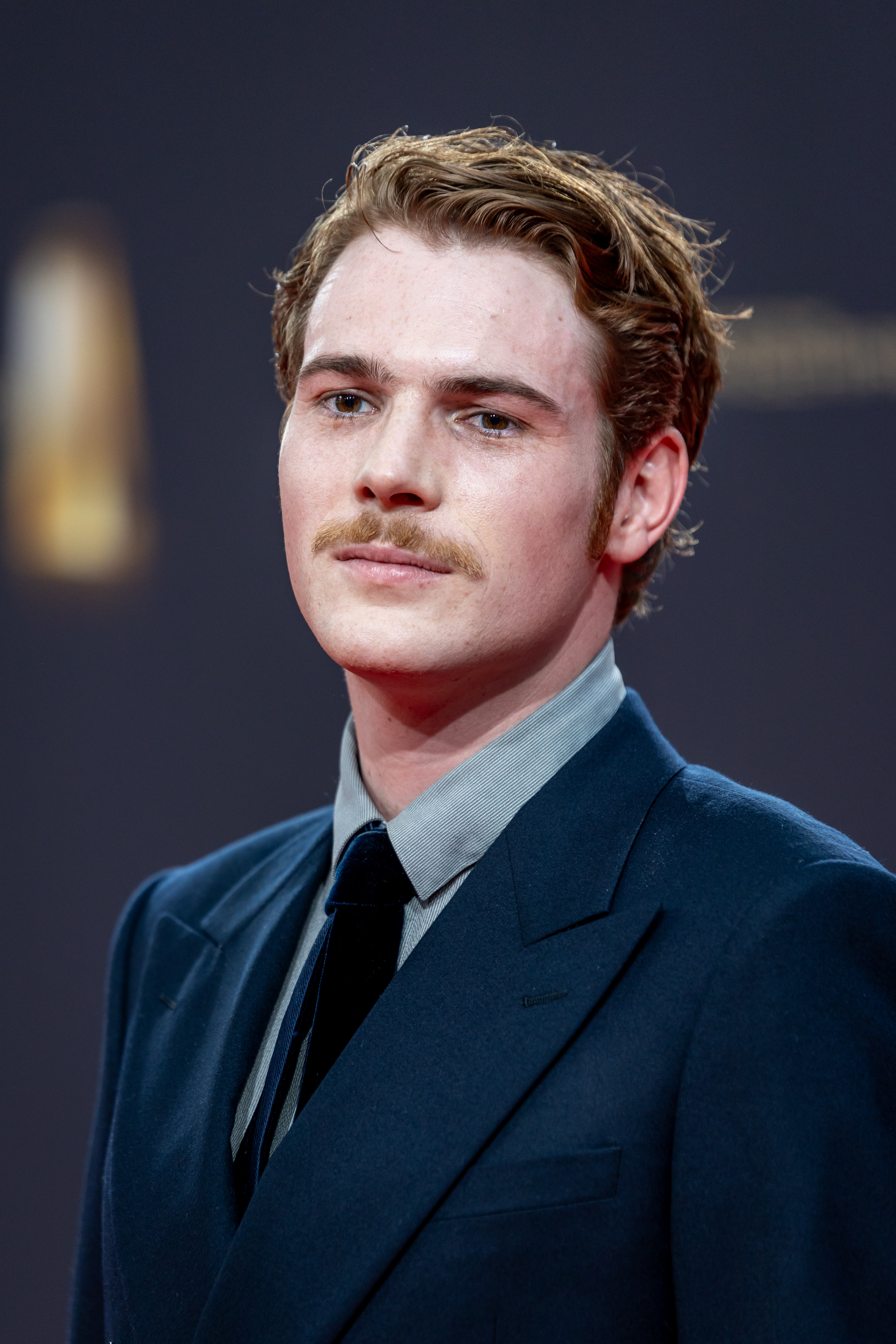
Philip Froissant (* 1994)

- Froissard, Sophie, französische Schauspielerin, Synchronsprecherin und Autorin
- Froissart, Jean, französischer Dichter und Historiker
- Froissart, Marcel (1934–2015), französischer Physiker
- Froitzheim, Heinrich (1866–1904), deutscher Figuren- und Historienmaler der Düsseldorfer und Münchner Schule
- Froitzheim, Heinrich (1875–1944), deutscher Landschaftsmaler
- Froitzheim, Johann (1847–1909), deutscher Lehrer und Goetheforscher
- Froitzheim, Otto (1884–1962), deutscher Tennisspieler

### Froj
- Fröjdfeldt, Peter (* 1963), schwedischer FIFA-Fußballschiedsrichter
- Frojuelo, Roberto (1937–2021), brasilianischer Fußballspieler

### Frol
- Frola, Francesco Gabriele (* 1992), italienischer Balletttänzer
- Frola, Giuseppe (1883–1917), italienischer Historiker und Jurist
- Frölander, Lars (* 1974), schwedischer Schwimmer
- Frölén, Folke (1908–2002), schwedischer Vielseitigkeitsreiter
- Fröler, Barthold, deutscher Bildhauer und Bildschnitzer
- Fröler, Samuel (* 1957), schwedischer Schauspieler und Sänger
- Froleyks, Stephan (* 1962), deutscher Komponist und Improvisationsmusiker
- Frölian, Isolde (1908–1957), deutsche Kunstturnerin
- Frölich von Frölichsburg, Johann Christoph (1657–1729), österreichischer Strafrechtsgelehrter
- Frölich, Alois von (1766–1841), deutscher Arzt und Botaniker
- Frölich, Andreas (* 1963), deutscher Pianist und Hochschullehrer
- Frölich, Anna-Charlotte (* 1907), deutsche Chemikerin und spätere Abteilungsleiterin der chemischen Abteilung des Kaiser-Wilhelm-Instituts für Tierzuchtforschung
- Frölich, August (1877–1966), deutscher Politiker (SPD, SED), MdR, MdVAugust Frölich (1877–1966)

August Frölich (1877–1966)

- Frölich, Carl Gustaf (1637–1714), schwedischer General der Infanterie
- Frölich, Carl Wilhelm (1759–1828), deutscher Schriftsteller und Reformer
- Frölich, Charlotta (1698–1770), schwedische Schriftstellerin und Dichterin
- Frölich, Christian (* 1968), deutscher Politiker (CDU)
- Frølich, Else (1880–1960), norwegisch-dänische Schauspielerin und Sängerin
- Frölich, Eva Margaretha († 1692), deutsche Autorin
- Frølich, Finn (1868–1947), norwegisch-amerikanischer Bildhauer
- Frölich, Fortunat (* 1954), Schweizer Komponist und Dirigent
- Frölich, Gottfried (1894–1959), deutscher Generalmajor im Zweiten Weltkrieg
- Frölich, Gustav (1858–1933), österreichisch-deutscher Architekt und Hofoberbaurat
- Frölich, Gustav (1879–1940), deutscher Agrarwissenschaftler und Hochschullehrer
- Frölich, Gustav (1902–1968), deutscher Schwimmer
- Frölich, Heinz (1908–2004), deutscher Schauspieler
- Frölich, Henning (* 1982), deutscher Basketballspieler
- Frölich, Henriette (1768–1833), deutsche Schriftstellerin
- Frölich, Hermann (1827–1888), deutscher Lithograf und Autor
- Frölich, Jürgen (* 1955), deutscher Historiker mit Schwerpunkt Liberalismusforschung
- Frölich, Jürgen C. (* 1939), deutscher Facharzt und Professor für Pharmakologie
- Frölich, Kai (* 1960), deutscher Biologe, Tierarzt und Hochschullehrer
- Frölich, Karl Wilhelm Adolf (1877–1953), deutscher Rechtshistoriker
- Frölich, Kurt (1893–1941), Dresdner Arbeiterfunktionär und Widerstandskämpfer
- Frølich, Lorenz (1820–1908), dänischer Maler und Grafiker
- Frölich, Oskar (1843–1909), schweizerisch-deutscher Techniker
- Frölich, Paul (* 1720), deutscher Orgelbauer in Preußen und Kurland
- Frölich, Paul (1874–1946), deutscher Architekt
- Frölich, Paul (1884–1953), deutscher Politiker (IKD, KPD, KPD-O, SAPD), MdR und Autor; Nachlassverwalter und Biograph von Rosa Luxemburg
- Frølich, Peter (* 1987), norwegischer Politiker der konservativen Partei Høyre
- Frølich, Theodor (1870–1947), norwegischer Pädiater, Hochschullehrer und Pionier auf dem Gebiet der Erforschung des Skorbuts
- Frölich, Wilhelm (1504–1562), Schweizer Söldnerführer und Grossrat
- Frölich, Wilhelm (1877–1951), deutscher Journalist
- Frölich, Xaver (1822–1898), deutscher Archivar und Lokalhistoriker
- Frölicher, Hans (1887–1961), Schweizer Diplomat
- Frölicher, Johann Wolfgang († 1700), Bildhauer
- Frölicher, Otto (1840–1890), Schweizer Landschaftsmaler
- Frölichsthal, Friedrich (1927–2013), österreichischer Diplomat
- Frolík, Josef (1928–1989), tschechoslowakischer Geheimdienstler
- Frolik, Manuel (* 1979), deutscher zeitgenössischer Künstler
- Frolík, Michael (* 1988), tschechischer Eishockeyspieler
- Frolina, Anna Alexejewna (* 1984), russische und südkoreanische BiathletinAnna Alexejewna Frolina (* 1984)

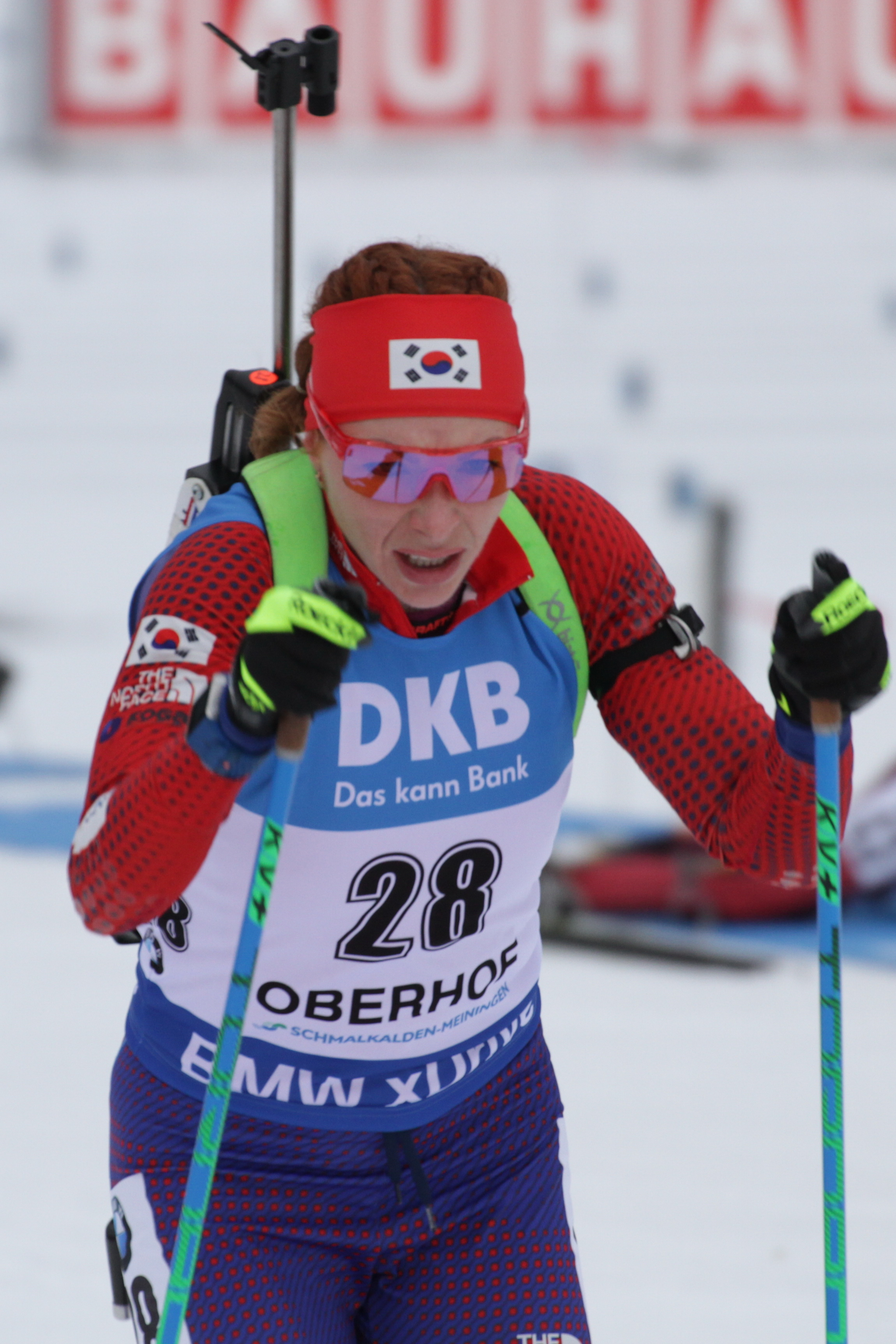
Anna Alexejewna Frolina (* 1984)

- Fröling, Ewa (* 1952), schwedische Schauspielerin
- Fröling, Nils (* 2000), schwedischer Fußballspieler
- Fröling, Tilde (* 1980), schwedische Schauspielerin und Moderatorin
- Froljak, Bohdana (* 1968), ukrainische Komponistin und Hochschullehrerin
- Frollo, Gian Luigi (1832–1899), italienisch-rumänischer Romanist, Italianist, Rumänist und Lexikograf
- Frollo, Leone (1931–2018), italienischer Comiczeichner und -autor
- Frolov, Andre (* 1988), estnischer Fußballspieler
- Frolov, Konstantin (* 1986), deutscher Schauspieler russischer HerkunftKonstantin Frolov (* 1986)

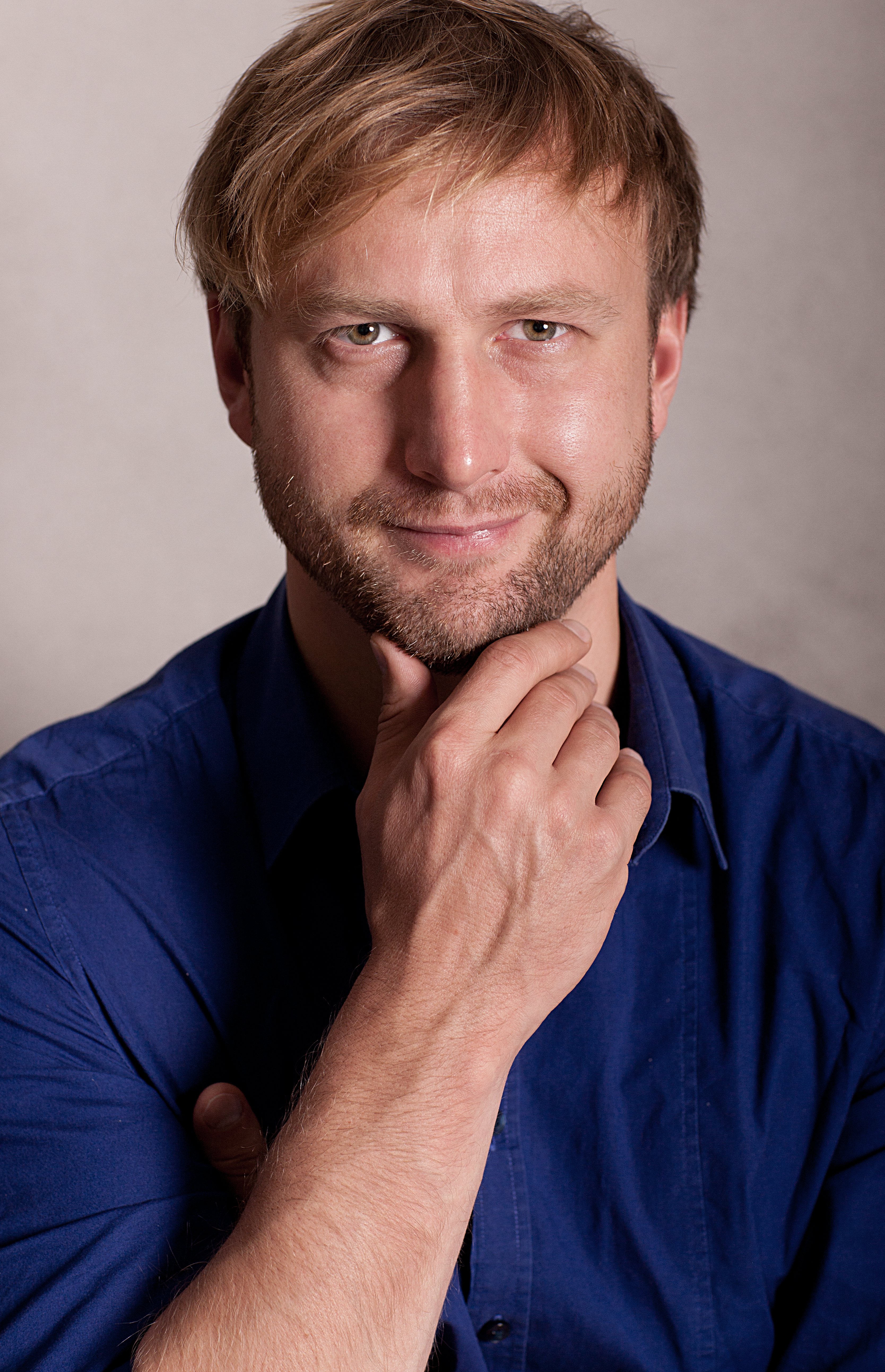
Konstantin Frolov (* 1986)

- Frolow, Alexander Alexandrowitsch (* 1982), russischer Eishockeyspieler
- Frolow, Alexander Filippowitsch (1804–1885), russischer Offizier, Leutnant im russischen Infanterieregiment Pensa und Dekabrist
- Frolow, Dmitri Nikolajewitsch (* 1966), russischer Eishockeyspieler
- Frolow, Gennadi Michailowitsch (1961–1990), sowjetischer Schauspieler
- Frolow, Igor Igorewitsch (* 1990), russischer Straßenradrennfahrer
- Frolow, Iwan Timofejewitsch (1929–1999), russischer Philosoph, Journalist und Politiker (KPdSU)
- Frolow, Jewgeni Konstantinowitsch (* 1988), russischer Fußballspieler
- Frolow, Jewgeni Wassiljewitsch (* 1941), sowjetischer Boxer
- Frolow, Kosma Dmitrijewitsch (1726–1800), russischer Bergbauingenieur
- Frolow, Pjotr Kosmitsch (1775–1839), russischer Bergbauingenieur und Senator
- Frolow, Walerian Alexandrowitsch (1895–1961), sowjetischer Generaloberst
- Frolow, Wladimir Petrowitsch (1967–2022), russischer GeneralmajorWladimir Petrowitsch Frolow (1967–2022)

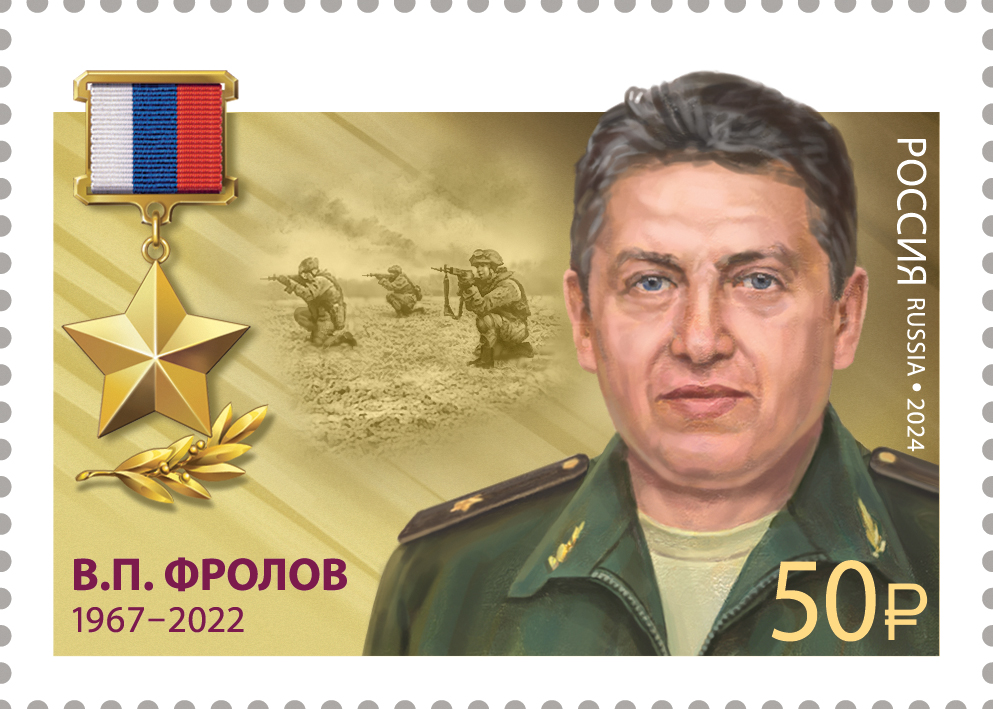
Wladimir Petrowitsch Frolow (1967–2022)

- Frolow, Wladislaw Jurjewitsch (* 1980), russischer Leichtathlet
- Frolowa, Alina Walerijewna (1891–1970), russische Politikerin und Bürgermeisterin
- Frolowa, Anastassija Alexandrowna (* 1994), russische Tennisspielerin
- Frolowa, Galina Iwanowna (1918–2001), sowjetische Schauspielerin und Synchronsprecherin
- Frolowa, Inna (* 1965), ukrainische Ruderin
- Frolowa, Jaroslawa Wladimirowna (* 1997), russische Handballspielerin
- Frolowa, Jelena Borissowna (* 1969), russische Sängerin, Komponistin und Dichterin
- Frolowa, Ljudmila Walerjewna (* 1953), sowjetische Hockey-Spielerin
- Frolowa, Nina Nikolajewna (* 1948), sowjetische Ruderin
- Frolowa, Slawa (* 1976), ukrainische Fernseh- und Radiomoderatorin
- Frolowski, Maxim (* 2002), kasachischer Mittelstreckenläufer
- Frölund, David (* 1979), schwedischer Fußballspieler

### From
- From, Friedrich Wilhelm Theodor (1787–1857), preußischer Generalleutnant
- From, Martin Severin (1828–1895), dänischer Schachmeister
- Fromageot, Henri (1864–1949), französischer Jurist und Diplomat, Richter am Ständigen Internationalen Gerichtshof (1929–1942)
- Fromager, Alain (* 1960), französischer Komödiant und Filmschauspieler
- Fröman, Bengt (* 1950), schwedischer Badmintonspieler
- Froman, David (1938–2010), US-amerikanischer Schauspieler
- Froman, Ian, kanadischer Jazzschlagzeuger
- Froman, Michael (* 1962), US-amerikanischer Politiker, Handelsbeauftragter der Vereinigten Staaten
- Fröman, Nanny (1922–2013), schwedische Physikerin und Hochschullehrerin
- Fromanger, Benoît (* 1959), französischer Dirigent, Flötist und Musikpädagoge
- Fromanger, Gérard (1939–2021), französischer Maler
- Fromantiou, Hendrik de (1640–1694), niederländischer Maler
- Frombach, Franz (1929–1999), rumänischer deutschsprachiger Schriftsteller
- Frömberg, Andreas (1954–2018), deutscher Bildhauer
- Fromberg, Götz-Werner von (* 1949), deutscher Rechtsanwalt
- Frömberg, Rainer (* 1959), deutscher Fußballspieler
- Fromberg, Richard (* 1970), australischer Tennisspieler
- Fromberger, Marion (* 2000), deutsche MountainbikerinMarion Fromberger (* 2000)

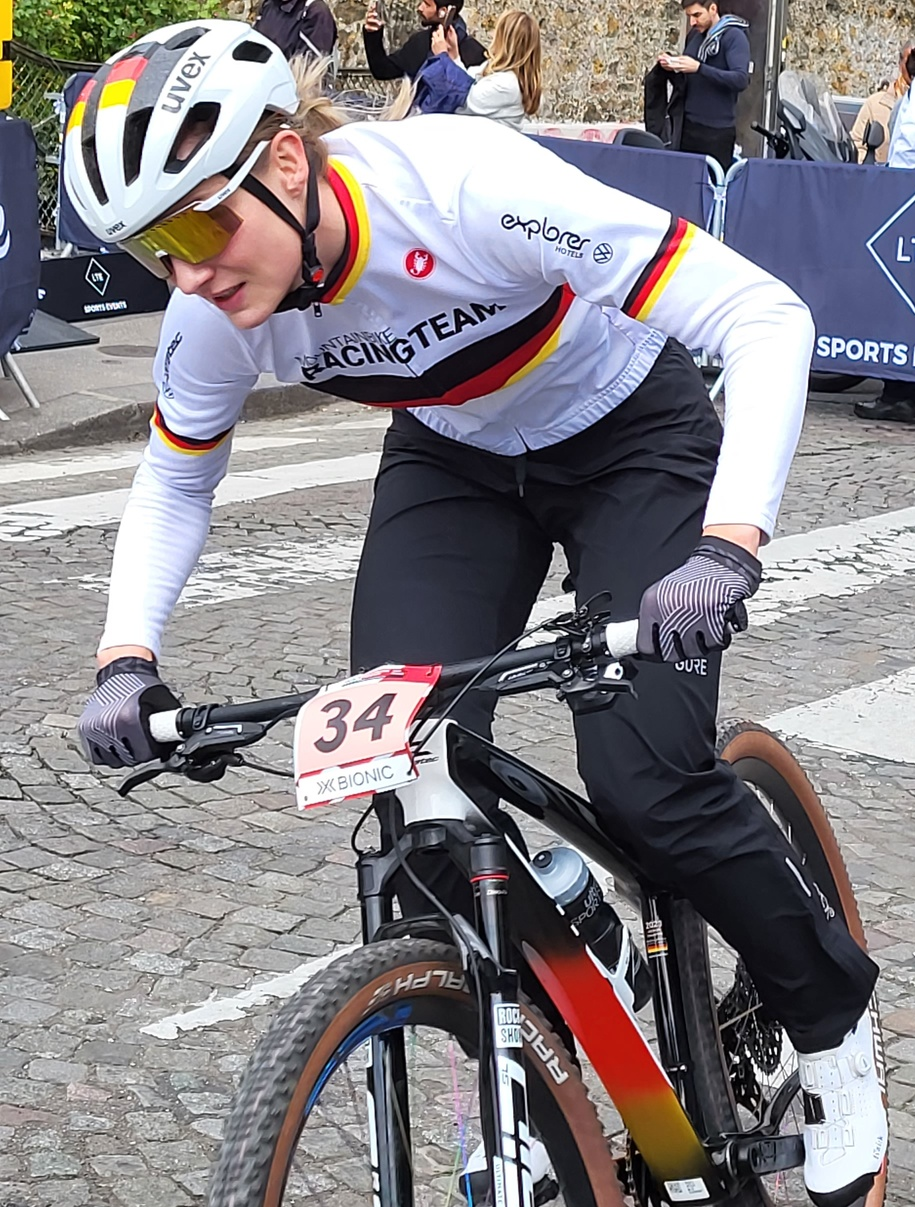
Marion Fromberger (* 2000)

- Frombold, Wolfgang (* 1959), deutscher Leichtathlet
- Frome, Milton (1909–1989), US-amerikanischer Schauspieler in Film und Fernsehen
- Frömel, Emmerich (1897–1960), österreichischer Politiker (SPÖ), Abgeordneter zum Nationalrat
- Frömel, Gerhard (* 1941), österreichischer Bildhauer, Maler, Zeichner, Objektkünstler und Hochschullehrer
- Froment, Antoine (1509–1581), reformierter Geistlicher und Chronist
- Froment, Édouard (1884–1973), französischer Politiker und Widerstandskämpfer
- Froment, Joël (1938–2023), französischer Maler
- Froment, Jules (1878–1946), französischer Arzt
- Froment, Louis de (1921–1994), französischer Dirigent
- Froment, Nicolas, französischer Maler
- Froment, Paul (1875–1898), französischer Schriftsteller okzitanischer Sprache
- Froment, Paul de (1664–1737), preußischer Oberst und Gouverneur von Neuenburg
- Froment, Paul-Gustave (1815–1865), französischer Mechaniker und Erfinder
- Froment, Roger (1928–2006), französischer Geistlicher, römisch-katholischer Bischof
- Fromentel, Édouard Louis Gourdan de (1824–1901), französischer Mediziner und Paläontologe
- Fromentin, Eligius († 1822), französisch-amerikanischer römisch-katholischer Priester sowie US-Senator für den Bundesstaat Louisiana
- Fromentin, Eugène (1820–1876), französischer Schriftsteller, Kunstkritiker und Maler
- Fromer, Leo (1911–1998), Schweizer Steuerrechtler
- Frömert, Regina (* 1945), deutsche Lehrerin und Politikerin (Die Linke)
- Frómeta Compte, Luis (* 1962), deutsch-kubanischer politischer Gefangener
- Frómeta, Billo (1915–1988), dominikanischer Musiker, Komponist und Orchesterleiter
- Fromherz, Johann Nepomuk (1801–1892), badischer Beamter und Politiker
- Fromherz, Karl (1797–1854), deutscher Chemiker, Mineraloge und Mediziner
- Fromherz, Peter (* 1942), deutscher Biophysiker
- Fromhold von Vifhusen († 1369), Erzbischof von Riga
- Fromhold, Johann (1602–1653), deutscher Politiker und Diplomat
- Fromhold-Treu, Ernst (1861–1919), evangelisch-lutherischer Geistlicher, deutsch-baltischer Märtyrer
- Fromhold-Treu, Paul (1854–1919), evangelisch-lutherischer Pastor, Märtyrer in Lettland
- Fromiller, Josef Ferdinand (1693–1760), österreichischer Maler
- Fromin, Paul (* 1950), französischer Komponist, Saxophonist und Dirigent
- Fromion, Yves (* 1941), französischer Politiker, Mitglied der Nationalversammlung
- Fromkin, David (1932–2017), US-amerikanischer Jurist, Historiker und Autor
- Fromlowitz, Florian (* 1986), deutscher FußballtorwartFlorian Fromlowitz (* 1986)

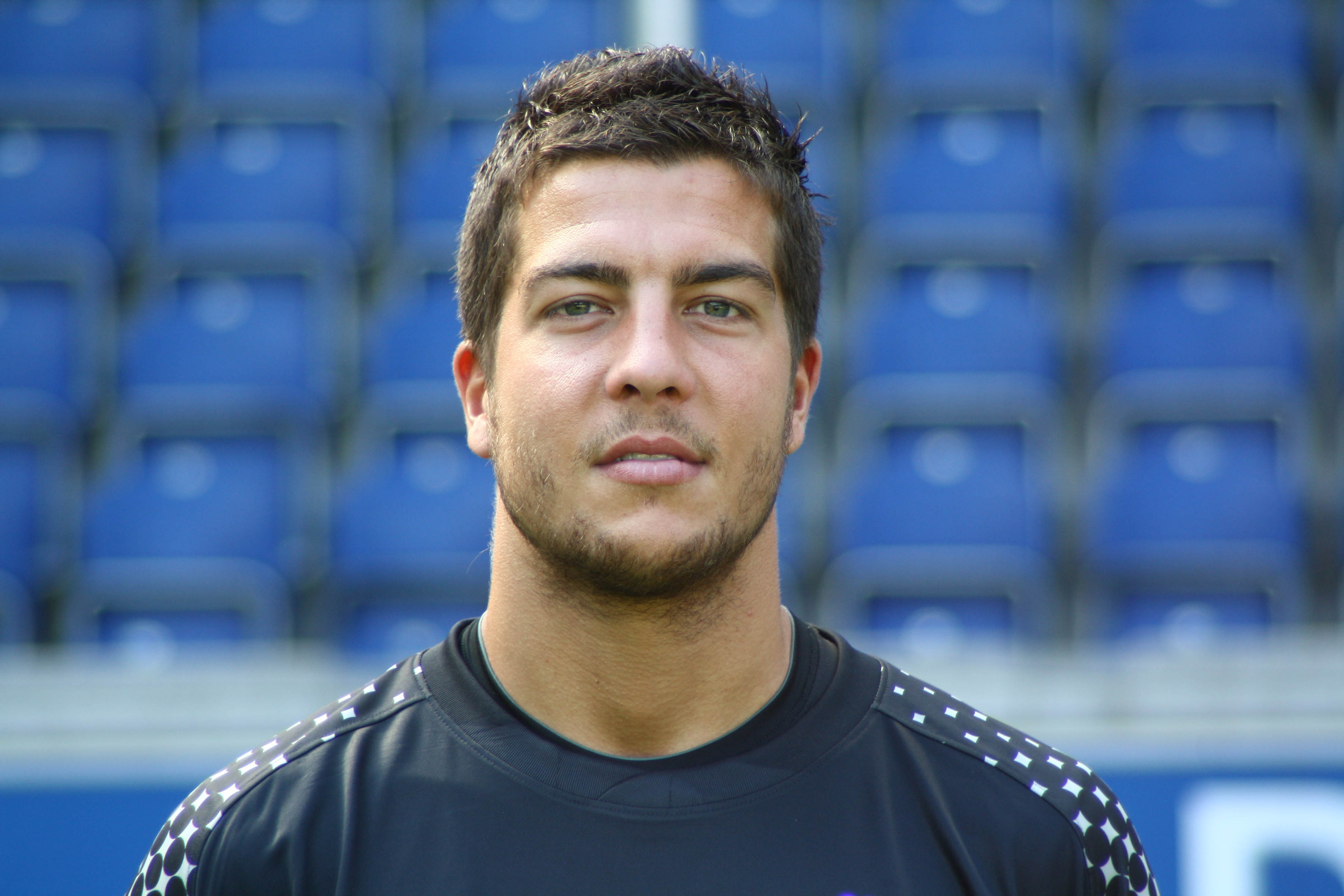
Florian Fromlowitz (* 1986)

- Fromm, Andreas (1621–1683), deutscher Pädagoge, Komponist, evangelischer und katholischer Geistlicher
- Fromm, Anne (* 1986), deutsche Journalistin
- Fromm, Antonius (1840–1916), deutscher Journalist und Verleger
- Fromm, Bella (1890–1972), deutsch-amerikanische Journalistin
- Fromm, Carl (1758–1820), deutscher Grundbesitzer und Abgeordneter
- Fromm, Christian (* 1990), deutscher Volleyballspieler
- Fromm, Christian Ludwig (* 1797), deutscher Verwaltungsbeamter
- Fromm, Christoph (* 1958), deutscher Drehbuchautor
- Fromm, Dieter (* 1948), deutscher Leichtathlet und Olympiateilnehmer
- Fromm, Eberhard (* 1938), deutscher Hochschullehrer für Marxistisch-Leninistische Philosophie
- Fromm, Emil (1835–1916), deutscher Komponist und Kirchenmusiker
- Fromm, Eric (* 1958), US-amerikanischer Tennisspieler
- Fromm, Erich (1900–1980), deutsch-US-amerikanischer Psychoanalytiker, Philosoph und SozialpsychologeErich Fromm (1900–1980)

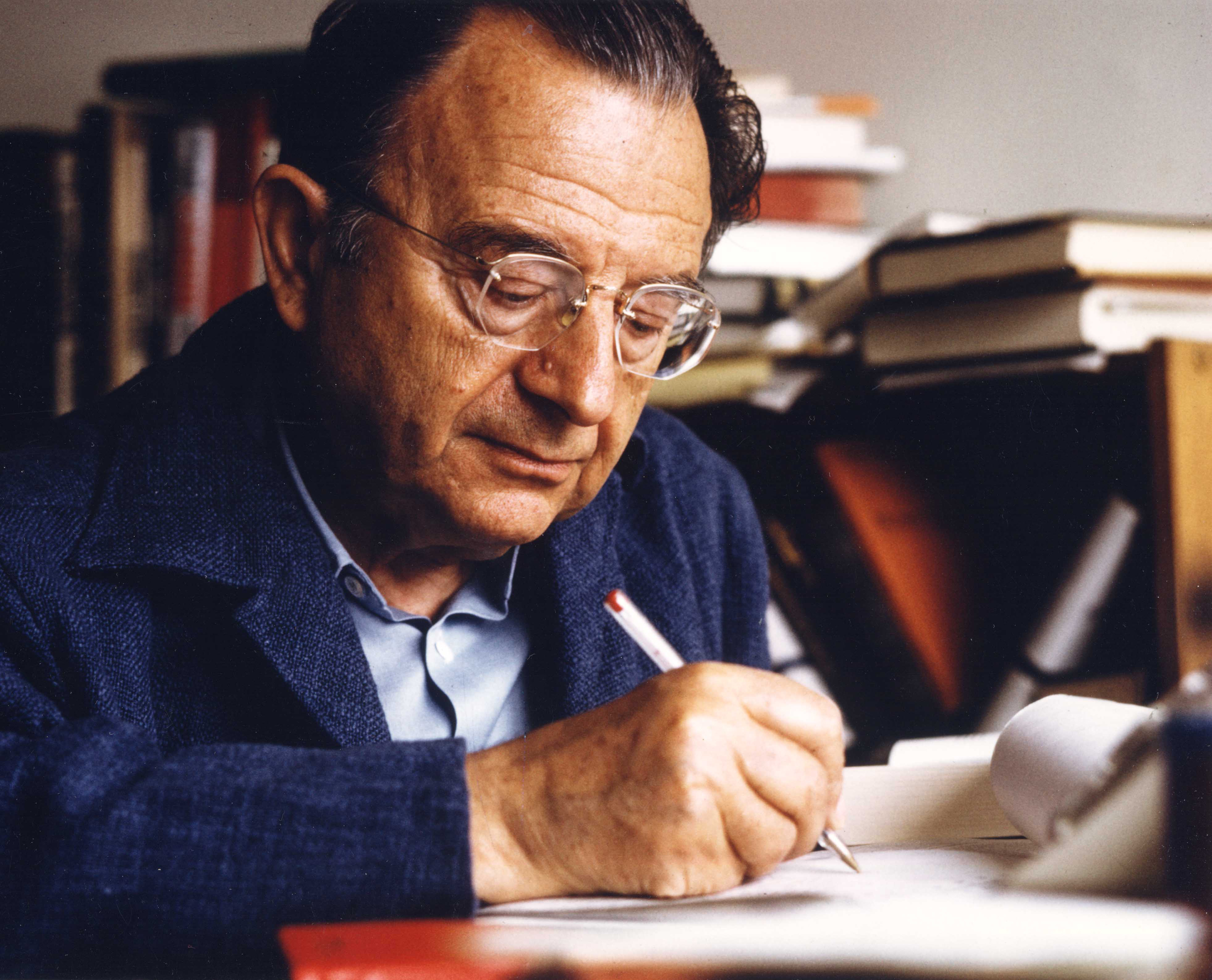
Erich Fromm (1900–1980)

- Fromm, Erika (1910–2003), deutsch-amerikanische Psychologin
- Fromm, Ernst (1822–1891), Leiter des ersten Eisenhüttenwerks im Königreich Bayern
- Fromm, Ernst (1881–1971), preußischer Landrat und Regierungspräsident
- Fromm, Ernst (1917–1992), deutscher Mediziner, Vorsitzender der Bundesärztekammer
- Fromm, Felix (* 1977), deutscher Jazzmusiker (Posaune)
- Fromm, Ferdinand (1857–1941), württembergischer Offizier, militärhistorischer und heimatkundlicher Autor
- Fromm, Friedemann (* 1963), deutscher Filmregisseur und Drehbuchautor
- Fromm, Friedrich (1888–1945), deutscher Heeresoffizier, im Zweiten Weltkrieg zuletzt Generaloberst
- Fromm, Friedrich Karl (1906–1969), deutscher Dichterjurist
- Fromm, Fritz (1913–2001), deutscher Handballspieler
- Fromm, Gerhard (* 1932), deutscher Kameramann, Filmtechniker und Fachautor
- Fromm, Günter (1924–2013), deutscher Militär, Vizeadmiral der Deutschen Marine
- Fromm, Günter (1926–1994), deutscher Autor zur Thüringer Eisenbahngeschichte
- Fromm, Hans (1919–2008), deutscher Philologe
- Fromm, Hans (1937–1982), deutscher Kirchenmusiker, Kantor und Organist
- Fromm, Hans (* 1961), deutscher Kameramann
- Fromm, Hans-Jürgen (1941–2002), deutscher Tischtennisspieler der DDR
- Fromm, Hartmut (* 1950), deutscher Fußballspieler
- Fromm, Heinz (* 1948), deutscher Jurist, Präsident des Bundesamts für Verfassungsschutz (2000–2012)
- Fromm, Helena (* 1987), deutsche Taekwondo-Kämpferin
- Fromm, Herbert (1905–1995), deutsch-amerikanischer Organist, Dirigent und Komponist
- Fromm, Holger (* 1958), deutscher Leichtathlet mit einer Behinderung
- Fromm, Ida (1897–1965), deutsche Politikerin (SPD), MdBB
- Fromm, Jan (* 1942), deutscher Nachrichtensprecher
- Fromm, Johannes Richard (1851–1914), preußischer Generalleutnant
- Fromm, Jörg, deutscher Forstwissenschaftler und Hochschullehrer
- Fromm, Julius (1883–1945), deutsch-jüdischer Erfinder, der als Fabrikant qualitativ überzeugender Kondome Marktführer wurde
- Fromm, Katharina (* 1968), Chemikerin und Hochschullehrerin
- Fromm, Kurt Wilhelm (1888–1953), deutscher Politiker (DNVP), MdR
- Fromm, Leo Victor (1924–2001), deutscher Gründungsherausgeber der „Neuen Osnabrücker Zeitung“
- Fromm, Lilo (1928–2023), deutsche Grafikerin, Künstlerin und Illustratorin
- Fromm, Lou (* 1919), US-amerikanischer Jazzmusiker
- Fromm, Ludwig (1824–1884), deutscher Historiker und Regierungsbeamter in Schwerin
- Fromm, Ludwig (* 1950), deutscher Architekt, Stadtplaner und Hochschullehrer
- Fromm, Maren (* 1986), deutsche Volleyball-Nationalspielerin
- Fromm, Martin (* 1965), deutscher Mediziner und Hochschullehrer
- Fromm, Paul (1864–1940), deutscher Offizier und Polizeichef
- Fromm, Paul (* 1949), kanadischer Nationalist
- Fromm, Rainer (* 1965), deutscher Politikwissenschaftler und FernsehjournalistRainer Fromm (* 1965)

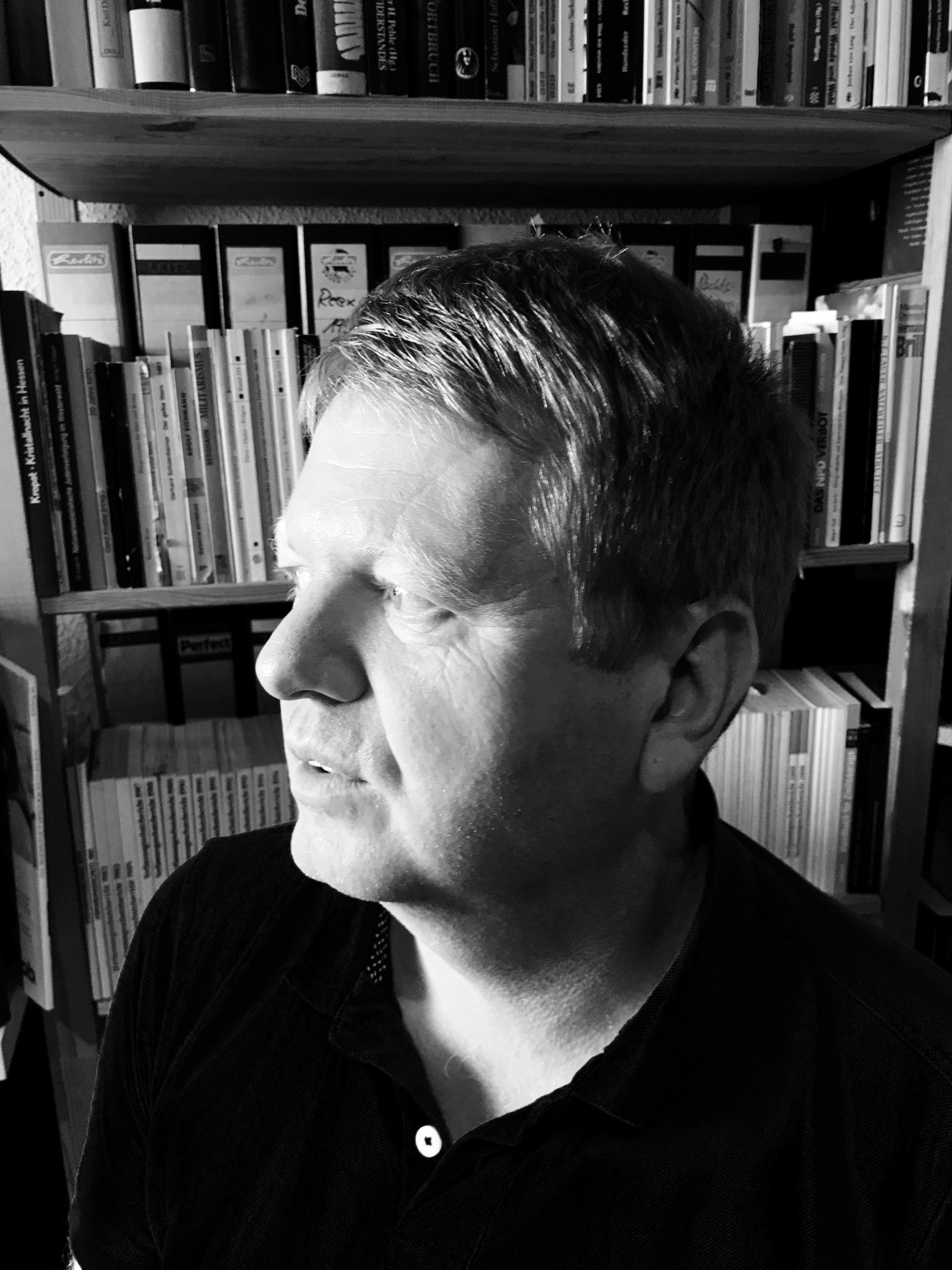
Rainer Fromm (* 1965)

- Fromm, Rita (1944–2024), deutsche Politikerin (FDP), MdB
- Fromm, Waldemar (* 1961), deutscher Germanist
- Fromm, Werner (1905–1981), deutscher SS-Oberführer sowie SS- und Polizeiführer
- Fromm-Michaels, Ilse (1888–1986), deutsche Komponistin und Pianistin
- Fromm-Reichmann, Frieda (1889–1957), deutsch-US-amerikanische Ärztin und Psychoanalytikerin
- Fromm-Trinta, Elza (* 1934), brasilianische Botanikerin
- Frommann, Carl (1809–1879), deutscher evangelisch-lutherischer Theologe und Geistlicher
- Frommann, Carl Friedrich Ernst (1765–1837), deutscher Verleger und Buchhändler
- Frommann, Constantin (* 1998), deutscher FußballspielerConstantin Frommann (* 1998)

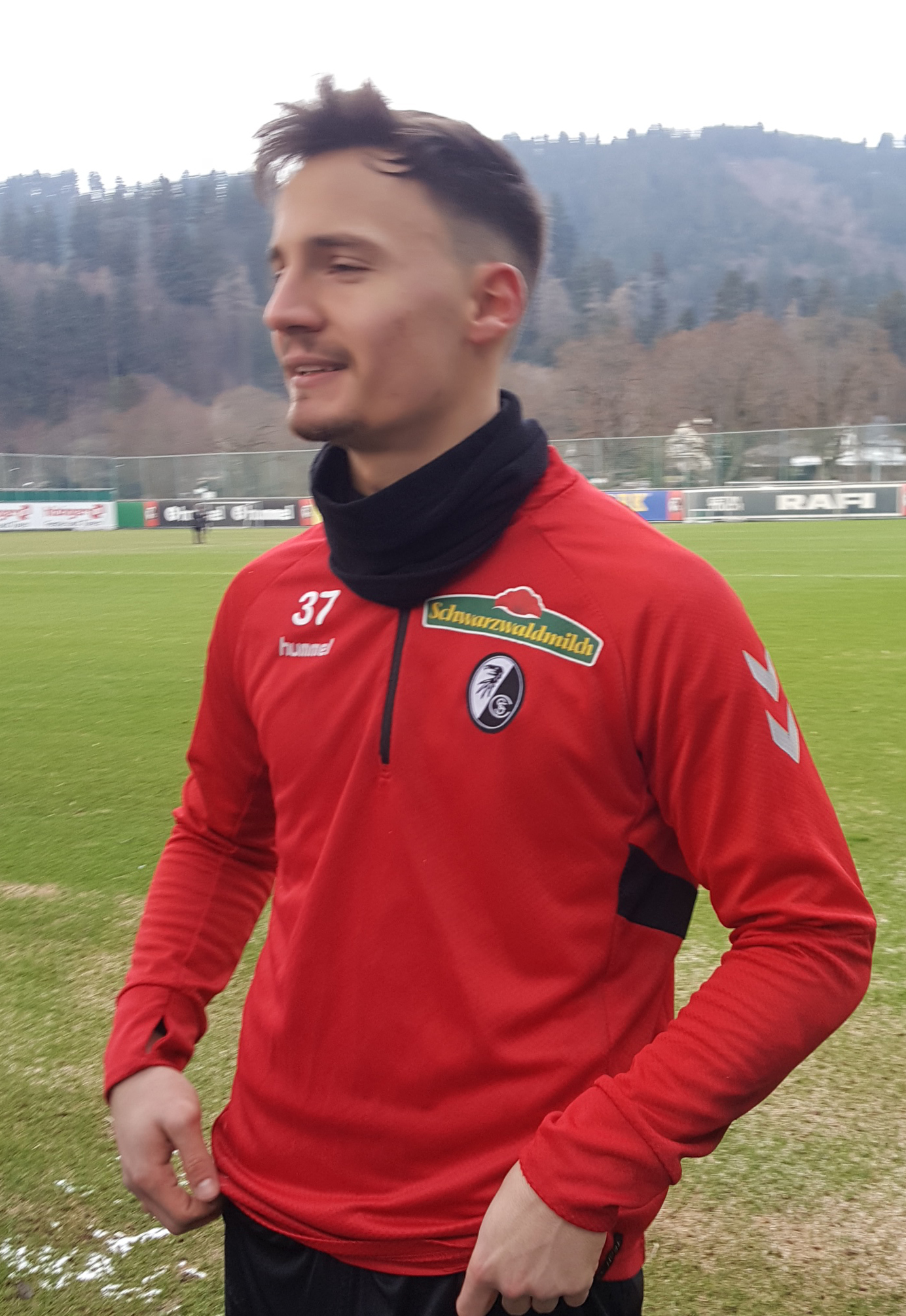
Constantin Frommann (* 1998)

- Frommann, Erhard Andreas (1722–1774), deutscher evangelischer Geistlicher und Pädagoge
- Frommann, Friedrich Johannes (1797–1886), deutscher Verleger, Buchhändler und Politiker
- Frommann, Georg Karl (1814–1887), deutscher Germanist und Sprachforscher
- Frommann, Johann Andreas (1626–1690), deutscher Jurist
- Frommann, Johann Andreas junior (1672–1730), deutscher Jurist, Hochschullehrer und Rektor an der Universität Tübingen
- Frommann, Johann Heinrich (1729–1775), deutscher Philosoph und evangelischer Theologe
- Frommann, Jörn (* 1967), deutscher Politiker (CDU), MdHB
- Frommann, Karl (1831–1892), deutscher Mediziner
- Frommann, Louis (* 1835), kaiserlich deutscher Konsul in Zentralamerika
- Frommann, Max (1877–1916), deutscher Soldat, Hauptmann und Bataillonsführer
- Frommann, Volker (1944–1973), deutsches Todesopfer der Berliner Mauer
- Frommater, Uta (* 1948), deutsche Schwimmerin
- Fromme, Albert (1881–1966), Universalchirurg
- Fromme, Bruno (1938–2017), deutscher Zisterzienserabt
- Fromme, Carl (1828–1884), österreichischer Verleger und k.u.k. Hoflieferant
- Fromme, Carl (1852–1945), deutscher Physiker, Mathematiker, Geodät sowie Hochschullehrer
- Fromme, Franz (1880–1960), deutscher Autor, Journalist und Übersetzer
- Fromme, Franz (1910–2012), deutscher Beamter und Sachbuchautor
- Fromme, Friedrich Karl (1930–2007), deutscher Journalist
- Fromme, Harro Heinz Theodor (1921–2008), deutscher Opernsänger (Bassbariton), Filmdirektor und Maler
- Fromme, Jochen-Konrad (* 1949), deutscher Politiker (CDU), MdB
- Fromme, Ludolf (1813–1896), deutscher Verwaltungsjurist, MdR
- Fromme, Lynette (* 1948), US-amerikanische Attentäterin, Mitglied der Manson-FamilyLynette Fromme (* 1948)

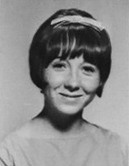
Lynette Fromme (* 1948)

- Fromme, Martin (* 1962), deutscher Komiker
- Fromme, Paul (1855–1929), deutscher Verwaltungsbeamter
- Fromme, Theodor (1908–1959), deutscher Computerpionier
- Fromme-Bechem, Annemarie (1909–1992), deutsche Kinder- und Jugendbuchautorin
- Frommel, Carl Ludwig (1789–1863), Maler, Kupferstecher, Stahlstecher, Radierer
- Frommel, Carl Manfred (1884–1938), deutscher Studentenschaftsführer, Publizist und Studentenhistoriker
- Frommel, Christoph Luitpold (* 1933), deutscher Kunsthistoriker
- Frömmel, Clemens (1874–1945), österreichischer Möbeldesigner
- Frommel, Emil (1828–1896), deutscher Theologe und Volksschriftsteller
- Frommel, Gaston (1862–1906), Schweizer evangelischer Geistlicher und Hochschullehrer
- Frommel, Gerhard (1906–1984), deutscher Komponist, Musikpädagoge und Musikschriftsteller
- Frömmel, Hans (1919–2001), deutscher Fußballspieler
- Frömmel, Hans-Werner (* 1942), österreichischer Unternehmer und VerbandsfunktionärHans-Werner Frömmel (* 1942)

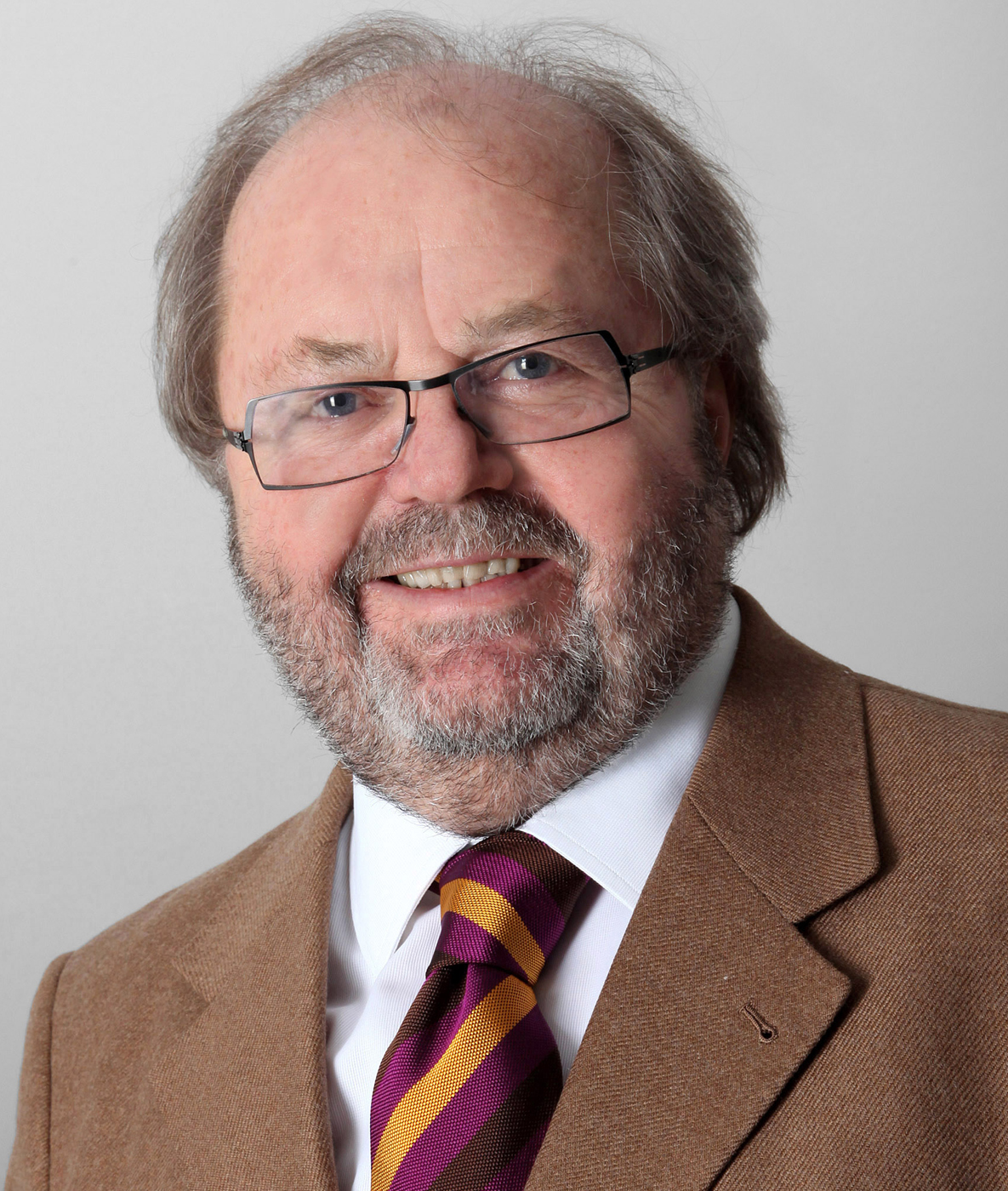
Hans-Werner Frömmel (* 1942)

- Frömmel, Helmut (1915–1997), deutscher Unternehmer und Geschäftsführer der ISIS-Chemie Zwickau
- Frommel, Max (1830–1890), deutscher lutherischer Theologe
- Frommel, Melchior (* 1937), deutscher Zeichner und Kunsterzieher
- Frömmel, Michael (* 1970), deutscher Wirtschaftswissenschaftler
- Frommel, Monika (1946–2025), deutsche Kriminologin und Rechtswissenschaftlerin
- Frommel, Otto (1835–1861), deutscher Landschaftsmaler der Düsseldorfer Schule
- Frommel, Otto (1862–1930), deutscher Theologe, evangelischer Prediger und Publizist
- Frommel, Otto (1871–1951), deutscher evangelischer Theologe und religiöser Schriftsteller
- Frömmel, Otto (1873–1940), deutscher Kinderbuchautor
- Frommel, Richard (1854–1912), Gynäkologe, Direktor der Universitätsfrauenklinik Erlangen
- Frommel, Rudolf von (1857–1921), bayerischer General der Kavallerie
- Frommel, Sabine (* 1955), deutsche Architektur- und Kunsthistorikerin
- Frommel, Wilhelm Ludwig (1795–1869), deutscher evangelischer Geistlicher und Pädagoge
- Frommel, Wolfgang (1902–1986), deutscher Schriftsteller
- Frommelt, Adolf (1891–1964), liechtensteinischer Politiker
- Frommelt, Anton (1895–1975), Liechtensteiner Priester, Politiker und Künstler
- Frommelt, Christof (1918–1987), liechtensteinischer Skilangläufer
- Frommelt, Doris (* 1946), liechtensteinische Politikerin
- Frommelt, Felix (1842–1886), deutscher Konsul
- Frommelt, Heinz (* 1960), liechtensteinischer Rechtsanwalt und Politiker (VU)
- Frommelt, Louis (1943–2005), liechtensteinischer Sportschütze
- Frommelt, Noah (* 2000), liechtensteinischer Fußballspieler
- Frommelt, Paul (* 1957), liechtensteinischer Skirennfahrer
- Frommelt, Stefan (* 1966), Liechtensteiner Pianist, Komponist, Arrangeur und Musikpädagoge
- Frommelt, Willi (* 1952), liechtensteinischer Skirennfahrer
- Frommelt-Gottschald, Isabel (* 1974), liechtensteinische Botschafterin in Berlin
- Frommer, Andreas (* 1960), deutscher Mathematiker
- Frommer, Benjamin (* 1969), amerikanischer Historiker
- Frommer, Georg (1862–1940), deutscher Rittergutsbesitzer und Politiker, MdR
- Frömmer, Judith (* 1977), deutsche Romanistin
- Frommer, Leopold (1894–1943), deutscher Ingenieurwissenschaftler
- Frommer, Marie (1890–1976), deutsche Architektin
- Frommer, Nico (* 1978), deutscher Fußballspieler
- Frommer, Paul (* 1944), US-amerikanischer Linguist
- Frommer, Theodor (1829–1901), deutscher Jurist und Parlamentarier
- Frommer, Uli (* 1950), deutscher Fußballspieler
- Frommer, Wolf-Bernd (* 1958), deutscher Botaniker
- Frommermann, Harry (1906–1975), deutscher Sänger
- Frommert, Christian (1957–2021), deutscher Archivar und Kunsthistoriker
- Frommert, Christian (1967–2025), deutscher Journalist und Medienmanager
- Frommeyer, Paul (* 1957), deutscher Hochspringer, Journalist und Autor
- Frommhagen, Erich (1912–1945), deutscher SS-Hauptsturmführer und Adjutant des Lagerkommandanten im KZ Auschwitz und KZ Neuengamme
- Frommhagen, Friedrich Wilhelm Heinrich (1815–1871), deutscher Kommunalpolitiker
- Frommherz, Hermann (1891–1964), deutscher Offizier der Fliegertruppe im Ersten Weltkrieg
- Frommhold, Erhard (1928–2007), deutscher Kunstwissenschaftler und Publizist
- Frommhold, Ernst (1879–1955), deutscher Maler
- Frommhold, Ernst (1898–1969), deutscher Landespolitiker (USPD/SPD/KPD/SED)
- Frommhold, Georg (1860–1943), deutscher Rechtswissenschaftler und Rechtshistoriker
- Frommhold, Heinz (1906–1979), deutscher Politiker (DRP), MdB
- Frommhold, Helmut (* 1946), deutscher Rockmusiker, Songwriter und Musikpädagoge
- Frommhold, Jördis (* 1981), deutsche Ärztin für Innere Medizin und Pneumologie
- Frommhold, Martin (1880–1933), deutscher Jurist, Bürgermeister auf Sylt und in Stade, Autor und Opfer des Nationalsozialismus
- Frommhold, Nils (* 1986), deutscher Triathlet
- Frömmig, Peter (* 1946), deutscher Schriftsteller und Lyriker
- Frömming, Anna-Lena (* 1995), deutsche Taekwondoin
- Frömming, Ewald (1899–1960), deutscher Zoologe und Malakologe
- Frömming, Götz (* 1968), deutscher Politiker (AfD)Götz Frömming (* 1968)

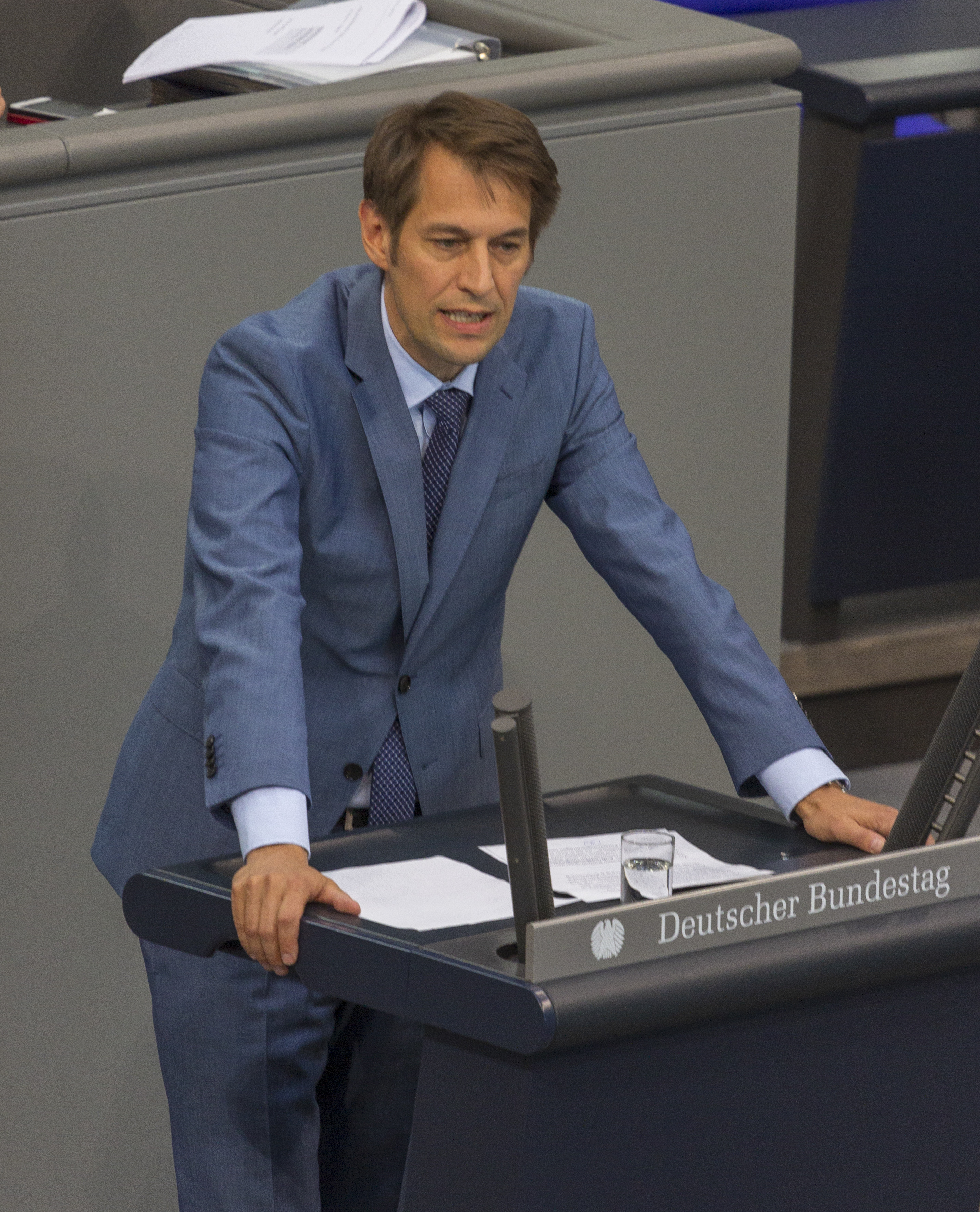
Götz Frömming (* 1968)

- Frömming, Johannes (1910–1996), deutscher Trabrennsportler
- Frommknecht, Heinrich (1932–2018), deutscher Versicherungsmanager, Mäzen und Kunstsammler
- Frommknecht, Otto (1881–1969), deutscher Politiker und Bayerischer Staatsminister für Verkehr
- Frömml, Karl (1807–1889), österreichischer Politiker, Bürgermeister, Baumeister
- Frommlet, Dieter (* 1933), deutscher Musikdirektor, Komponist und Dirigent
- Frommlet, Wolfram (* 1945), deutscher Autor, Journalist, Dramaturg, Regisseur und Hochschuldozent
- Frömmrich, Jürgen (* 1959), deutscher Politiker (Bündnis 90/Die Grünen), MdL
- Fromond II. († 1012), Graf von Sens
- Fromont, Carl († 1476), französischer Rechtswissenschaftler

### Fron
- Fron, Karel (* 1947), tschechisch-deutscher Bildhauer und Goldschmied
- Fronæus, Sture (1916–2009), schwedischer Chemiker
- Fronauer, Gamareth († 1498), niederösterreichischer Adeliger, Söldnerführer und Raubritter
- Fronczewski, Piotr (* 1946), polnischer Schauspieler und SängerPiotr Fronczewski (* 1946)

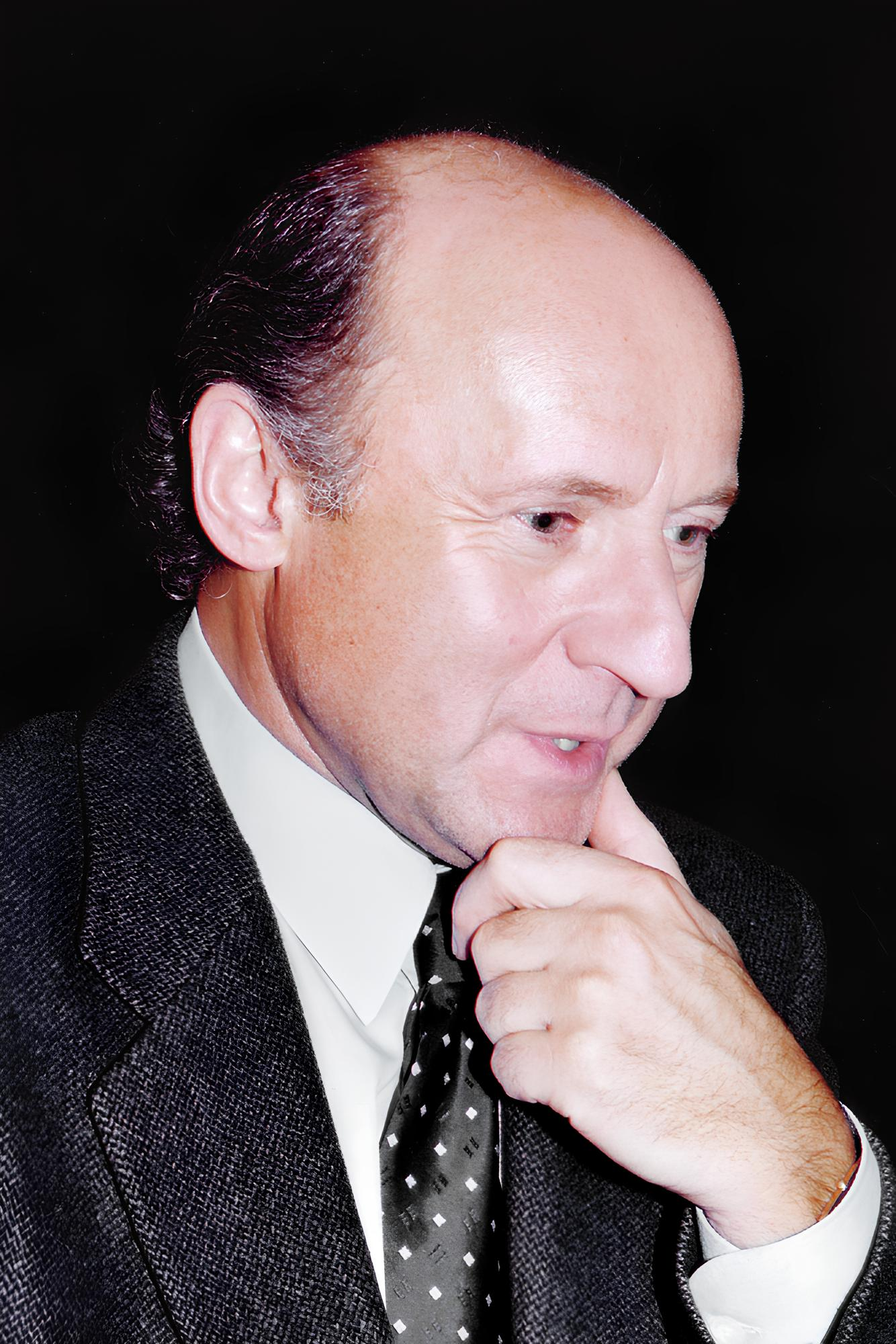
Piotr Fronczewski (* 1946)

- Fronda, Detlef (1956–2018), deutscher Basketballspieler
- Frondel, Clifford (1907–2002), US-amerikanischer Mineraloge
- Frondel, Manuel (* 1964), deutscher Ökonom
- Fröndhoff, Bert, deutscher Wirtschaftsjournalist
- Frondizi, Arturo (1908–1995), argentinischer Politiker
- Frondizi, Elena Faggionato de (1907–1991), argentinische Politikergattin
- Frondoni, Angelo (1808–1891), italienischer Komponist
- Fronea, Alexandru (1933–2013), rumänischer Fußballspieler
- Froneberg, Walter (1932–2017), deutscher Kommunalpolitiker (SPD) und von 1979 bis 1997 Oberbürgermeister der Stadt Wetzlar
- Froneman, Johan (* 1953), südafrikanischer Jurist, Richter am Verfassungsgericht der Republik Südafrika
- Fronemann, Wilhelm (1880–1954), deutscher Pädagoge, Volksschullehrer und Schriftsteller
- Fronhofer, Ludwig (1746–1800), deutscher Pädagoge und Schriftsteller
- Froning, Rich Jr. (* 1987), US-amerikanischer CrossFit AthletRich Froning Jr. (* 1987)

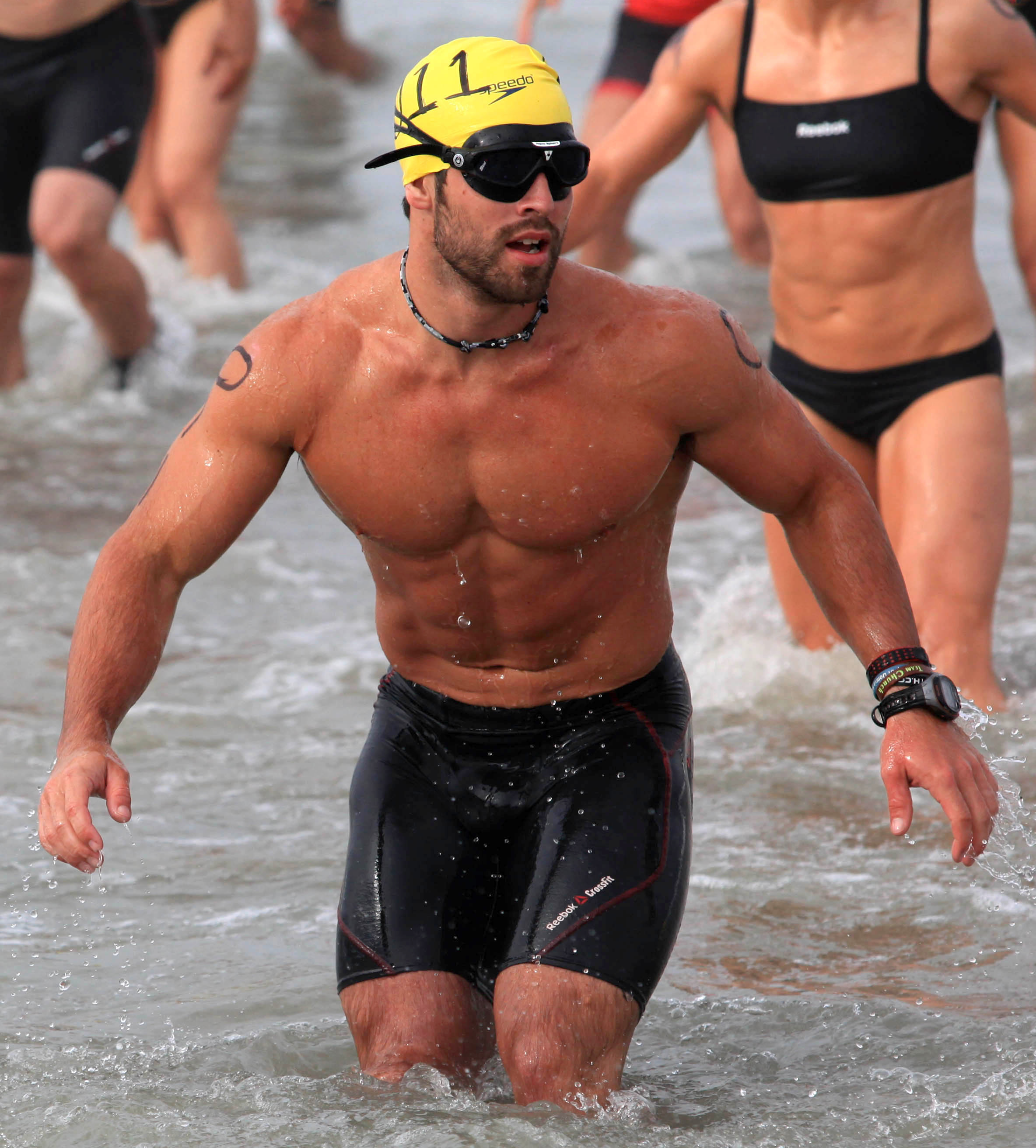
Rich Froning Jr. (* 1987)

- Froning-Kehler, Heide (* 1943), deutsche Klassische Archäologin
- Frônio, Walker Américo (* 1982), brasilianischer Fußballspieler
- Fronius, Franz Friedrich (1829–1886), Naturwissenschaftler und Heimatkundler der Siebenbürger Sachsen
- Fronius, Gertrude (* 1926), österreichische Bildhauerin und Restauratorin
- Fronius, Günter (1907–2015), rumänisch-österreichischer Unternehmer, Erfinder und Gründer der Firma Fronius International
- Fronius, Hans (1903–1988), österreichischer Maler
- Fronius, Marcus (1659–1713), lutherischer Theologe und Pädagoge
- Fronius, Matthias (1522–1588), lutherischer Geistlicher, Stadtrichter und Verfasser des Eygenlandrechts in Siebenbürgen
- Fronius, Sigrid (* 1942), deutsche Schriftstellerin und Journalistin
- Fronk, Bob, US-amerikanischer Basketballspieler
- Fronmüller, Frieda (1901–1992), deutsche evangelisch-lutherische Kirchenmusikerin und Komponistin
- Fronsdal, Christian (* 1931), US-amerikanischer Physiker
- Fronsperger, Leonhard († 1575), Militärschriftsteller
- Front Porch Step (* 1991), US-amerikanischer Singer-Songwriter
- Front, Rebecca (* 1964), britische Schauspielerin und Drehbuchautorin
- Frontard, Jean (1884–1962), französischer Bauingenieur
- Frontera, Angela (* 1965), brasilianische Musikerin
- Frontera, Filippo (* 1941), italienischer Astrophysiker
- Fronterotta, Francesco (* 1970), italienischer Philosophiehistoriker
- Frontier, Jean-Charles (1701–1763), französischer Historienmaler
- Frontiere, Dominic (1931–2017), US-amerikanischer Komponist
- Frontini, Francesco Paolo (1860–1939), italienischer Komponist
- Frontinus, Sextus Iulius († 103), römischer Senator, Soldat und Schriftsteller
- Frontliner (* 1984), niederländischer Hardstyle-DJ
- Fronto von Périgueux, Bischof von Périgueux und Heiliger der römisch-katholischen Kirche
- Fronto, Marcus Cornelius, römischer Grammatiker, Rhetoriker und Anwalt, Suffektkonsul 142
- Frontzeck, Friedhelm (1938–2024), deutscher Fußballspieler
- Frontzeck, Michael (* 1964), deutscher Fußballspieler und -trainer
- Frontzek, Adrian (* 1998), deutscher Schauspieler
- Frontzek, Kathleen (* 1993), deutsche Schauspielerin
- Frontzek, Lisanne (* 1995), deutsche Schauspielerin
- Frontzek, Reiner (* 1955), deutscher Basketballtrainer und ehemaliger Basketballnationalspieler
- Fronz, Emil (1860–1930), österreichischer Kinderarzt
- Fronz, Frits (1919–1990), österreichischer Filmregisseur, Filmproduzent, Drehbuchautor und Sänger
- Fronz, Oskar senior (1861–1925), österreichischer Theaterschauspieler, -leiter und Schriftsteller
- Fronza, Tom (* 1969), deutscher Musiklabel-Inhaber und Multiinstrumentalist mit dem Hauptinstrument Didgeridoo
- Fronzak, Chris (* 1989), US-amerikanischer Musiker
- Fronzeck, Günter (* 1937), deutscher Fußballspieler
- Fronzek, Brigitte (1952–2021), deutsche Politikerin (SPD), Bürgermeisterin von Elmshorn
- Fronzoni, Angiolo Giuseppe (1923–2002), italienischer Grafikdesigner, Industriedesigner, Architekt, Verleger und Lehrer

### Froo
- Froome, Chris (* 1985), kenianisch-britischer RadrennfahrerChris Froome (* 1985)

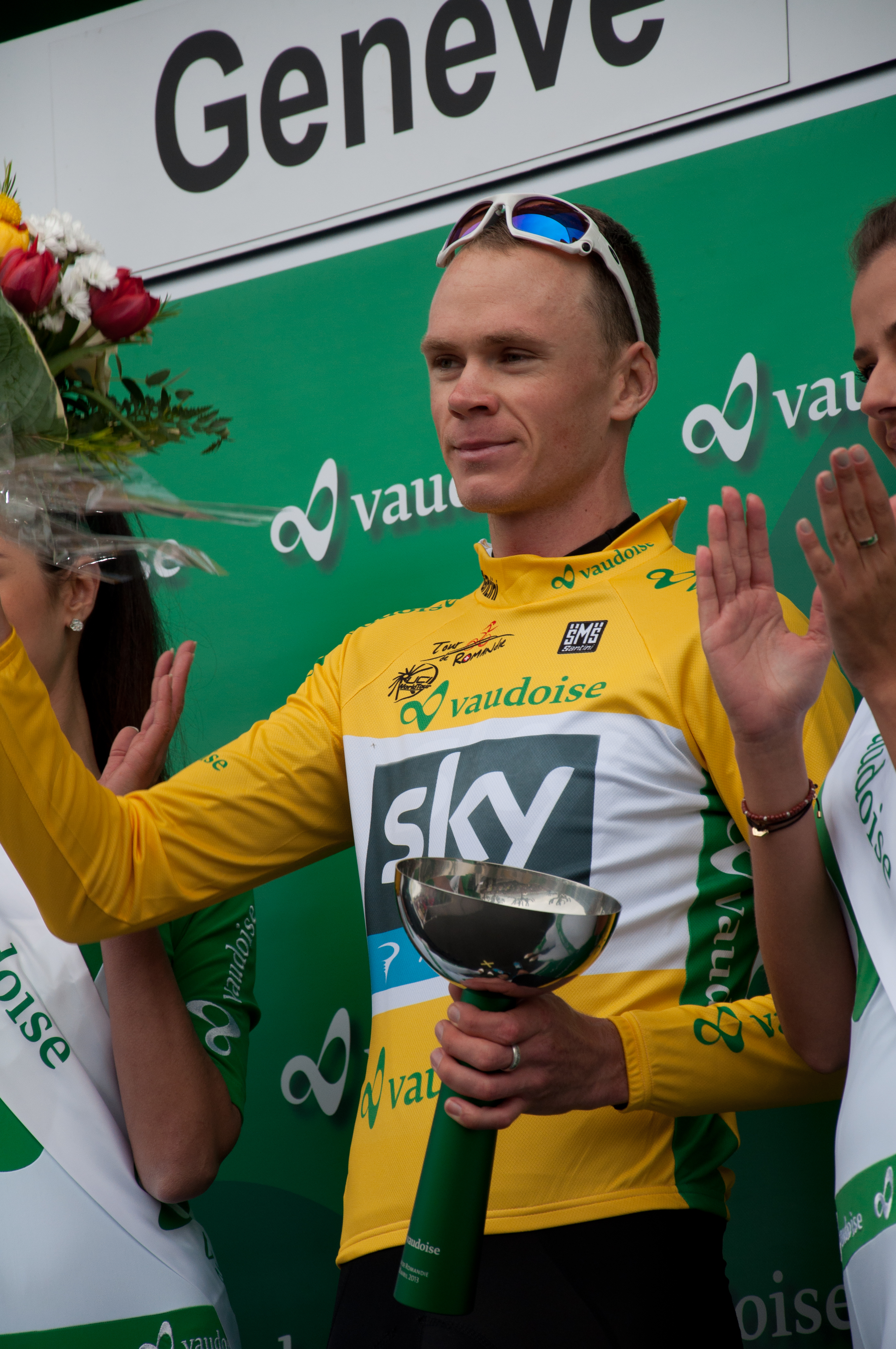
Chris Froome (* 1985)

- Froome, Keith Davy (1921–1995), englischer Physiker
- Froomkin, Dan, US-amerikanischer Journalist

### Fror
- Frör, Kurt (1905–1980), deutscher evangelischer Geistlicher und Hochschullehrer
- Frorath, Ludwig (1885–1945), deutscher Eisenbahningenieur, Präsident mehrerer Reichsbahndirektionen
- Frorath, Wilhelm (1776–1839), deutscher Lehrer und Abgeordneter
- Froreich, Karl von (1790–1867), preußischer Generalmajor
- Froreich, Ulrich Karl von (1739–1801), preußischer Generalmajor und Chef des Leibkürassierregiments
- Froreich, Wilhelm Leopold von (1748–1808), königlich preußischer Generalmajor und zuletzt Kommandeur des Husaren-Regiments Nr. 6
- Fröreisen, Isaak (1590–1632), deutscher lutherischer Theologe
- Froriep, August von (1849–1917), deutscher Anatom
- Froriep, Bertha (1833–1920), deutsche Malerin
- Froriep, Justus Friedrich (1745–1800), deutscher lutherischer Theologe und Orientalist
- Froriep, Ludwig Friedrich von (1779–1847), deutscher Hochschullehrer für Geburtshilfe, Vergleichende Anatomie und Chirurgie sowie Verleger
- Froriep, Otto Ludwig (1835–1883), deutscher Maschinenbau-Unternehmer
- Froriep, Robert (1804–1861), deutscher Anatom
- Frorud, Espen Udjus (* 1991), norwegischer Skilangläufer
- Frorud, Jonas Udjus (* 1992), norwegischer Skilangläufer

### Fros
- Frosch, Carl (* 1771), deutscher Illustrator und Kupferstecher
- Frosch, Carl (1908–1984), US-amerikanischer Chemiker
- Frosch, Christian (* 1966), österreichischer Filmregisseur, Drehbuchautor und Filmproduzent
- Frosch, Christian (* 1968), deutscher Künstler und Hochschullehrer
- Frosch, Dušan (* 1981), deutsch-tschechischer Eishockeyspieler
- Frosch, Friedrich Wilhelm Gotthilf (1776–1834), deutscher Prediger und Schulmann
- Frosch, Gerd Roman (* 1944), österreichischer Filmregisseur, Drehbuchautor und Schauspieler
- Frosch, Hensel, deutscher Baumeister der Spätgotik
- Frosch, Johannes, deutscher lutherischer Theologe und Reformator
- Frosch, Joseph (1733–1802), deutscher Zisterzienserabt
- Frosch, Jürgen, deutscher DJJürgen Frosch

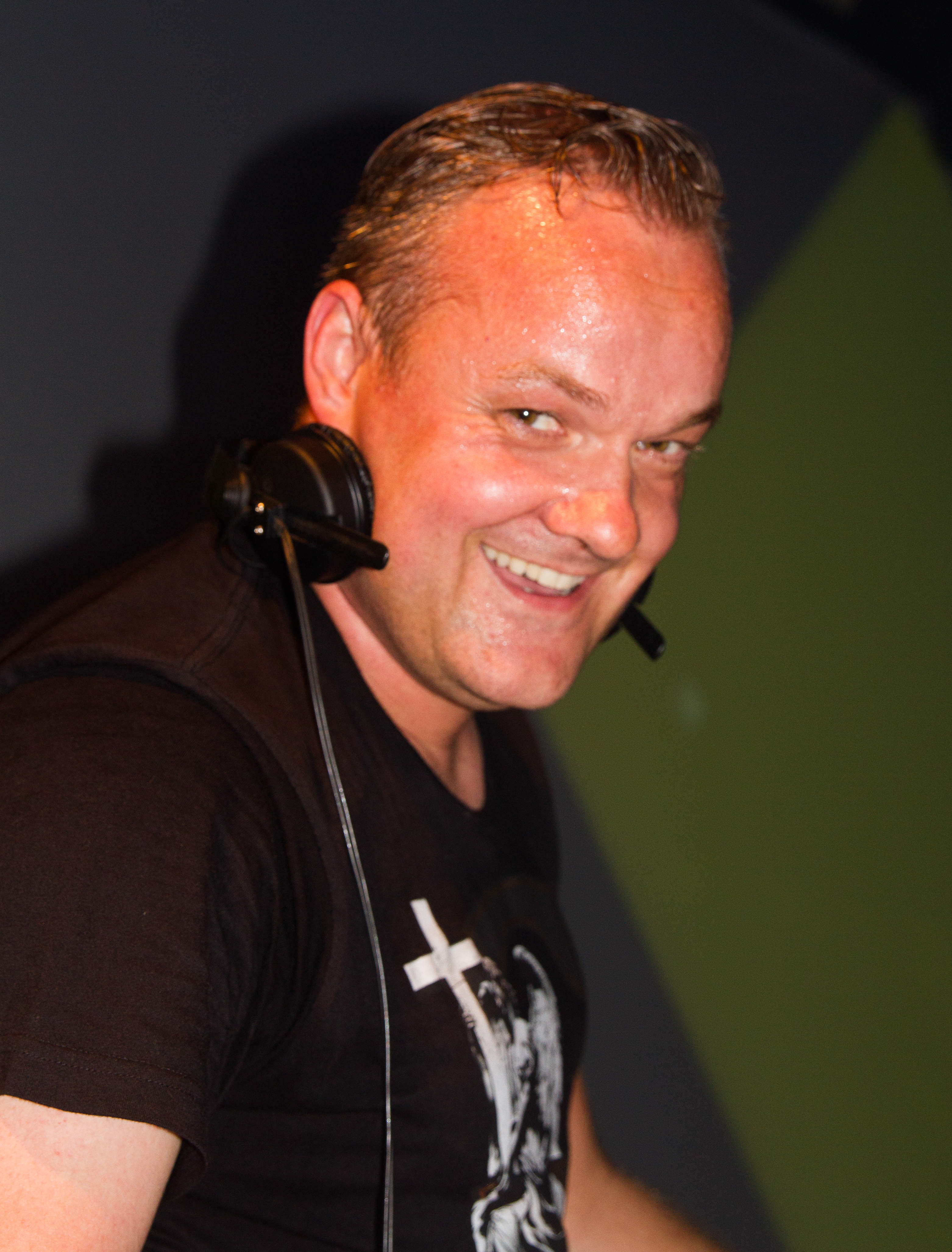
Jürgen Frosch

- Frosch, Karl-Heinz (* 1968), deutscher Chirurg und Hochschullehrer
- Frosch, Karlheinz (* 1950), deutscher Politiker (parteilos, AfD), MdL
- Frosch, Kathrin (* 1968), deutsche Bühnenbildnerin und Kostümbildnerin
- Frosch, Leopold (1890–1958), deutscher Orthopäde
- Frosch, Matthias (* 1960), deutscher Mediziner, Mikrobiologe
- Frosch, Paul (1860–1928), deutscher Bakteriologe und Virologe
- Frosch, Peter Primus (* 1990), österreichischer Jazzmusiker (Schlagzeug)
- Frosch, Robert A. (1928–2020), US-amerikanischer Wissenschaftler und NASA-Administrator
- Frösch, Therese (* 1951), Schweizer Politikerin (Grüne)
- Frosch, Walter (1950–2013), deutscher FußballspielerWalter Frosch (1950–2013)

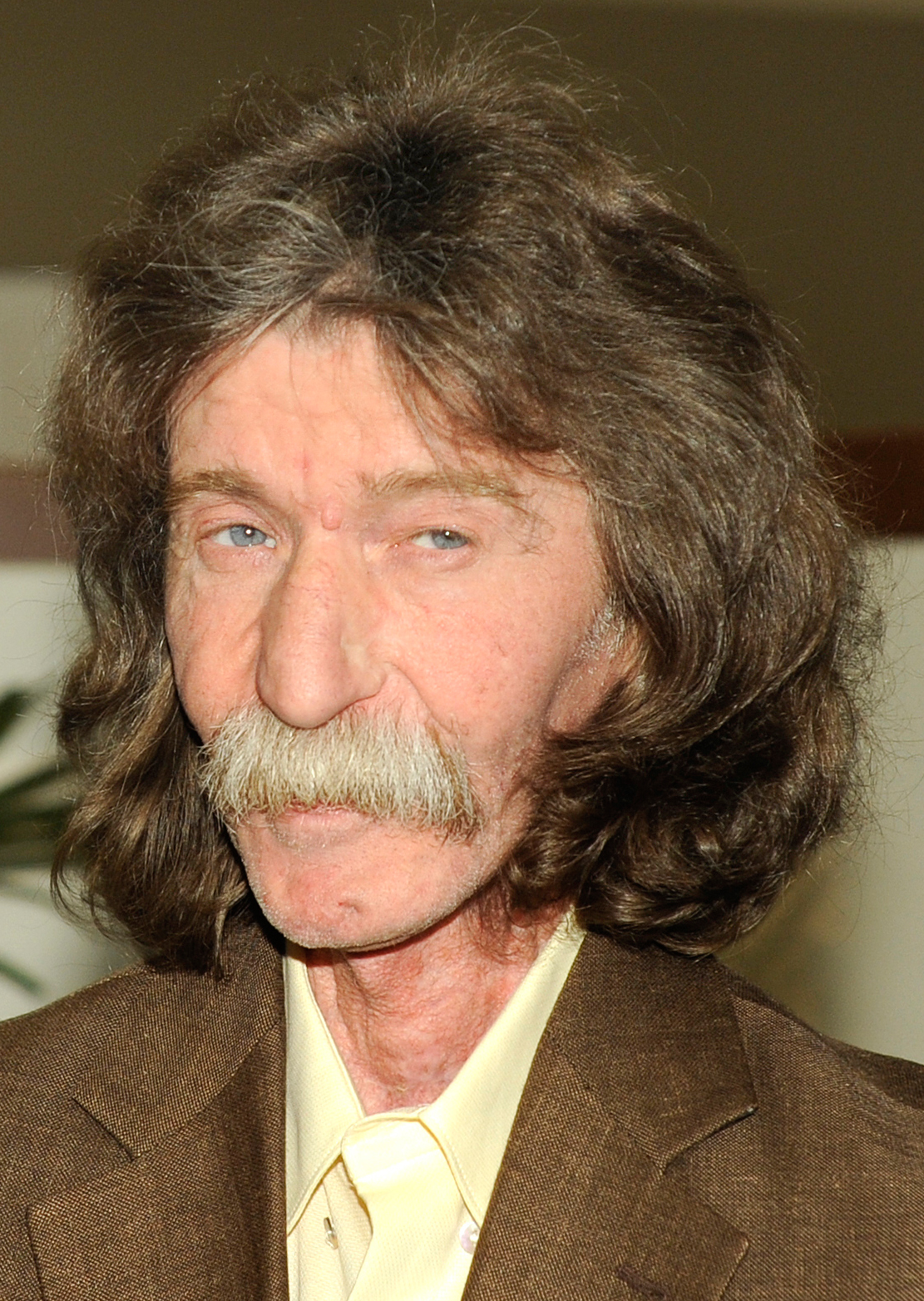
Walter Frosch (1950–2013)

- Frosch, Wicker († 1363), Frankfurter Patrizier und Geistlicher
- Froschauer, Anton (* 1963), österreichischer Politiker (ÖVP), Mitglied des Bundesrates
- Froschauer, Christoph († 1564), Schweizer Buchdrucker
- Froschauer, Christoph der Jüngere (1532–1585), Schweizer Drucker, Verleger und Buchhändler
- Froschauer, Daniel (* 1965), österreichischer Violinist
- Froschauer, Ferdinand (1865–1948), österreichischer Politiker, Landtagsabgeordneter
- Froschauer, Franz (* 1958), österreichischer Schauspieler
- Froschauer, Harald (* 1976), österreichischer Ägyptologe, Archäologe und Kulturmanager
- Froschauer, Helmuth (1933–2019), österreichischer Dirigent
- Froschauer, Helmuth (1939–1986), österreichischer Regisseur
- Froschauer, Sebastian von (1801–1884), österreichischer Jurist und Landeshauptmann von Vorarlberg
- Froschauer, Sepp (1907–1986), österreichischer Kapellmeister und Komponist
- Froschauer, Thomas (* 1979), österreichischer Schlagzeuger
- Fröschel von Leidnitz, deutscher Schriftsteller des Mittelalters
- Fröschel, Sebastian (1497–1570), deutscher Theologe der Reformationszeit
- Fröschels, Emil (1884–1972), österreichischer Facharzt für Sprach- und Stimmheilkunde
- Froscher, George (1927–2015), deutscher Schauspieler, Tänzer, Theaterregisseur, Bühnenbildner, Choreograf und Theaterleiter
- Fröscher, Roland (* 1977), Schweizer Euphoniumsolist
- Fröscher, Walter (* 1941), deutscher Neurologe, Psychiater und Epileptologe
- Fröscher, Wilhelm, deutscher Maler, Grafiker und Kunstpädagoge
- Froschhammer, Toni, deutscher Filmeditor
- Fröschke, Uwe (1961–2011), deutscher Handballspieler
- Fröschl von Marzoll, Wiguleus (1445–1517), Fürstbischof von Passau
- Fröschl, Alexander (* 1992), österreichischer Fußballspieler
- Fröschl, Andreas (* 1988), deutscher Pianist, Liedbegleiter und Kabarettist
- Fröschl, Anton (1812–1895), österreichischer Hammergewerk und Politiker, Landtagsabgeordneter
- Fröschl, Carl (1848–1934), österreichischer Porträt- und Genremaler
- Fröschl, Daniel (1573–1613), deutscher Maler
- Fröschl, Elfriede (* 1958), österreichische Soziologin und Sozialarbeiterin
- Fröschl, Hans (1880–1958), deutscher Verwaltungsjurist, Bezirksamtmann und Landrat
- Fröschl, Markus (* 1965), deutscher Politiker (CSU), MdL
- Fröschl, Michel, deutsch-österreichischer Architekt und Steinmetz
- Fröschl, Monika (1959–2018), deutsche Medizinerin
- Fröschl, Thomas (* 1988), österreichischer Fußballspieler
- Fröschl, Thomas Michael (* 1955), österreichischer Historiker
- Fröschle, Friedrich (* 1944), deutscher klassischer Organist, Kirchenmusikdirektor und Kantor
- Fröschle, Hartmut (* 1937), deutsch-kanadischer Germanist
- Fröschle, Helge (* 1976), deutscher Handballspieler
- Fröschle, Henning (* 1970), deutscher Handballspieler und -trainer
- Fröschle, Jakob (1742–1782), deutscher Maler
- Fröschle, Tobias (* 1960), deutscher Jurist und Universitätsprofessor
- Fröschle, Ulrich (* 1963), deutscher Germanist
- Froschmaier, Franz (* 1888), deutscher Landrat in Berchtesgaden
- Froschmaier, Franz (1930–2013), deutscher Politiker (SPD)
- Fröschmann, Georg (1882–1959), deutscher Rechtsanwalt
- Froschmayer, Florian (* 1972), Schweizer Regisseur
- Fröse, Marlies W. (* 1958), deutsche Pädagogin und Sozialwissenschaftlerin
- Frøseth, Kristine, norwegisch-US-amerikanische Schauspielerin und ModelKristine Frøseth

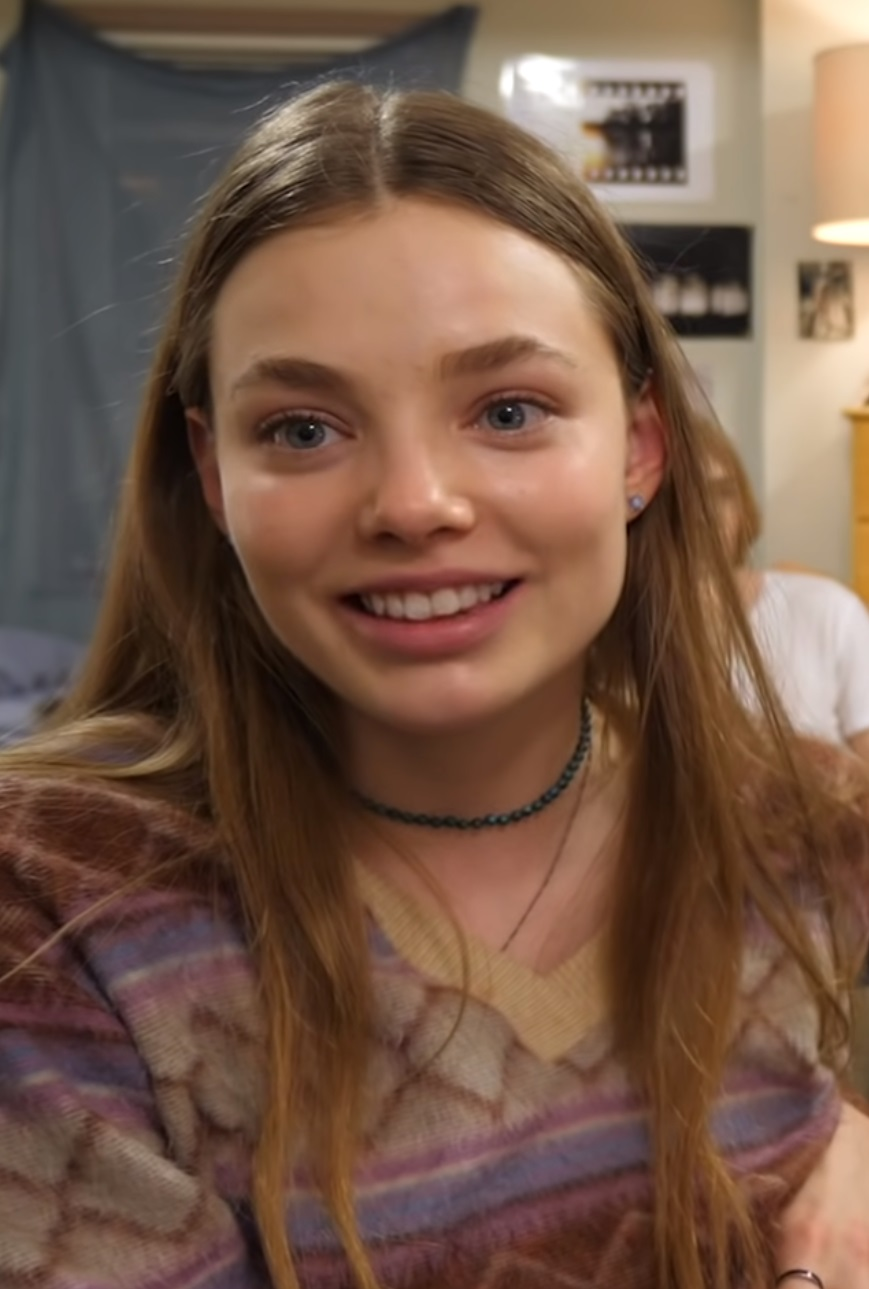
Kristine Frøseth

- Froshaug, Anthony (1920–1984), britischer Grafikdesigner, Typograf und Lehrer
- Frøshaug, Mats (* 1988), norwegischer Eishockeyspieler
- Frosi, Aldo (1908–1971), italienischer Schauspieler
- Frosini, Antonio Maria (1751–1834), italienischer Kardinal der katholischen Kirche und Mitglied der Kurie
- Frosio, Elia (1913–2005), italienischer Bahnradsportler
- Frosio, Ivo (1930–2019), Schweizer Fußballspieler
- Frossard, André (1915–1995), französischer Schriftsteller
- Frossard, Charles Auguste (1807–1875), französischer General
- Frossard, Claude (* 1935), Schweizer Maler, Bildwirker, Siebdrucker und Bildhauer
- Frossard, Ludovic-Oscar (1889–1946), französischer sozialistischer Politiker und Journalist
- Frossard, Marc (* 1997), Schweizer Bahnradsportler und Eishockeyspieler
- Frossard, Stéphane (* 1995), Schweizer Motorradrennfahrer
- Frossasco, Oswaldo (1952–2022), argentinischer Radsportler
- Frossati, Giorgio (* 1939), italienischer Physiker
- Frossi, Annibale (1911–1999), italienischer Fußballspieler und -trainer
- Frossin, Alexei Michailowitsch (* 1978), russischer Säbelfechter
- Frößler, Herbert (* 1941), deutscher Radiologe und Generalarzt
- Frösslind, Elise (1793–1861), schwedische Opernsängerin und Schauspielerin
- Frost (* 1973), norwegischer SchlagzeugerFrost (* 1973)

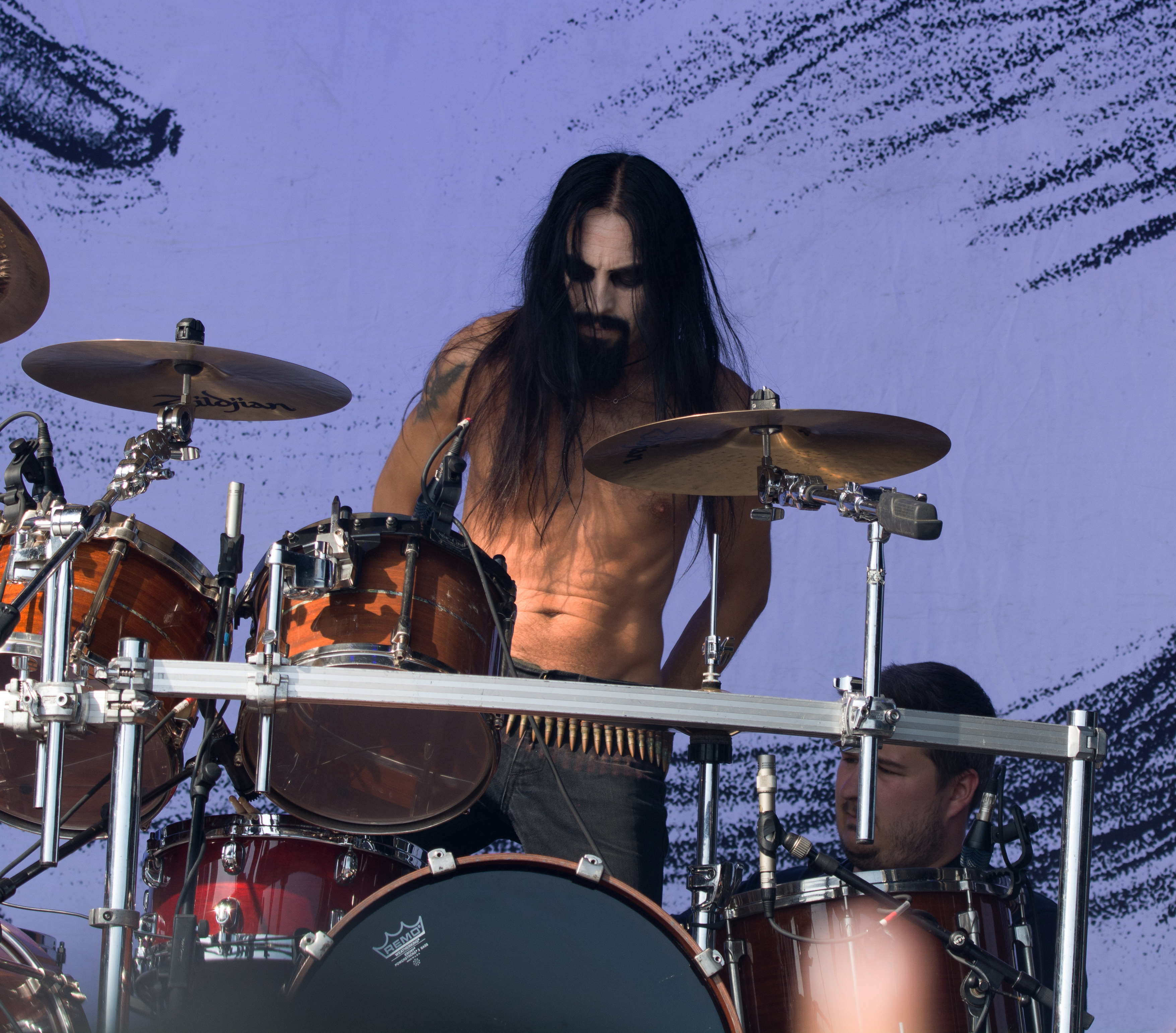
Frost (* 1973)

- Frost, Adam (* 1978), kanadischer Schauspieler
- Frost, Alex (* 1987), US-amerikanischer Schauspieler
- Frost, Andrew (* 1981), britischer Hammerwerfer
- Frost, Anna (* 1981), neuseeländische Trail- und Ultraläuferin
- Frost, Arthur Atwater (1909–2002), US-amerikanischer Chemiker
- Frost, Ben (* 1980), australisch-isländischer Musiker und Filmkomponist
- Frost, Constance (1862–1920), neuseeländische Ärztin, Bakteriologin und Pathologin
- Frost, Cora (* 1963), deutsche Sängerin, Schauspielerin und Autorin
- Frost, Dan (* 1961), dänischer Radsportler
- Frost, Daniel J. (* 1970), britischer Geochemiker und Geophysiker
- Frost, Daniel Marsh (1823–1900), General der Konföderierten im Amerikanischen Bürgerkrieg
- Frost, Darrel R. (* 1951), US-amerikanischer Herpetologe und Systematiker
- Frost, David (1939–2013), britischer Journalist, Buchautor und FernsehmoderatorDavid Frost (1939–2013)

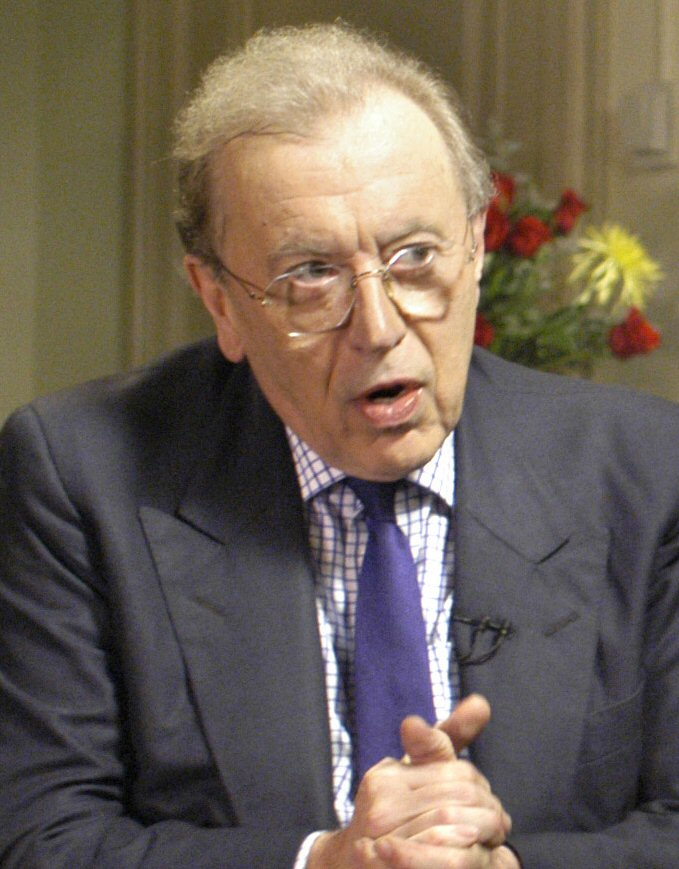
David Frost (1939–2013)

- Frost, David (* 1959), südafrikanischer Golfer
- Frost, David (* 1965), britischer Diplomat und Politiker der Conservative Party
- Frost, Edwin Brant (1866–1935), US-amerikanischer Astronom
- Frost, Emil (1920–2003), deutscher Politiker (KPD, SED) und Oberbürgermeister
- Frost, Erich (1900–1987), deutscher Berufsmusiker, Zeuge Jehovas
- Frost, Frank (1936–1999), US-amerikanischer Delta-Blues-Mundharmonikaspieler
- Frost, Frank J. (* 1929), US-amerikanischer Wissenschaftler der antiken griechischen Geschichte, ein Archäologe, Politiker und Schriftsteller
- Frost, George (1720–1796), US-amerikanischer Politiker
- Frost, George († 1821), englischer Maler
- Frost, George Albert (1843–1907), US-amerikanischer Maler
- Frost, Gerhard (1920–1988), deutscher Politiker (SED)
- Frost, Hans (1904–1975), deutscher Maler, Grafiker und Illustrator
- Frost, Harold (1921–2004), US-amerikanischer Orthopäde und Chirurg
- Frost, Harvey, britischer Regisseur, Autor und Filmproduzent
- Frost, Herbert (1921–1998), deutscher Rechtswissenschaftler
- Frost, Honor (1917–2010), britische Berufstaucherin, Archäologin und Pionierin der Unterwasserarchäologie
- Frost, Horst (1925–2008), deutscher SED-Funktionär, MdL
- Frost, Jeaniene, Autorin für Fantasy-Romane
- Frost, Jenny (* 1978), britische Pop-Sängerin, Tänzerin, Fernsehmoderatorin und ModelJenny Frost (* 1978)

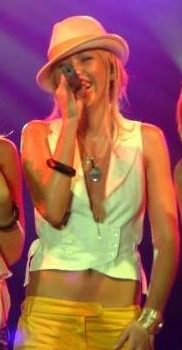
Jenny Frost (* 1978)

- Frost, Jetta (* 1968), deutsche Betriebswirtin und Hochschullehrerin (Universität Hamburg)
- Frost, Joel (1765–1827), US-amerikanischer Politiker
- Frost, Johannes, Bischof von Olmütz
- Frost, John (1890–1937), US-amerikanischer Maler
- Frost, John (1912–1993), britischer Generalmajor und LuftwaffenoffizierJohn Frost (1912–1993)

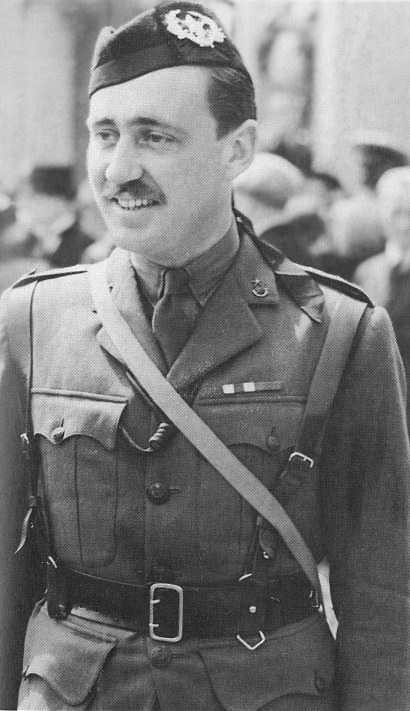
John Frost (1912–1993)

- Frost, Julie (* 1970), US-amerikanische Songwriterin, Sängerin und Musikproduzentin
- Frost, Karen, US-amerikanische Biathletin
- Frost, Kate (* 1980), US-amerikanische Pornodarstellerin
- Frost, Kathryn (1948–2006), US-amerikanische Generalmajorin
- Frost, Ken (* 1967), dänischer Bahnradsportler
- Frost, Kristian (* 1989), dänischer Squashspieler
- Frost, Kurt (* 1910), deutscher Schauspieler und Bühnenschriftsteller
- Frost, Laura (1851–1924), deutsche Schriftstellerin und Frauenrechtlerin
- Frost, Lauren (* 1945), US-amerikanische Schauspielerin
- Frost, Laurence H. (1902–1977), US-amerikanischer Admiral; Direktor der National Security Agency (1960–1962)
- Frost, Lee (1935–2007), US-amerikanischer Filmregisseur, Drehbuchautor, Kameramann, Schauspieler, Filmproduzent und Filmeditor
- Frost, Leslie (1895–1973), kanadischer Rechtsanwalt, Politiker und Premierminister von Ontario (1949–1961)
- Frost, Lis (* 1961), schwedische Skilangläuferin
- Frost, Marina (* 1950), deutsche Verwaltungsjuristin
- Frost, Mark (* 1953), US-amerikanischer Produzent
- Frost, Martin (1875–1928), deutscher Militär- und Schlachtenmaler
- Frost, Martin (* 1942), US-amerikanischer Politiker
- Fröst, Martin (* 1970), schwedischer Klarinettist und Dirigent
- Frost, Maxwell (* 1997), kubanisch-amerikanischer Politiker der Demokratischen Partei
- Frost, Mervyn (* 1947), südafrikanischer Politikwissenschaftler
- Frost, Michael (* 1967), deutscher Politiker
- Frost, Morten (* 1958), dänischer Badmintonspieler
- Frost, Natasha (* 1974), US-amerikanische Kriminologin
- Frost, Nick (* 1972), britischer Schauspieler und DrehbuchautorNick Frost (* 1972)

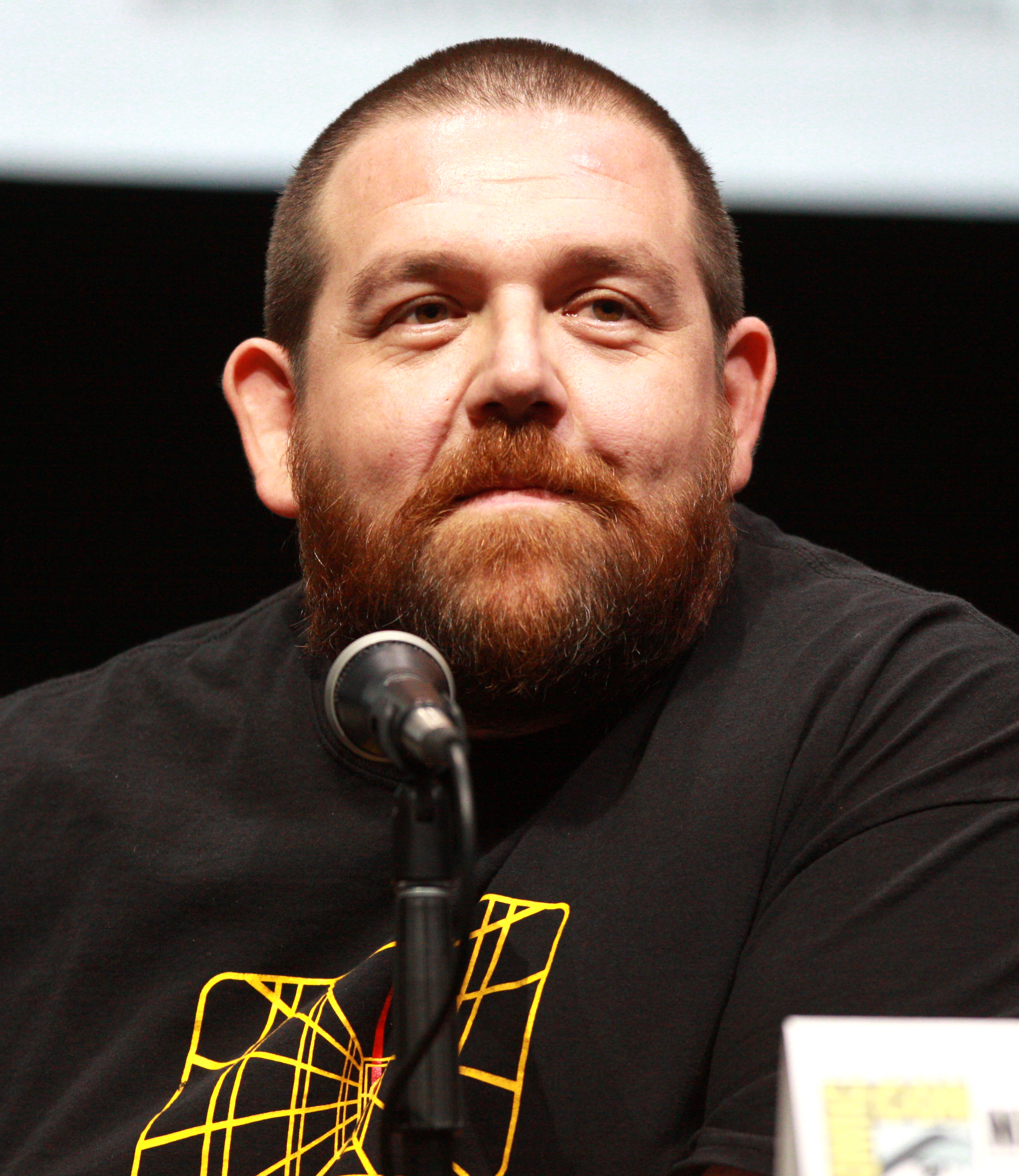
Nick Frost (* 1972)

- Frost, Richard Graham (1851–1900), US-amerikanischer Politiker
- Frost, Richie (1927–2023), US-amerikanischer Jazz- und Studiomusiker (Schlagzeug)
- Frost, Robert (1874–1963), amerikanischer Dichter
- Frost, Royal Harwood (1879–1950), US-amerikanischer Astronom
- Frost, Rufus S. (1826–1894), US-amerikanischer Politiker
- Frost, Sadie (* 1965), britische Schauspielerin und FilmproduzentinSadie Frost (* 1965)

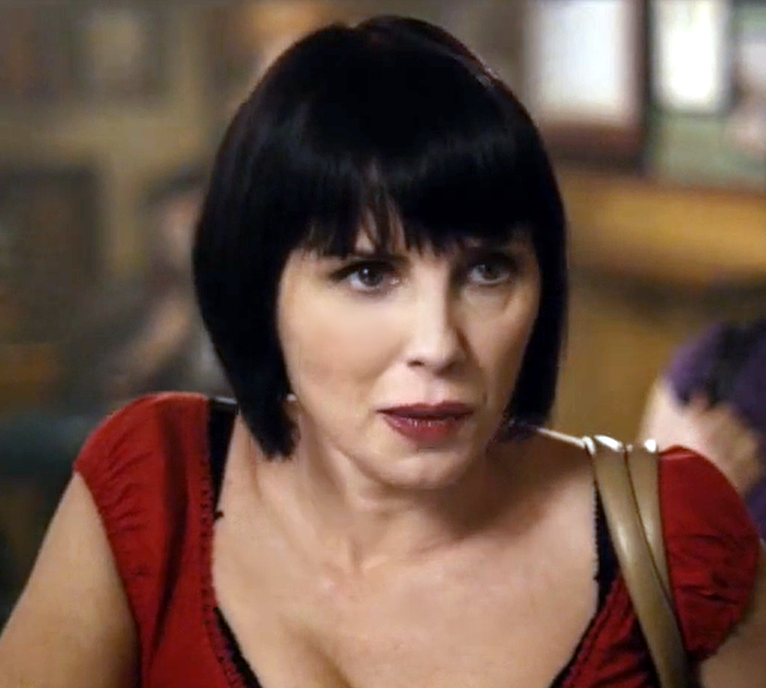
Sadie Frost (* 1965)

- Frost, Simone (1958–2009), deutsche Schauspielerin
- Frost, Terry (1915–2003), britischer Künstler
- Frost, Timothy (* 1980), US-amerikanischer Basketballspieler
- Frost, Tom (1938–2018), US-amerikanischer Big-Wall Kletterer
- Frost, Warren (1925–2017), US-amerikanischer Schauspieler und Theaterregisseur
- Frost, Wayne (1963–2008), US-amerikanischer Schauspieler und Breakdancer
- Frost, Wiebke (* 1962), deutsche Schauspielerin
- Frost, William Edward (1810–1877), englischer Maler
- Frost, Wolfhard (1931–2018), deutscher Sporthistoriker, Hochschullehrer
- Frostad Eggesbø, Theresa (* 1997), norwegische Schauspielerin, Model und Sängerin
- Frostenson, Katarina (* 1953), schwedische Dichterin und Schriftstellerin
- Frosterus, Benjamin (1866–1931), finnischer Geologe und Bodenkundler
- Frosterus, Sigurd (1876–1956), finnischer Architekt und Kunstkritiker
- Frosterus-Såltin, Alexandra (1837–1916), finnische Malerin der Düsseldorfer Schule
- Frosti Sigurjónsson (* 1962), isländischer Politiker (Fortschrittspartei)
- Frostick, Lynne (* 1949), britische Geologin und Hochschullehrerin
- Frostig, Marianne (1906–1985), österreichische Sozialarbeiterin, Lehrerin und Psychologin
- Fröstl, Josef (1839–1900), österreichischer Politiker; Bürgermeister von St. Pölten (1888–1892), Landtagsabgeordneter
- Frostrup, Mariella (* 1962), Journalistin, Moderatorin, Off-Sprecherin und Schriftstellerin

### Frot
- Frot, Catherine (* 1956), französische Theater- und FilmschauspielerinCatherine Frot (* 1956)

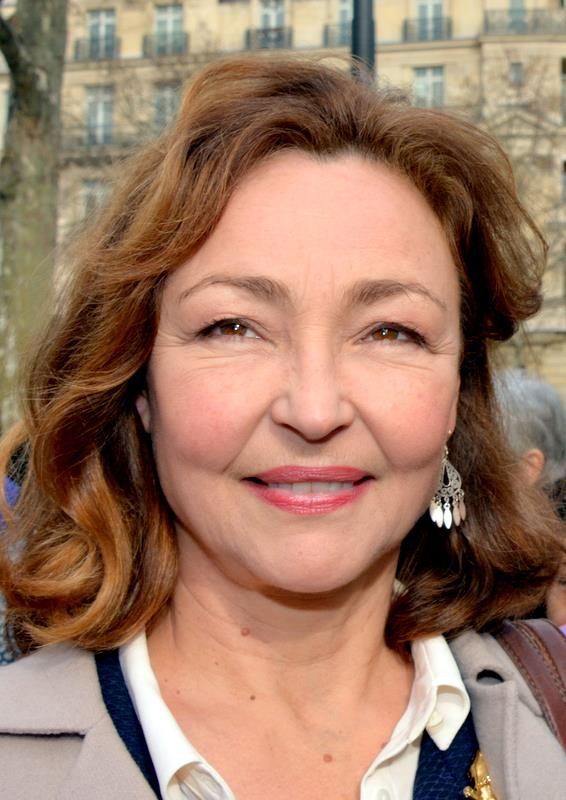
Catherine Frot (* 1956)

- Frot, Eugène (1893–1983), französischer Politiker, Mitglied der Nationalversammlung und Minister
- Frota, Augusto (* 1978), brasilianischer Mixed-Martial-Arts-Kämpfer
- Frota-Pessoa, Elisa (1921–2018), brasilianische Physikerin und Hochschullehrerin
- Frota-Pessoa, Oswaldo (1917–2010), brasilianischer Biologe, Genetiker und Hochschullehrer
- Frothar, Bischof von Toul
- Frothingham, James (1786–1864), US-amerikanischer Maler
- Frothingham, Louis A. (1871–1928), US-amerikanischer Politiker
- Frothingham, Sarah C. (1821–1861), US-amerikanische Miniaturmalerin
- Frotscher, Emil († 1986), deutscher Journalist, Chefredakteur der Deutschen Zeitung in den Niederlanden, stellvertretender Chefredakteur der Pariser Zeitung, Chefredakteur der Abendpost
- Frotscher, Georg (1868–1943), deutscher General der Infanterie
- Frotscher, Gerrit (* 1943), deutscher Jurist
- Frotscher, Gotthold (1897–1967), deutscher Musikhistoriker
- Frotscher, Karl Heinrich (1796–1876), deutscher Pädagoge und Philologe
- Frotscher, Kurt (* 1930), deutscher Autor; Major der Grenztruppen der DDR
- Frotscher, Max (1894–1979), deutscher Genealoge
- Frotscher, Maximilian Hermann (1816–1899), deutscher evangelisch-lutherischer Pfarrer und Autor
- Frotscher, Michael (1947–2017), deutscher Neuroanatom
- Frotscher, Sven (* 1961), deutscher Autor
- Frotscher, Werner (1937–2023), deutscher Rechtswissenschaftler
- Frotté, Marie Pierre Louis de (1766–1800), royalistischer Kommandant in der Französischen Revolution
- Frottier, Corinne (* 1953), österreichische Autorin und Hörspielregisseurin
- Frotz, Augustinus (1903–1994), deutscher katholischer Bischof
- Frötzschner, Ulf, deutscher Dramaturg und Theaterregisseur

### Frou
- Frou, Fritzi (1889–1947), deutsche Diseuse, Soubrette und Schauspielerin
- Froude, James Anthony (1818–1894), englischer Historiker und Romancier
- Froude, Robert Edmund (1846–1924), britischer Schiffbauingenieur
- Froude, William (1810–1879), englischer Schiffbauingenieur und Forscher auf dem Gebiet der Hydrodynamik
- Froukje (* 2001), niederländische Popmusikerin
- Froulay, Renée-Caroline-Victoire de (1714–1803), französische Autorin und Saloniere
- Froumund von Tegernsee, Benediktiner und Autor
- Froundjian, Peter (* 1948), deutscher Pianist
- Froushan, Arty (* 1993), britisch-iranischer Schauspieler
- Frousos, Nikos (* 1974), griechischer Fußballspieler

### Frov
- Frova, Antonio (1914–2007), italienischer Klassischer Archäologe

### Frow
- Frowein, Abraham (1766–1829), deutscher Politiker, Bürgermeister von Elberfeld 1807
- Frowein, Abraham (1847–1893), deutscher Textilfabrikant und Politiker
- Frowein, Abraham (1878–1957), deutscher Unternehmer in der Textilindustrie
- Fröwein, Bartholomäus († 1430), deutscher Hochschullehrer, Zisterzienserabt
- Frowein, Christian Ludwig (1698–1756), Bürgermeister in Elberfeld
- Frowein, Cornelius (* 1957), deutscher Dirigent und Musikwissenschaftler
- Frowein, Eberhard (1881–1964), deutscher Roman-, Drehbuchautor und Filmregisseur
- Frowein, Eduard von (1841–1924), deutscher Jurist und Politiker
- Frowein, Florian (* 1988), deutscher SchauspielerFlorian Frowein (* 1988)

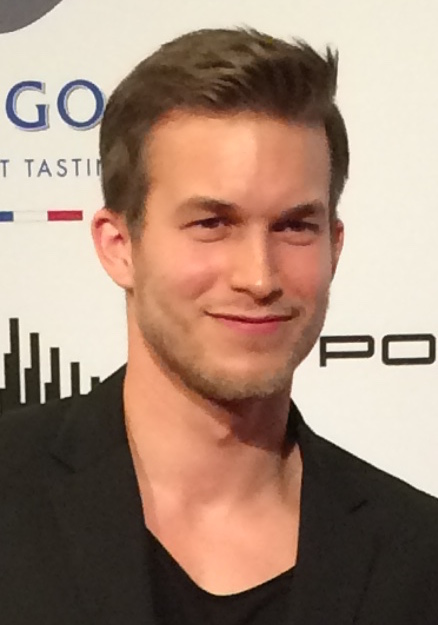
Florian Frowein (* 1988)

- Frowein, Gottlieb (1827–1907), deutscher Fabrikant und Unternehmer
- Frowein, Hans-Joachim, deutscher Marineoffizier und Kryptoanalytiker
- Frowein, Harald (1900–1978), deutscher Textilunternehmer und Präsident der Industrie- und Handelskammer Wuppertal
- Frowein, Heinz (1905–1994), deutscher Politiker (CDU), Oberbürgermeister der Stadt Wuppertal
- Frowein, Jochen Abraham (* 1934), deutscher Rechtswissenschaftler
- Frowein, Kurt (1914–1964), deutscher Redakteur, Kriegsberichterstatter und Reichsfilmdramaturg
- Frowein, Otto (1899–1945), deutscher Politiker (NSDAP), MdR
- Frowein, Reinhold A. (1923–2021), deutscher Neurochirurg
- Frowein, Rolf (1921–1963), deutscher Neurologe und Neuroradiologe
- Frowein, Uwe (* 1962), deutscher Fußballspieler
- Frowein-Lyasso, Dieter (1945–2013), deutscher Unternehmer, Kunstsammler, Künstler und Mäzen
- Frowin († 1178), deutscher Benediktiner und Abt, Chronist
- Frowin von Hutten († 1377), deutscher Ritter und Amtmann
- Frowin von Hutten († 1373), Edelknecht und Amtmann
- Frowin, Michael (* 1969), deutscher Schauspieler, Kabarettist und Theaterleiter
- Fröwis, Annika (* 1994), österreichische Schachspielerin
- Fröwis, Georg (* 1990), österreichischer Schachspieler
- Fröwis, Josef (1937–2022), österreichischer Sportschütze
- Fröwis, Theresia (* 1956), österreichische Politikerin (ÖVP), Landtagsabgeordnete
- Fröwis, Walter (* 1928), deutscher Botschafter

### Froy
- Froy, Martin (1926–2017), britischer Maler und Kunstlehrer
- Frøyland, Tønnes (1879–1914), norwegischer Missionar
- Froyza, Ehefrau des Dogen von Venedig

### Froz
- Frozen Skies (* 1990), deutscher Musikproduzent